# 一宮市
一宮市（いちのみやし）は、愛知県北西部の尾張地方に位置する都市。中核市に指定されている。1921年（大正10年）市制施行。
現在の区域は、旧中島郡北部、旧葉栗郡西部、旧丹羽郡西部にあたる。

## 概要

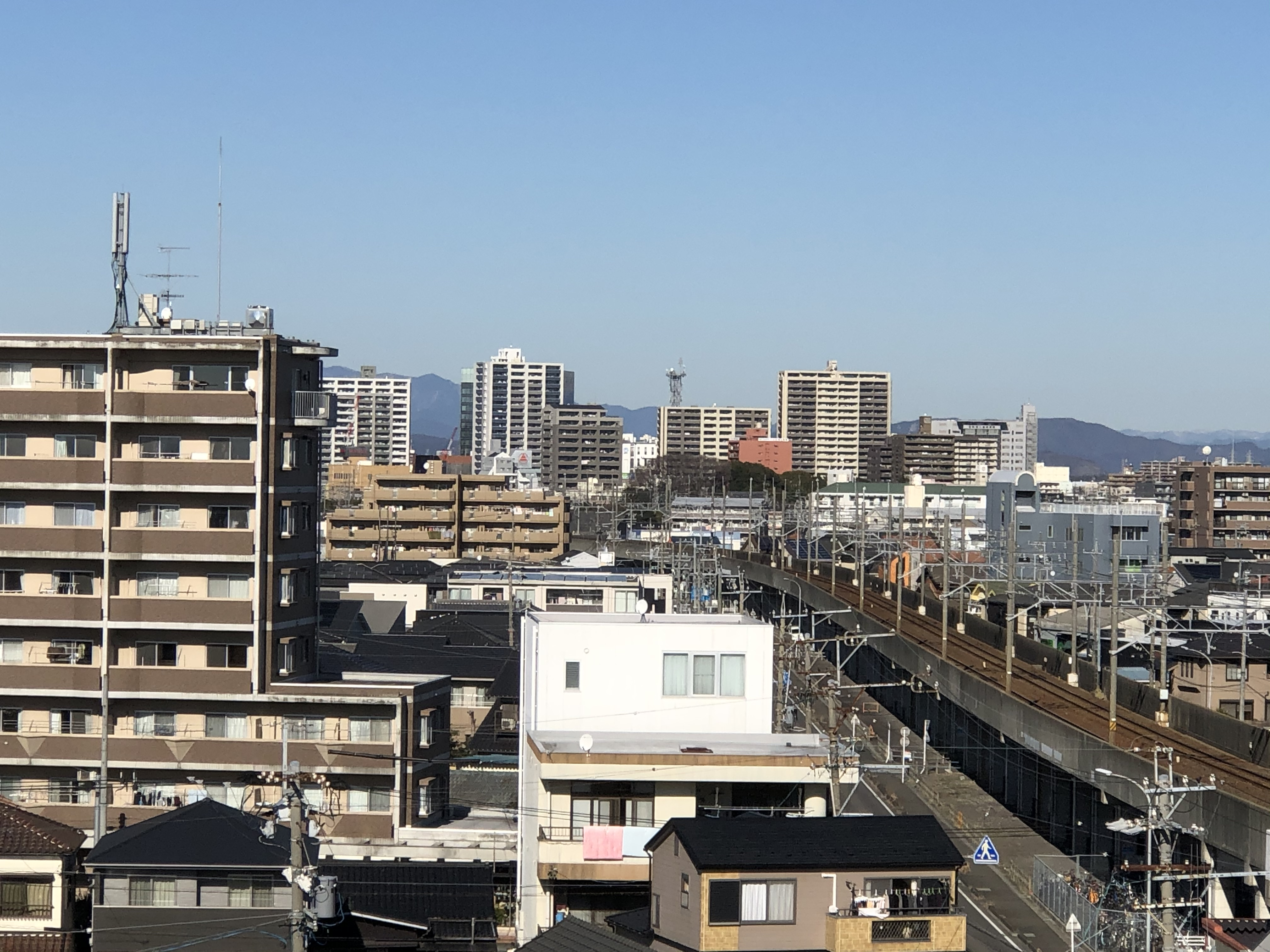
一宮市の市街地遠景

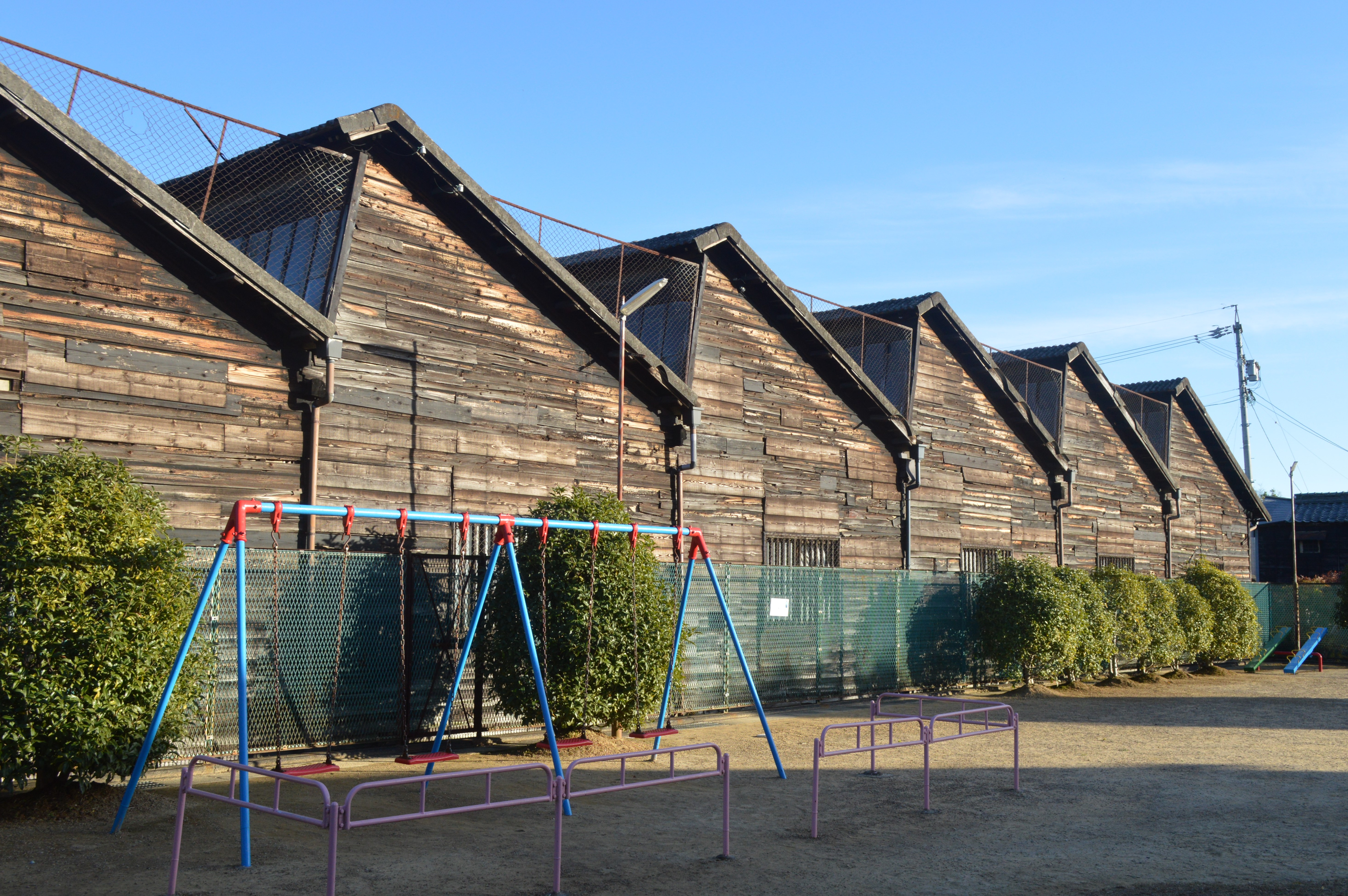
のこぎり屋根の尾州織物工場

中心部は尾張国一宮である真清田神社の鳥居前町として栄えたことに端を発する。
ウールの世界三大産地・尾州（びしゅう）の中心地で、「繊維の街」として著名。一宮市を擁する愛知県は、テキスタイルの全国シェア約70%を占めており、尾州ウールは国内外のハイブランドのアパレル製品の服地として採用されている。繊維産業の歴史は古く、平安時代には既に錦綾を生産していたが、近年では生産を海外に移転される傾向にある。現在の繊維工場跡は、住宅や商業施設となっており、鉄道・高速道路の利便性の高さや名古屋へのアクセスの良さからベッドタウンとして都市開発が進められている。
紡績・繊維産業の一大中心地として、繊維工場で女性従業員を多数雇用していたことから、「女工の街」とも呼ばれており、働く女性従業員は「織姫」の愛称で呼ばれている。現在も、元従業員が居住している関係で女性人口がやや多い。
2005年4月1日に隣接する尾西市と葉栗郡木曽川町を編入したことで、人口37万人に拡大した。2021年4月より、豊田市・豊橋市・岡崎市に次ぐ県内4つ目の中核市に移行した。 

### 地名について
「一宮市」という名称は、尾張国一宮である真清田神社があることに由来する。
当地（以下、市街地）は、「尾張一宮」と呼ばれており、JRの駅名にもなっている。
愛知県内には、東三河地方に豊川市一宮町があり、そちらは「三河一宮」となる。他、岐阜県高山市一之宮町（飛騨一之宮）など、全国各地に「一宮」「一之宮」が存在しており、さいたま市大宮区も「武蔵一之宮」が起源である。なお、真清田神社の北側に「一宮市大宮」という町名がある。
市内および近隣市町では、市内の中でも市街地のことを限定で「一宮」と呼ぶことがある。
市街地以外は、起（おこし）、奥町（おくちょう）、浅井（あざい）など旧町村名で呼ばれることが多い。

## 地理

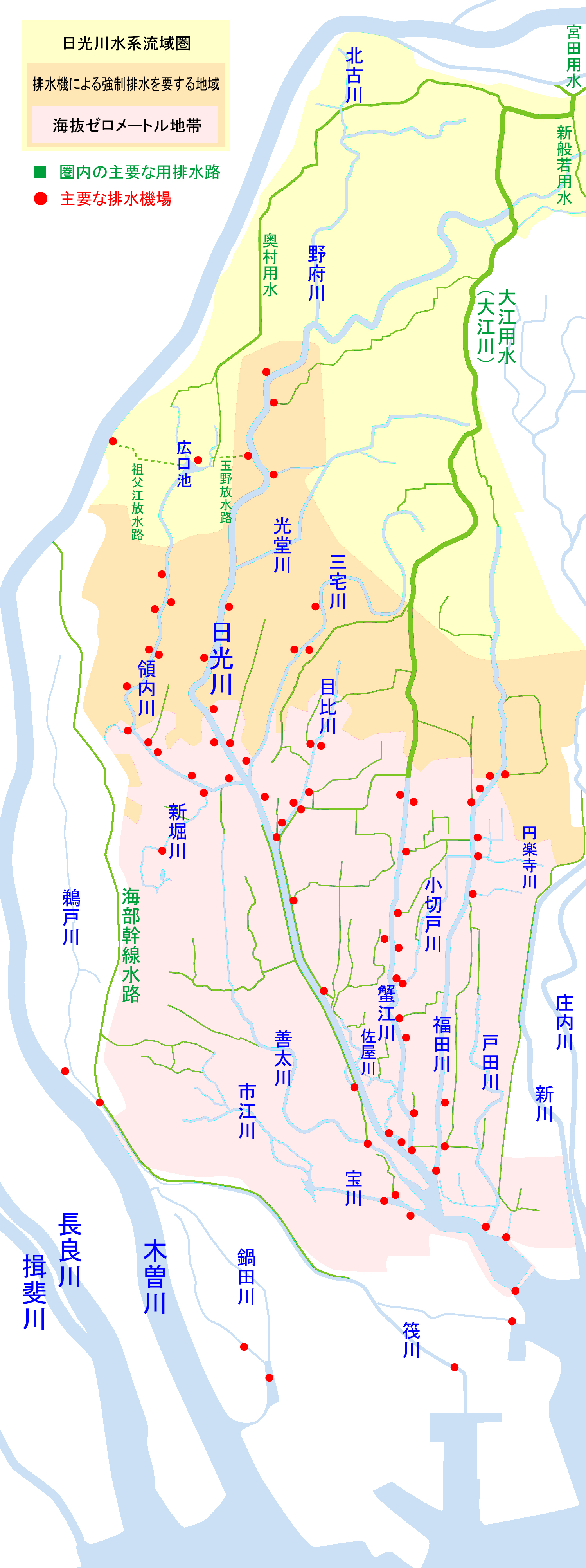
日光川水系の概略図

一宮市中心部周辺の空中写真。
2020年9月5日撮影の30枚を合成作成。。

### 位置
濃尾平野のほぼ中央に位置する。
犬山扇状地の西端部に位置し、最高でも標高20ｍ程の平坦地に位置する。

### 地形

#### 河川
一級河川
- 青木川
- 木曽川
- 五条川
- 南派川

二級河川
- 光堂川
- 野府川
- 日光川
- 領内川

その他の河川
- 大江川（大江用水）
- 般若川（般若用水）

### 地域

#### 地名
市内の地名
一宮市の地名を参照。

### 人口
| |                                        |  |
| 一宮市と全国の年齢別人口分布（2005年） | 一宮市の年齢・男女別人口分布（2005年） |  |
| ■紫色 ― 一宮市 ■緑色 ― 日本全国 | ■青色 ― 男性 ■赤色 ― 女性              |  |
| 一宮市（に相当する地域）の人口の推移 \| 1970年（昭和45年） \| 296,141人 \| \| \| 1975年（昭和50年） \| 318,878人 \| \| \| 1980年（昭和55年） \| 335,465人 \| \| \| 1985年（昭和60年） \| 341,384人 \| \| \| 1990年（平成2年） \| 346,972人 \| \| \| 1995年（平成7年） \| 353,999人 \| \| \| 2000年（平成12年） \| 362,726人 \| \| \| 2005年（平成17年） \| 371,687人 \| \| \| 2010年（平成22年） \| 378,566人 \| \| \| 2015年（平成27年） \| 380,868人 \| \| \| 2020年（令和2年） \| 380,073人 \| \| |                                        |  |
| 総務省統計局 国勢調査より |                                        |  |
| 1970年（昭和45年） | 296,141人                              |  |
| 1975年（昭和50年） | 318,878人                              |  |
| 1980年（昭和55年） | 335,465人                              |  |
| 1985年（昭和60年） | 341,384人                              |  |
| 1990年（平成2年） | 346,972人                              |  |
| 1995年（平成7年） | 353,999人                              |  |
| 2000年（平成12年） | 362,726人                              |  |
| 2005年（平成17年） | 371,687人                              |  |
| 2010年（平成22年） | 378,566人                              |  |
| 2015年（平成27年） | 380,868人                              |  |
| 2020年（令和2年） | 380,073人                              |  |

### 隣接自治体
愛知県
- 江南市
- 岩倉市
- 稲沢市
- 清須市
- 北名古屋市

岐阜県
- 羽島市
- 各務原市
- 羽島郡：笠松町
- 羽島郡：岐南町

## 歴史

### 近代
明治時代
- 1889年（明治22年） - 町制施行。中島郡の一宮村と一色村[注釈 3]が合併して一宮町となる。

大正時代
- 1921年（大正10年）9月1日 - 中島郡一宮町が市制施行して一宮市が発足。
- 1922年（大正11年）10月2日 - 市章を制定[8]。

昭和時代（戦前）
- 1936年（昭和11年）9月1日 - 「一宮市歌」を制定。
- 1940年（昭和15年）
  - 8月1日 - 葉栗郡葉栗村を編入。
  - 9月20日 - 丹羽郡西成村を編入。

### 現代
昭和時代（戦後）
- 1955年（昭和30年）
  - 1月1日 - 丹羽郡丹陽村・葉栗郡浅井町を編入。
  - 4月1日 - 葉栗郡北方村・中島郡大和町・中島郡奥町・中島郡萩原町・中島郡今伊勢町の東部[注釈 4]を編入。
  - 4月7日 - 丹羽郡千秋村を編入。

平成時代
- 2002年（平成14年）4月1日 - 特例市に移行[注釈 5]。
- 2005年（平成17年）4月1日 - 尾西市・葉栗郡木曽川町を編入。市役所一宮庁舎（真清田神社東南側）は改築され、尾西市役所は尾西庁舎、木曽川町役場は木曽川庁舎として継続して使用されている。

令和時代
- 2021年（令和3年）4月1日 - 中核市に移行。

### 自治体の変遷
| 郡       | 明治22年以前              | 明治22年以前              | 明治22年 10月1日 町村制施行 | 明治22年 - 明治33年          | 明治34年 - 大正15年           | 明治34年 - 大正15年           | 昭和元年 - 昭和29年           | 昭和30年 - 昭和64年         | 平成元年 - 現在             | 現在   |
| -------- | ------------------------- | ------------------------- | --------------------------- | ---------------------------- | ----------------------------- | ----------------------------- | ----------------------------- | --------------------------- | --------------------------- | ------ |
| 葉 栗 郡 | 里小牧村                  | 里小牧村                  | 里小牧村                    | 里小牧村                     | 明治39年5月10日 合併 黒田町   | 明治43年2月10日 改称 木曽川町 | 木曽川町                      | 木曽川町                    | 平成17年4月1日 一宮市に編入 | 一宮市 |
| 葉 栗 郡 | 玉ノ井村                  | 玉ノ井村                  | 玉ノ井村                    | 玉ノ井村                     | 明治39年5月10日 合併 黒田町   | 明治43年2月10日 改称 木曽川町 | 木曽川町                      | 木曽川町                    | 平成17年4月1日 一宮市に編入 | 一宮市 |
| 葉 栗 郡 | 黒田村                    | 黒田村                    | 黒田村                      | 明治27年12月27日 町制 黒田町 | 明治39年5月10日 合併 黒田町   | 明治43年2月10日 改称 木曽川町 | 木曽川町                      | 木曽川町                    | 平成17年4月1日 一宮市に編入 | 一宮市 |
| 葉 栗 郡 | 門間村                    |                           | 黒田村                      | 明治27年12月27日 町制 黒田町 | 明治39年5月10日 合併 黒田町   | 明治43年2月10日 改称 木曽川町 | 木曽川町                      | 木曽川町                    | 平成17年4月1日 一宮市に編入 | 一宮市 |
| 葉 栗 郡 | 内割田村                  |                           | 黒田村                      | 明治27年12月27日 町制 黒田町 | 明治39年5月10日 合併 黒田町   | 明治43年2月10日 改称 木曽川町 | 木曽川町                      | 木曽川町                    | 平成17年4月1日 一宮市に編入 | 一宮市 |
| 葉 栗 郡 | 外割田村                  |                           | 黒田村                      | 明治27年12月27日 町制 黒田町 | 明治39年5月10日 合併 黒田町   | 明治43年2月10日 改称 木曽川町 | 木曽川町                      | 木曽川町                    | 平成17年4月1日 一宮市に編入 | 一宮市 |
| 葉 栗 郡 | 三法寺村                  |                           | 黒田村                      | 明治27年12月27日 町制 黒田町 | 明治39年5月10日 合併 黒田町   | 明治43年2月10日 改称 木曽川町 | 木曽川町                      | 木曽川町                    | 平成17年4月1日 一宮市に編入 | 一宮市 |
| 葉 栗 郡 | 曽根村                    | 曽根村                    | 黒田村                      | 明治27年12月27日 町制 黒田町 | 明治39年5月10日 北方村に編入  | 北方村                        | 北方村                        | 昭和30年4月1日 一宮市に編入 | 一宮市                      | 一宮市 |
| 葉 栗 郡 | 北方村                    | 北方村                    | 北方村                      | 北方村                       | 北方村                        | 北方村                        | 北方村                        | 昭和30年4月1日 一宮市に編入 | 一宮市                      | 一宮市 |
| 葉 栗 郡 | 中島村                    |                           | 北方村                      | 北方村                       | 北方村                        | 北方村                        | 北方村                        | 昭和30年4月1日 一宮市に編入 | 一宮市                      | 一宮市 |
| 葉 栗 郡 | 西浅井村                  | 西浅井村                  | 浅井村                      | 明治33年7月9日 町制 浅井町   | 明治39年5月1日 合併 浅井町    | 明治39年5月1日 合併 浅井町    | 浅井町                        | 昭和30年1月1日 一宮市に編入 | 一宮市                      | 一宮市 |
| 葉 栗 郡 | 東浅井村                  |                           | 浅井村                      | 明治33年7月9日 町制 浅井町   | 明治39年5月1日 合併 浅井町    | 明治39年5月1日 合併 浅井町    | 浅井町                        | 昭和30年1月1日 一宮市に編入 | 一宮市                      | 一宮市 |
| 葉 栗 郡 | 河端村                    |                           | 浅井村                      | 明治33年7月9日 町制 浅井町   | 明治39年5月1日 合併 浅井町    | 明治39年5月1日 合併 浅井町    | 浅井町                        | 昭和30年1月1日 一宮市に編入 | 一宮市                      | 一宮市 |
| 葉 栗 郡 | 西海戸村                  |                           | 浅井村                      | 明治33年7月9日 町制 浅井町   | 明治39年5月1日 合併 浅井町    | 明治39年5月1日 合併 浅井町    | 浅井町                        | 昭和30年1月1日 一宮市に編入 | 一宮市                      | 一宮市 |
| 葉 栗 郡 | 江森村                    |                           | 浅井村                      | 明治33年7月9日 町制 浅井町   | 明治39年5月1日 合併 浅井町    | 明治39年5月1日 合併 浅井町    | 浅井町                        | 昭和30年1月1日 一宮市に編入 | 一宮市                      | 一宮市 |
| 葉 栗 郡 | 大日比野村                |                           | 浅井村                      | 明治33年7月9日 町制 浅井町   | 明治39年5月1日 合併 浅井町    | 明治39年5月1日 合併 浅井町    | 浅井町                        | 昭和30年1月1日 一宮市に編入 | 一宮市                      | 一宮市 |
| 葉 栗 郡 | 小日比野村                |                           | 浅井村                      | 明治33年7月9日 町制 浅井町   | 明治39年5月1日 合併 浅井町    | 明治39年5月1日 合併 浅井町    | 浅井町                        | 昭和30年1月1日 一宮市に編入 | 一宮市                      | 一宮市 |
| 葉 栗 郡 | 前野村                    | 前野村                    | 瑞穂村                      | 瑞穂村                       | 明治39年5月1日 合併 浅井町    | 明治39年5月1日 合併 浅井町    | 浅井町                        | 昭和30年1月1日 一宮市に編入 | 一宮市                      | 一宮市 |
| 葉 栗 郡 | 小関村                    |                           | 瑞穂村                      | 瑞穂村                       | 明治39年5月1日 合併 浅井町    | 明治39年5月1日 合併 浅井町    | 浅井町                        | 昭和30年1月1日 一宮市に編入 | 一宮市                      | 一宮市 |
| 葉 栗 郡 | 黒岩村                    |                           | 瑞穂村                      | 瑞穂村                       | 明治39年5月1日 合併 浅井町    | 明治39年5月1日 合併 浅井町    | 浅井町                        | 昭和30年1月1日 一宮市に編入 | 一宮市                      | 一宮市 |
| 葉 栗 郡 | 河田村                    |                           | 瑞穂村                      | 瑞穂村                       | 明治39年5月1日 合併 浅井町    | 明治39年5月1日 合併 浅井町    | 浅井町                        | 昭和30年1月1日 一宮市に編入 | 一宮市                      | 一宮市 |
| 葉 栗 郡 | 大野村                    |                           | 瑞穂村                      | 瑞穂村                       | 明治39年5月1日 合併 浅井町    | 明治39年5月1日 合併 浅井町    | 浅井町                        | 昭和30年1月1日 一宮市に編入 | 一宮市                      | 一宮市 |
| 葉 栗 郡 | 極楽寺村                  |                           | 瑞穂村                      | 瑞穂村                       | 明治39年5月1日 合併 浅井町    | 明治39年5月1日 合併 浅井町    | 浅井町                        | 昭和30年1月1日 一宮市に編入 | 一宮市                      | 一宮市 |
| 丹 羽 郡 | 九日市場村                | 九日市場村                | 九日市場村                  | 九日市場村                   | 明治39年7月1日 合併 丹陽村    | 明治39年7月1日 合併 丹陽村    | 丹陽村                        | 昭和30年1月1日 一宮市に編入 | 一宮市                      | 一宮市 |
| 丹 羽 郡 | 五日市場村                | 五日市場村                | 二川村                      | 二川村                       | 明治39年7月1日 合併 丹陽村    | 明治39年7月1日 合併 丹陽村    | 丹陽村                        | 昭和30年1月1日 一宮市に編入 | 一宮市                      | 一宮市 |
| 丹 羽 郡 | 伝法寺村                  |                           | 二川村                      | 二川村                       | 明治39年7月1日 合併 丹陽村    | 明治39年7月1日 合併 丹陽村    | 丹陽村                        | 昭和30年1月1日 一宮市に編入 | 一宮市                      | 一宮市 |
| 丹 羽 郡 | 三ツ井村                  | 三ツ井村                  | 三重島村                    | 三重島村                     | 明治39年7月1日 合併 丹陽村    | 明治39年7月1日 合併 丹陽村    | 丹陽村                        | 昭和30年1月1日 一宮市に編入 | 一宮市                      | 一宮市 |
| 丹 羽 郡 | 重吉村                    |                           | 三重島村                    | 三重島村                     | 明治39年7月1日 合併 丹陽村    | 明治39年7月1日 合併 丹陽村    | 丹陽村                        | 昭和30年1月1日 一宮市に編入 | 一宮市                      | 一宮市 |
| 丹 羽 郡 | 平島村                    |                           | 三重島村                    | 三重島村                     | 明治39年7月1日 合併 丹陽村    | 明治39年7月1日 合併 丹陽村    | 丹陽村                        | 昭和30年1月1日 一宮市に編入 | 一宮市                      | 一宮市 |
| 丹 羽 郡 | 外崎村                    |                           | 三重島村                    | 三重島村                     | 明治39年7月1日 合併 丹陽村    | 明治39年7月1日 合併 丹陽村    | 丹陽村                        | 昭和30年1月1日 一宮市に編入 | 一宮市                      | 一宮市 |
| 丹 羽 郡 | 多加木村                  | 多加木村                  | 多加森村                    | 多加森村                     | 明治39年7月1日 合併 丹陽村    | 明治39年7月1日 合併 丹陽村    | 丹陽村                        | 昭和30年1月1日 一宮市に編入 | 一宮市                      | 一宮市 |
| 丹 羽 郡 | 森本村                    |                           | 多加森村                    | 多加森村                     | 明治39年7月1日 合併 丹陽村    | 明治39年7月1日 合併 丹陽村    | 丹陽村                        | 昭和30年1月1日 一宮市に編入 | 一宮市                      | 一宮市 |
| 丹 羽 郡 | 猿海道村                  |                           | 多加森村                    | 多加森村                     | 明治39年7月1日 合併 丹陽村    | 明治39年7月1日 合併 丹陽村    | 丹陽村                        | 昭和30年1月1日 一宮市に編入 | 一宮市                      | 一宮市 |
| 丹 羽 郡 | 吾鬘村                    |                           | 多加森村                    | 多加森村                     | 明治39年7月1日 合併 丹陽村    | 明治39年7月1日 合併 丹陽村    | 丹陽村                        | 昭和30年1月1日 一宮市に編入 | 一宮市                      | 一宮市 |
| 丹 羽 郡 | 森本村                    |                           | 多加森村                    | 多加森村                     | 明治39年7月1日 合併 丹陽村    | 明治39年7月1日 合併 丹陽村    | 丹陽村                        | 昭和30年1月1日 一宮市に編入 | 一宮市                      | 一宮市 |
| 丹 羽 郡 | 町屋村                    | 町屋村                    | 豊富村                      | 豊富村                       | 明治39年5月1日 合併 千秋村    | 明治39年5月1日 合併 千秋村    | 千秋村                        | 昭和30年4月7日 一宮市に編入 | 一宮市                      | 一宮市 |
| 丹 羽 郡 | 羽根村                    | 浅野羽根村                | 豊富村                      | 豊富村                       | 明治39年5月1日 合併 千秋村    | 明治39年5月1日 合併 千秋村    | 千秋村                        | 昭和30年4月7日 一宮市に編入 | 一宮市                      | 一宮市 |
| 丹 羽 郡 | 小山村                    |                           | 豊富村                      | 豊富村                       | 明治39年5月1日 合併 千秋村    | 明治39年5月1日 合併 千秋村    | 千秋村                        | 昭和30年4月7日 一宮市に編入 | 一宮市                      | 一宮市 |
| 丹 羽 郡 | 塩尻村                    |                           | 豊富村                      | 豊富村                       | 明治39年5月1日 合併 千秋村    | 明治39年5月1日 合併 千秋村    | 千秋村                        | 昭和30年4月7日 一宮市に編入 | 一宮市                      | 一宮市 |
| 丹 羽 郡 | 佐野村                    | 佐野村                    | 青木村                      | 青木村                       | 明治39年5月1日 合併 千秋村    | 明治39年5月1日 合併 千秋村    | 千秋村                        | 昭和30年4月7日 一宮市に編入 | 一宮市                      | 一宮市 |
| 丹 羽 郡 | 天摩村                    |                           | 青木村                      | 青木村                       | 明治39年5月1日 合併 千秋村    | 明治39年5月1日 合併 千秋村    | 千秋村                        | 昭和30年4月7日 一宮市に編入 | 一宮市                      | 一宮市 |
| 丹 羽 郡 | 穂積塚本村                |                           | 青木村                      | 青木村                       | 明治39年5月1日 合併 千秋村    | 明治39年5月1日 合併 千秋村    | 千秋村                        | 昭和30年4月7日 一宮市に編入 | 一宮市                      | 一宮市 |
| 丹 羽 郡 | 浮野村                    | 浮野村                    | 浮野村                      | 浮野村                       | 明治39年5月1日 合併 千秋村    | 明治39年5月1日 合併 千秋村    | 千秋村                        | 昭和30年4月7日 一宮市に編入 | 一宮市                      | 一宮市 |
| 丹 羽 郡 | 勝栗村                    |                           | 浮野村                      | 浮野村                       | 明治39年5月1日 合併 千秋村    | 明治39年5月1日 合併 千秋村    | 千秋村                        | 昭和30年4月7日 一宮市に編入 | 一宮市                      | 一宮市 |
| 丹 羽 郡 | 一色村                    |                           | 浮野村                      | 浮野村                       | 明治39年5月1日 合併 千秋村    | 明治39年5月1日 合併 千秋村    | 千秋村                        | 昭和30年4月7日 一宮市に編入 | 一宮市                      | 一宮市 |
| 丹 羽 郡 | 熊代村                    | 加茂村                    | 浮野村                      | 浮野村                       | 明治39年5月1日 合併 千秋村    | 明治39年5月1日 合併 千秋村    | 千秋村                        | 昭和30年4月7日 一宮市に編入 | 一宮市                      | 一宮市 |
| 丹 羽 郡 | 花地村                    | 加茂村                    | 浮野村                      | 浮野村                       | 明治39年5月1日 合併 千秋村    | 明治39年5月1日 合併 千秋村    | 千秋村                        | 昭和30年4月7日 一宮市に編入 | 一宮市                      | 一宮市 |
| 丹 羽 郡 | 加納馬場村                | 加納馬場村                | 幼村 の一部                 | 幼村 の一部                  | 明治39年5月1日 合併 千秋村    | 明治39年5月1日 合併 千秋村    | 千秋村                        | 昭和30年4月7日 一宮市に編入 | 一宮市                      | 一宮市 |
| 丹 羽 郡 | 芝原村                    |                           | 幼村 の一部                 | 幼村 の一部                  | 明治39年5月1日 合併 千秋村    | 明治39年5月1日 合併 千秋村    | 千秋村                        | 昭和30年4月7日 一宮市に編入 | 一宮市                      | 一宮市 |
| 丹 羽 郡 | 浅野村                    | 浅野村                    | 浅渕村                      | 浅渕村                       | 明治39年7月1日 合併 西成村    | 明治39年7月1日 合併 西成村    | 昭和15年9月20日 一宮市に編入  | 一宮市                      | 一宮市                      | 一宮市 |
| 丹 羽 郡 | 北小渕村                  |                           | 浅渕村                      | 浅渕村                       | 明治39年7月1日 合併 西成村    | 明治39年7月1日 合併 西成村    | 昭和15年9月20日 一宮市に編入  | 一宮市                      | 一宮市                      | 一宮市 |
| 丹 羽 郡 | 南小渕村                  |                           | 浅渕村                      | 浅渕村                       | 明治39年7月1日 合併 西成村    | 明治39年7月1日 合併 西成村    | 昭和15年9月20日 一宮市に編入  | 一宮市                      | 一宮市                      | 一宮市 |
| 丹 羽 郡 | 大赤見村                  | 大赤見村                  | 赤羽村                      | 赤羽村                       | 明治39年7月1日 合併 西成村    | 明治39年7月1日 合併 西成村    | 昭和15年9月20日 一宮市に編入  | 一宮市                      | 一宮市                      | 一宮市 |
| 丹 羽 郡 | 小赤見村                  |                           | 赤羽村                      | 赤羽村                       | 明治39年7月1日 合併 西成村    | 明治39年7月1日 合併 西成村    | 昭和15年9月20日 一宮市に編入  | 一宮市                      | 一宮市                      | 一宮市 |
| 丹 羽 郡 | 丹羽村                    |                           | 赤羽村                      | 赤羽村                       | 明治39年7月1日 合併 西成村    | 明治39年7月1日 合併 西成村    | 昭和15年9月20日 一宮市に編入  | 一宮市                      | 一宮市                      | 一宮市 |
| 丹 羽 郡 | 柚木颪村                  |                           | 赤羽村                      | 赤羽村                       | 明治39年7月1日 合併 西成村    | 明治39年7月1日 合併 西成村    | 昭和15年9月20日 一宮市に編入  | 一宮市                      | 一宮市                      | 一宮市 |
| 丹 羽 郡 | 下奈良村                  | 春明村                    | 穂波村                      | 穂波村                       | 明治39年7月1日 合併 西成村    | 明治39年7月1日 合併 西成村    | 昭和15年9月20日 一宮市に編入  | 一宮市                      | 一宮市                      | 一宮市 |
| 丹 羽 郡 | 下奈良村酉新田            | 春明村                    | 穂波村                      | 穂波村                       | 明治39年7月1日 合併 西成村    | 明治39年7月1日 合併 西成村    | 昭和15年9月20日 一宮市に編入  | 一宮市                      | 一宮市                      | 一宮市 |
| 丹 羽 郡 | 定水寺村                  |                           | 穂波村                      | 穂波村                       | 明治39年7月1日 合併 西成村    | 明治39年7月1日 合併 西成村    | 昭和15年9月20日 一宮市に編入  | 一宮市                      | 一宮市                      | 一宮市 |
| 丹 羽 郡 | 西大海道村                |                           | 穂波村                      | 穂波村                       | 明治39年7月1日 合併 西成村    | 明治39年7月1日 合併 西成村    | 昭和15年9月20日 一宮市に編入  | 一宮市                      | 一宮市                      | 一宮市 |
| 丹 羽 郡 | 時之島村                  | 時之島村                  | 時之島村                    | 時之島村                     | 明治39年7月1日 合併 西成村    | 明治39年7月1日 合併 西成村    | 昭和15年9月20日 一宮市に編入  | 一宮市                      | 一宮市                      | 一宮市 |
| 丹 羽 郡 | 瀬部村                    | 瀬部村                    | 豊原村 の一部               | 明治29年11月18日 瀬部村      | 明治39年7月1日 合併 西成村    | 明治39年7月1日 合併 西成村    | 昭和15年9月20日 一宮市に編入  | 一宮市                      | 一宮市                      | 一宮市 |
| 葉 栗 郡 | 大毛村                    | 大毛村                    | 大田島村                    | 大田島村                     | 明治39年5月1日 合併 葉栗村    | 明治39年5月1日 合併 葉栗村    | 昭和15年8月1日 一宮市に編入   | 一宮市                      | 一宮市                      | 一宮市 |
| 葉 栗 郡 | 高田村                    |                           | 大田島村                    | 大田島村                     | 明治39年5月1日 合併 葉栗村    | 明治39年5月1日 合併 葉栗村    | 昭和15年8月1日 一宮市に編入   | 一宮市                      | 一宮市                      | 一宮市 |
| 葉 栗 郡 | 島村                      |                           | 大田島村                    | 大田島村                     | 明治39年5月1日 合併 葉栗村    | 明治39年5月1日 合併 葉栗村    | 昭和15年8月1日 一宮市に編入   | 一宮市                      | 一宮市                      | 一宮市 |
| 葉 栗 郡 | 杉山村                    |                           | 大田島村                    | 大田島村                     | 明治39年5月1日 合併 葉栗村    | 明治39年5月1日 合併 葉栗村    | 昭和15年8月1日 一宮市に編入   | 一宮市                      | 一宮市                      | 一宮市 |
| 葉 栗 郡 | 光明寺村                  | 光明寺村                  | 光明寺村                    | 光明寺村                     | 明治39年5月1日 合併 葉栗村    | 明治39年5月1日 合併 葉栗村    | 昭和15年8月1日 一宮市に編入   | 一宮市                      | 一宮市                      | 一宮市 |
| 葉 栗 郡 | 笹野村                    |                           | 光明寺村                    | 光明寺村                     | 明治39年5月1日 合併 葉栗村    | 明治39年5月1日 合併 葉栗村    | 昭和15年8月1日 一宮市に編入   | 一宮市                      | 一宮市                      | 一宮市 |
| 葉 栗 郡 | 更屋敷村                  |                           | 光明寺村                    | 光明寺村                     | 明治39年5月1日 合併 葉栗村    | 明治39年5月1日 合併 葉栗村    | 昭和15年8月1日 一宮市に編入   | 一宮市                      | 一宮市                      | 一宮市 |
| 葉 栗 郡 | 田所村                    |                           | 光明寺村                    | 光明寺村                     | 明治39年5月1日 合併 葉栗村    | 明治39年5月1日 合併 葉栗村    | 昭和15年8月1日 一宮市に編入   | 一宮市                      | 一宮市                      | 一宮市 |
| 葉 栗 郡 | 佐千原村                  | 佐千原村                  | 佐千原村                    | 佐千原村                     | 明治39年5月1日 合併 葉栗村    | 明治39年5月1日 合併 葉栗村    | 昭和15年8月1日 一宮市に編入   | 一宮市                      | 一宮市                      | 一宮市 |
| 葉 栗 郡 | 富塚村                    |                           | 佐千原村                    | 佐千原村                     | 明治39年5月1日 合併 葉栗村    | 明治39年5月1日 合併 葉栗村    | 昭和15年8月1日 一宮市に編入   | 一宮市                      | 一宮市                      | 一宮市 |
| 中 島 郡 | 一之宮村                  | 一宮村                    | 一宮町                      | 一宮町                       | 一宮町                        | 大正10年9月1日 市制 一宮市    | 一宮市                        | 一宮市                      | 一宮市                      | 一宮市 |
| 中 島 郡 | 一色村                    |                           | 一宮町                      | 一宮町                       | 一宮町                        | 大正10年9月1日 市制 一宮市    | 一宮市                        | 一宮市                      | 一宮市                      | 一宮市 |
| 中 島 郡 | 奥村                      | 奥村                      | 奥村                        | 明治27年9月13日 町制 奥町    | 奥町                          | 奥町                          | 奥町                          | 昭和30年4月1日 一宮市に編入 | 一宮市                      | 一宮市 |
| 中 島 郡 | 萩原村                    | 萩原村                    | 萩原村                      | 明治29年4月29日 町制 萩原町  | 明治39年5月10日 合併 萩原町   | 明治39年5月10日 合併 萩原町   | 萩原町                        | 昭和30年4月1日 一宮市に編入 | 一宮市                      | 一宮市 |
| 中 島 郡 | 西之川村                  | 萩原村                    | 萩原村                      | 明治29年4月29日 町制 萩原町  | 明治39年5月10日 合併 萩原町   | 明治39年5月10日 合併 萩原町   | 萩原町                        | 昭和30年4月1日 一宮市に編入 | 一宮市                      | 一宮市 |
| 中 島 郡 | 二子村                    | 萩原村                    | 萩原村                      | 明治29年4月29日 町制 萩原町  | 明治39年5月10日 合併 萩原町   | 明治39年5月10日 合併 萩原町   | 萩原町                        | 昭和30年4月1日 一宮市に編入 | 一宮市                      | 一宮市 |
| 中 島 郡 | 滝村                      |                           | 萩原村                      | 明治29年4月29日 町制 萩原町  | 明治39年5月10日 合併 萩原町   | 明治39年5月10日 合併 萩原町   | 萩原町                        | 昭和30年4月1日 一宮市に編入 | 一宮市                      | 一宮市 |
| 中 島 郡 | 高松村                    |                           | 萩原村                      | 明治29年4月29日 町制 萩原町  | 明治39年5月10日 合併 萩原町   | 明治39年5月10日 合併 萩原町   | 萩原町                        | 昭和30年4月1日 一宮市に編入 | 一宮市                      | 一宮市 |
| 中 島 郡 | 戸刈村                    |                           | 萩原村                      | 明治29年4月29日 町制 萩原町  | 明治39年5月10日 合併 萩原町   | 明治39年5月10日 合併 萩原町   | 萩原町                        | 昭和30年4月1日 一宮市に編入 | 一宮市                      | 一宮市 |
| 中 島 郡 | 築込村                    |                           | 萩原村                      | 明治29年4月29日 町制 萩原町  | 明治39年5月10日 合併 萩原町   | 明治39年5月10日 合併 萩原町   | 萩原町                        | 昭和30年4月1日 一宮市に編入 | 一宮市                      | 一宮市 |
| 中 島 郡 | 朝宮村                    |                           | 萩原村                      | 明治29年4月29日 町制 萩原町  | 明治39年5月10日 合併 萩原町   | 明治39年5月10日 合併 萩原町   | 萩原町                        | 昭和30年4月1日 一宮市に編入 | 一宮市                      | 一宮市 |
| 中 島 郡 | 串作村                    |                           | 萩原村                      | 明治29年4月29日 町制 萩原町  | 明治39年5月10日 合併 萩原町   | 明治39年5月10日 合併 萩原町   | 萩原町                        | 昭和30年4月1日 一宮市に編入 | 一宮市                      | 一宮市 |
| 中 島 郡 | 林野村                    | 林野村                    | 新明村                      | 新明村                       | 明治39年5月10日 合併 萩原町   | 明治39年5月10日 合併 萩原町   | 萩原町                        | 昭和30年4月1日 一宮市に編入 | 一宮市                      | 一宮市 |
| 中 島 郡 | 高木村                    |                           | 新明村                      | 新明村                       | 明治39年5月10日 合併 萩原町   | 明治39年5月10日 合併 萩原町   | 萩原町                        | 昭和30年4月1日 一宮市に編入 | 一宮市                      | 一宮市 |
| 中 島 郡 | 西宮重村                  |                           | 新明村                      | 新明村                       | 明治39年5月10日 合併 萩原町   | 明治39年5月10日 合併 萩原町   | 萩原町                        | 昭和30年4月1日 一宮市に編入 | 一宮市                      | 一宮市 |
| 中 島 郡 | 河田方村                  |                           | 新明村                      | 新明村                       | 明治39年5月10日 合併 萩原町   | 明治39年5月10日 合併 萩原町   | 萩原町                        | 昭和30年4月1日 一宮市に編入 | 一宮市                      | 一宮市 |
| 中 島 郡 | 中島村                    | 中島村                    | 中島村 の一部               | 中島村 の一部                | 明治39年5月10日 合併 萩原町   | 明治39年5月10日 合併 萩原町   | 萩原町                        | 昭和30年4月1日 一宮市に編入 | 一宮市                      | 一宮市 |
| 中 島 郡 | 西御堂村                  |                           | 中島村 の一部               | 中島村 の一部                | 明治39年5月10日 合併 萩原町   | 明治39年5月10日 合併 萩原町   | 萩原町                        | 昭和30年4月1日 一宮市に編入 | 一宮市                      | 一宮市 |
| 中 島 郡 | 東宮重村                  |                           | 中島村 の一部               | 中島村 の一部                | 明治39年5月10日 合併 萩原町   | 明治39年5月10日 合併 萩原町   | 萩原町                        | 昭和30年4月1日 一宮市に編入 | 一宮市                      | 一宮市 |
| 中 島 郡 | 富田方村                  | 富田方村                  | 日光村                      | 日光村                       | 明治39年5月10日 合併 萩原町   | 明治39年5月10日 合併 萩原町   | 萩原町                        | 昭和30年4月1日 一宮市に編入 | 一宮市                      | 一宮市 |
| 中 島 郡 | 花井方村                  |                           | 日光村                      | 日光村                       | 明治39年5月10日 合併 萩原町   | 明治39年5月10日 合併 萩原町   | 萩原町                        | 昭和30年4月1日 一宮市に編入 | 一宮市                      | 一宮市 |
| 中 島 郡 | 毛受村                    | 毛受村                    | 日光村                      | 日光村                       | 明治39年5月10日 合併 苅安賀村 | 明治41年4月30日 改称 大和村   | 昭和26年3月1日 町制 大和町    | 昭和30年4月1日 一宮市に編入 | 一宮市                      | 一宮市 |
| 中 島 郡 | 馬引村                    |                           | 日光村                      | 日光村                       | 明治39年5月10日 合併 苅安賀村 | 明治41年4月30日 改称 大和村   | 昭和26年3月1日 町制 大和町    | 昭和30年4月1日 一宮市に編入 | 一宮市                      | 一宮市 |
| 中 島 郡 | 福森村                    |                           | 日光村                      | 日光村                       | 明治39年5月10日 合併 苅安賀村 | 明治41年4月30日 改称 大和村   | 昭和26年3月1日 町制 大和町    | 昭和30年4月1日 一宮市に編入 | 一宮市                      | 一宮市 |
| 中 島 郡 | 苅安賀村                  | 苅安賀村                  | 苅安賀村                    | 苅安賀村                     | 明治39年5月10日 合併 苅安賀村 | 明治41年4月30日 改称 大和村   | 昭和26年3月1日 町制 大和町    | 昭和30年4月1日 一宮市に編入 | 一宮市                      | 一宮市 |
| 中 島 郡 | 宮地花池村                | 宮地花池村                | 三輪村                      | 三輪村                       | 明治39年5月10日 合併 苅安賀村 | 明治41年4月30日 改称 大和村   | 昭和26年3月1日 町制 大和町    | 昭和30年4月1日 一宮市に編入 | 一宮市                      | 一宮市 |
| 中 島 郡 | 戸塚村                    |                           | 三輪村                      | 三輪村                       | 明治39年5月10日 合併 苅安賀村 | 明治41年4月30日 改称 大和村   | 昭和26年3月1日 町制 大和町    | 昭和30年4月1日 一宮市に編入 | 一宮市                      | 一宮市 |
| 中 島 郡 | 妙興寺村                  | 妙興寺村                  | 妙興寺村                    | 妙興寺村                     | 明治39年5月10日 合併 苅安賀村 | 明治41年4月30日 改称 大和村   | 昭和26年3月1日 町制 大和町    | 昭和30年4月1日 一宮市に編入 | 一宮市                      | 一宮市 |
| 中 島 郡 | 氏永村                    |                           | 妙興寺村                    | 妙興寺村                     | 明治39年5月10日 合併 苅安賀村 | 明治41年4月30日 改称 大和村   | 昭和26年3月1日 町制 大和町    | 昭和30年4月1日 一宮市に編入 | 一宮市                      | 一宮市 |
| 中 島 郡 | 北高井村                  | 北高井村                  | 高井村                      | 高井村                       | 明治39年5月10日 合併 苅安賀村 | 明治41年4月30日 改称 大和村   | 昭和26年3月1日 町制 大和町    | 昭和30年4月1日 一宮市に編入 | 一宮市                      | 一宮市 |
| 中 島 郡 | 南高井村                  |                           | 高井村                      | 高井村                       | 明治39年5月10日 合併 苅安賀村 | 明治41年4月30日 改称 大和村   | 昭和26年3月1日 町制 大和町    | 昭和30年4月1日 一宮市に編入 | 一宮市                      | 一宮市 |
| 中 島 郡 | 於保村                    | 於保村                    | 稲保村 の一部               | 稲保村 の一部                | 明治39年5月10日 合併 苅安賀村 | 明治41年4月30日 改称 大和村   | 昭和26年3月1日 町制 大和町    | 昭和30年4月1日 一宮市に編入 | 一宮市                      | 一宮市 |
| 中 島 郡 | 馬寄村                    | 馬寄村                    | 馬寄村                      | 馬寄村                       | 明治39年5月10日 合併 今伊勢村 | 明治39年5月10日 合併 今伊勢村 | 昭和16年3月10日 町制 今伊勢町 | 昭和30年4月1日 一宮市に編入 | 一宮市                      | 一宮市 |
| 中 島 郡 | 新神戸村                  | 新神戸村                  | 神戸村                      | 神戸村                       | 明治39年5月10日 合併 今伊勢村 | 明治39年5月10日 合併 今伊勢村 | 昭和16年3月10日 町制 今伊勢町 | 昭和30年4月1日 一宮市に編入 | 一宮市                      | 一宮市 |
| 中 島 郡 | 本神戸村                  |                           | 神戸村                      | 神戸村                       | 明治39年5月10日 合併 今伊勢村 | 明治39年5月10日 合併 今伊勢村 | 昭和16年3月10日 町制 今伊勢町 | 昭和30年4月1日 一宮市に編入 | 一宮市                      | 一宮市 |
| 中 島 郡 | 宮後村                    | 宮後村                    | 開明村                      | 明治32年8月21日 神戸村に編入 | 明治39年5月10日 合併 今伊勢村 | 明治39年5月10日 合併 今伊勢村 | 昭和16年3月10日 町制 今伊勢町 | 昭和30年4月1日 一宮市に編入 | 一宮市                      | 一宮市 |
| 中 島 郡 | 野府村                    | 開明村                    | 開明村                      | 開明村                       | 明治39年5月10日 合併 今伊勢村 | 明治39年5月10日 合併 今伊勢村 | 昭和16年3月10日 町制 今伊勢町 | 昭和30年4月1日 尾西市に編入 | 平成17年4月1日 一宮市に編入 | 一宮市 |
| 中 島 郡 | 小原新田                  | 開明村                    | 開明村                      | 開明村                       | 明治39年5月10日 合併 今伊勢村 | 明治39年5月10日 合併 今伊勢村 | 昭和16年3月10日 町制 今伊勢町 | 昭和30年4月1日 尾西市に編入 | 平成17年4月1日 一宮市に編入 | 一宮市 |
| 中 島 郡 | 起村                      | 起村                      | 起村                        | 明治29年2月24日 町制 起町    | 明治39年5月10日 合併 起町     | 明治39年5月10日 合併 起町     | 起町                          | 昭和30年1月1日 市制 尾西市  | 平成17年4月1日 一宮市に編入 | 一宮市 |
| 中 島 郡 | 小信中島村                | 小信中島村                | 小信中島村                  | 小信中島村                   | 明治39年5月10日 合併 起町     | 明治39年5月10日 合併 起町     | 起町                          | 昭和30年1月1日 市制 尾西市  | 平成17年4月1日 一宮市に編入 | 一宮市 |
| 中 島 郡 | 苅安賀新田                | 苅安賀新田                | 三條村                      | 三條村                       | 明治39年5月10日 合併 起町     | 明治39年5月10日 合併 起町     | 起町                          | 昭和30年1月1日 市制 尾西市  | 平成17年4月1日 一宮市に編入 | 一宮市 |
| 中 島 郡 | 板倉村                    |                           | 三條村                      | 三條村                       | 明治39年5月10日 合併 起町     | 明治39年5月10日 合併 起町     | 起町                          | 昭和30年1月1日 市制 尾西市  | 平成17年4月1日 一宮市に編入 | 一宮市 |
| 中 島 郡 | 宮新田                    |                           | 三條村                      | 三條村                       | 明治39年5月10日 合併 起町     | 明治39年5月10日 合併 起町     | 起町                          | 昭和30年1月1日 市制 尾西市  | 平成17年4月1日 一宮市に編入 | 一宮市 |
| 中 島 郡 | 西五城村                  | 西五城村                  | 大徳村                      | 大徳村                       | 明治39年5月10日 合併 起町     | 明治39年5月10日 合併 起町     | 起町                          | 昭和30年1月1日 市制 尾西市  | 平成17年4月1日 一宮市に編入 | 一宮市 |
| 中 島 郡 | 東五城村                  |                           | 大徳村                      | 大徳村                       | 明治39年5月10日 合併 起町     | 明治39年5月10日 合併 起町     | 起町                          | 昭和30年1月1日 市制 尾西市  | 平成17年4月1日 一宮市に編入 | 一宮市 |
| 中 島 郡 | 今村                      | 北今村                    | 大徳村                      | 大徳村                       | 明治39年5月10日 合併 起町     | 明治39年5月10日 合併 起町     | 起町                          | 昭和30年1月1日 市制 尾西市  | 平成17年4月1日 一宮市に編入 | 一宮市 |
| 中 島 郡 | 富田村                    |                           | 大徳村                      | 大徳村                       | 明治39年5月10日 合併 起町     | 明治39年5月10日 合併 起町     | 起町                          | 昭和30年1月1日 市制 尾西市  | 平成17年4月1日 一宮市に編入 | 一宮市 |
| 中 島 郡 | 西萩原村                  | 西萩原村                  | 大徳村                      | 大徳村                       | 明治39年5月10日 合併 朝日村   | 明治39年5月10日 合併 朝日村   | 朝日村                        | 昭和30年1月1日 市制 尾西市  | 平成17年4月1日 一宮市に編入 | 一宮市 |
| 中 島 郡 | 蓮池村                    |                           | 大徳村                      | 大徳村                       | 明治39年5月10日 合併 朝日村   | 明治39年5月10日 合併 朝日村   | 朝日村                        | 昭和30年1月1日 市制 尾西市  | 平成17年4月1日 一宮市に編入 | 一宮市 |
| 中 島 郡 | 祐久村                    | 祐久村                    | 祐賀村                      | 祐賀村                       | 明治39年5月10日 合併 朝日村   | 明治39年5月10日 合併 朝日村   | 朝日村                        | 昭和30年1月1日 市制 尾西市  | 平成17年4月1日 一宮市に編入 | 一宮市 |
| 中 島 郡 | 岐阜県中島郡 東加賀野井村 | 愛知県中島郡 東加賀野井村 | 祐賀村                      | 祐賀村                       | 明治39年5月10日 合併 朝日村   | 明治39年5月10日 合併 朝日村   | 朝日村                        | 昭和30年1月1日 市制 尾西市  | 平成17年4月1日 一宮市に編入 | 一宮市 |
| 中 島 郡 | 上祖父江村                | 上祖父江村                | 上祖父江村                  | 上祖父江村                   | 明治39年5月10日 合併 朝日村   | 明治39年5月10日 合併 朝日村   | 朝日村                        | 昭和30年1月1日 市制 尾西市  | 平成17年4月1日 一宮市に編入 | 一宮市 |
| 中 島 郡 | 中野村                    | 西中野村                  | 上祖父江村                  | 上祖父江村                   | 明治39年5月10日 合併 朝日村   | 明治39年5月10日 合併 朝日村   | 朝日村                        | 昭和30年1月1日 市制 尾西市  | 平成17年4月1日 一宮市に編入 | 一宮市 |
| 中 島 郡 | 阿古井村                  | 明地村                    | 明地村                      | 明地村                       | 明治39年5月10日 合併 朝日村   | 明治39年5月10日 合併 朝日村   | 朝日村                        | 昭和30年1月1日 市制 尾西市  | 平成17年4月1日 一宮市に編入 | 一宮市 |
| 中 島 郡 | 吉藤村                    | 明地村                    | 明地村                      | 明地村                       | 明治39年5月10日 合併 朝日村   | 明治39年5月10日 合併 朝日村   | 朝日村                        | 昭和30年1月1日 市制 尾西市  | 平成17年4月1日 一宮市に編入 | 一宮市 |
| 中 島 郡 | 玉野村                    | 玉野村                    | 玉野村                      | 玉野村                       | 明治39年5月10日 合併 朝日村   | 明治39年5月10日 合併 朝日村   | 朝日村                        | 昭和30年1月1日 市制 尾西市  | 平成17年4月1日 一宮市に編入 | 一宮市 |

## 行政

### 市長
- 中野正康（2015年2月1日就任、3期目）

歴代市長
| 代               | 氏名             | 就任年月日       | 退任年月日       | 備考                             |
| 一宮市長（官選） | 一宮市長（官選） | 一宮市長（官選） | 一宮市長（官選） | 一宮市長（官選）                 |
| ---------------- | ---------------- | ---------------- | ---------------- | -------------------------------- |
| 初代             | 日野常太郎       | 1921年12月27日   | 1930年11月9日    | 旧一宮町長                       |
| 2代              | 小島太左ヱ門     | 1930年12月20日   | 1933年12月19日   |                                  |
| 3代              | 森林右衛門       | 1934年5月3日     | 1942年5月2日     |                                  |
| 4代              | 吉田萬次         | 1942年6月16日    | 1947年1月20日    | 公職追放により辞職               |
| 一宮市長（公選） |                  |                  |                  |                                  |
| 5代              | 伊藤一           | 1947年4月6日     | 1971年4月30日    |                                  |
| 6代              | 森鉐太郎         | 1971年5月1日     | 1989年9月21日    | 心不全のため死去                 |
| 7代              | 神田真秋         | 1989年11月12日   | 1998年12月15日   | 愛知県知事選挙に出馬するため辞職 |
| 8代              | 谷一夫           | 1999年1月24日    | 2015年1月19日    | 任期満了より4日早く辞職          |
| 9代              | 中野正康         | 2015年2月1日     | 現職             |                                  |

### 財政
2014年度（平成26年度）当初予算
| 一般会計 | 1,054億4,300.0万円 | （前年度対比0.2％増）  |
| 特別会計 | 671億5,486.6万円   | （前年度対比12.9％減） |
| 企業会計 | 548億 760.4万円    | （前年度対比12.9％増） |
| 全会計   | 2,274億 547.0万円  | （前年度対比1.5％減）  |

市の規模の拡大の反面、産業構造の変化により財政力が弱く、愛知県内の人口10万以上の都市の中では瀬戸市と並び、地方交付税交付団体である。

### 市歌
2001年（平成13年）に市制80周年を記念し、市のシンボルソング「人・街・未来へ」が制作された。
- 作詞：松島賢一（一般公募）
- 補作・作曲：新実徳英

## 議会

### 県議会
2023年愛知県議会議員選挙
- 定数：5人
- 選挙区：一宮市選挙区
- 投票日：2023年4月9日
- 当日有権者数：311,142人
- 投票率：33.25％

| 候補者名   | 当落 | 年齢 | 党派名       | 新旧別 | 得票数   |
| ---------- | ---- | ---- | ------------ | ------ | -------- |
| 高橋正子   | 当   | 64   | 無所属       | 現     | 18,537票 |
| 木藤俊郎   | 当   | 66   | 公明党       | 現     | 15,436票 |
| 神戸健太郎 | 当   | 63   | 自由民主党   | 現     | 15,160票 |
| 平松利英   | 当   | 53   | 自由民主党   | 現     | 13,754票 |
| 佐藤英俊   | 当   | 66   | 自由民主党   | 現     | 12,385票 |
| 中村有吾   | 落   | 43   | 日本維新の会 | 新     | 9,943票  |
| 岩村進次   | 落   | 68   | 無所属       | 元     | 9,329票  |
| 板倉正文   | 落   | 65   | 日本共産党   | 新     | 7,355票  |

2019年愛知県議会議員選挙
- 定数：5人
- 選挙区：一宮市選挙区
- 投票日：2019年4月7日
- 当日有権者数：314,723人[11]
- 投票率：34.78％[11]

| 候補者名   | 当落 | 年齢 | 党派名     | 新旧別 | 得票数   |
| ---------- | ---- | ---- | ---------- | ------ | -------- |
| 神戸健太郎 | 当   | 59   | 自由民主党 | 現     | 18,812票 |
| 木藤俊郎   | 当   | 62   | 公明党     | 現     | 16,789票 |
| 高橋正子   | 当   | 60   | 無所属     | 現     | 13,468票 |
| 佐藤英俊   | 当   | 62   | 自由民主党 | 新     | 13,072票 |
| 平松利英   | 当   | 49   | 自由民主党 | 新     | 12,858票 |
| 戸松由枝   | 落   | 39   | 立憲民主党 | 新     | 12,740票 |
| 岩村進次   | 落   | 64   | 無所属     | 現     | 11,546票 |
| 板倉正文   | 落   | 60   | 日本共産党 | 新     | 8,794票  |

### 衆議院
- 選挙区：愛知10区 （一宮市、岩倉市）
- 任期：2024年10月27日 - 2028年10月26日
- 投票日：2024年10月27日
- 当日有権者数：350,570人（一宮市312,611人、岩倉市37,959人）[12]
- 投票率：50.79％（一宮市50.62％、岩倉市52.21％）

| 当落 | 候補者名 | 年齢 | 所属党派     | 新旧別 | 得票数   | 重複 |
| ---- | -------- | ---- | ------------ | ------ | -------- | ---- |
| 当   | 藤原規眞 | 46   | 立憲民主党   | 新     | 59,691票 | ○    |
| 比当 | 若山慎司 | 51   | 自由民主党   | 新     | 59,529票 | ○    |
| 比当 | 杉本和巳 | 64   | 日本維新の会 | 前     | 52,957票 | ○    |

## 出先機関・施設

### 国家機関

#### 厚生労働省
- 愛知労働局
  - 一宮労働基準監督署
  - 一宮公共職業安定所（ハローワーク一宮）
- 日本年金機構 一宮年金事務所

#### 国土交通省
- 中部地方整備局木曽川上流河川事務所木曽川第二出張所

#### 財務省
- 名古屋国税局一宮税務署

#### 農林水産省
- 東海農政局新濃尾農地防災事業所（愛知県一宮市八幡）

#### 防衛省
- 自衛隊愛知地方協力本部一宮地域事務所

#### 法務省
- 名古屋法務局一宮支局
- 名古屋拘置所一宮拘置支所
- 名古屋地方検察庁一宮支部
  - 一宮区検察庁
  - 犬山区検察庁

#### 裁判所
- 名古屋地方裁判所一宮支部
- 名古屋家庭裁判所一宮支部
- 一宮簡易裁判所

### 県政機関
- 尾張県民生活プラザ[13]
- 一宮児童相談センター[14]
- 西尾張県税事務所[15]

### 施設

#### 警察
- 中部管区警察局一宮高速道路管理室

警察署
- 愛知県一宮警察署

幹部交番
- 尾西幹部交番（小信中島）
- 木曽川幹部交番（木曽川町黒田）

交番
- 浅井交番（浅井町尾関）
- 葉栗交番（島村）
- 時之島交番（時之島）
- 千秋交番（千秋町加納馬場）
- 一宮南部交番（せんい2丁目）
- 花池交番（花池3丁目）
- 萩原交番（萩原町萩原）
- 大和北交番（末広2丁目）
- 八幡交番（八幡1丁目）
- 奥町交番（奥町）
- 今伊勢交番（今伊勢町馬寄）
- 大浜交番（大浜2丁目）
- 城崎交番（城崎通5丁目）
- 一宮駅前交番（栄3丁目）
- 開明交番（開明）
- 丹陽交番（丹陽町）

駐在所
- 西大海道警察官駐在所（西大海道）
- 明池警察官駐在所（明池）
- 阿古井警察官駐在所（上祖父江）
- 玉ノ井警察官駐在所（木曽川町玉ノ井）

#### 消防
本部
- 一宮市消防本部：緑1丁目1-10

消防署・分署
- 一宮消防署：緑1丁目1-10
- 八幡分署：八幡4丁目1-12
- 尾西消防署：西五城字中切浦13-1
- 木曽川消防署：木曽川町黒田字北宿二の切247-1

出張所
- 千秋出張所：千秋町佐野字加村1-1
- 浅井･西成出張所：浅井町東浅井字新開前27
- 大和出張所：大和町苅安賀字上東出37
- 丹陽出張所：多加木4-30-13
- 萩原出張所：萩原町串作字水絶15
- 今伊勢･奥出張所：今伊勢町馬寄字東瀬古22-1
- 葉栗出張所：大毛字御申塚19
- 北方出張所：北方町北方字西金丸60

#### 医療
公立
- 一宮市立市民病院
- 一宮市立木曽川市民病院（旧：木曽川町立木曽川病院）
- 愛知県立循環器呼吸器病センター（旧：県立尾張病院） - 2014年（平成26年）3月31日閉所

かつては一宮市が運営する病院として一宮市立市民病院今伊勢分院と一宮市立尾西市民病院（旧：尾西市民病院）が存在したが、民間に移譲された。
民間
- 総合大雄会病院（社会医療法人大雄会）
- 大雄会第一病院（同上）
- 上林記念病院（特定医療法人杏嶺会）
- 一宮西病院（同上）
- いまいせ心療センター（同上、旧：一宮市立市民病院今伊勢分院）
- 尾西記念病院（同上、旧：一宮市立尾西市民病院）
- 千秋病院（医療法人尾張健友会）
- 尾洲病院（医療法人来光会）
- 泰玄会病院（医療法人泰玄会）

#### 保健所
- 一宮市保健所
  - 中核市移行により愛知県一宮保健所から一宮市保健所となった[16]。

#### 交流施設
公民館
- 一宮市民会館
- 一宮市尾西市民会館
- 一宮市木曽川文化会館
- アイプラザ一宮（旧：一宮勤労福祉会館） - 2014年（平成26年）4月1日愛知県より移譲

#### 文化施設
図書館
- 一宮市立図書館
  - 一宮市立中央図書館
  - 一宮市立尾西図書館
  - 一宮市立玉堂記念木曽川図書館
  - 一宮市立尾西児童図書館
  - 一宮市立子ども文化広場図書館

#### 福祉施設
- 一宮市ききょう会館

#### 運動施設
- 光明寺公園球技場
- 平島公園野球場（通称：一宮市営球場）
- 一宮市総合体育館
- 一宮スポーツ文化センター
- いちのみや中央プラザ体育館
- 一宮市尾西スポーツセンター
- 一宮市木曽川体育館

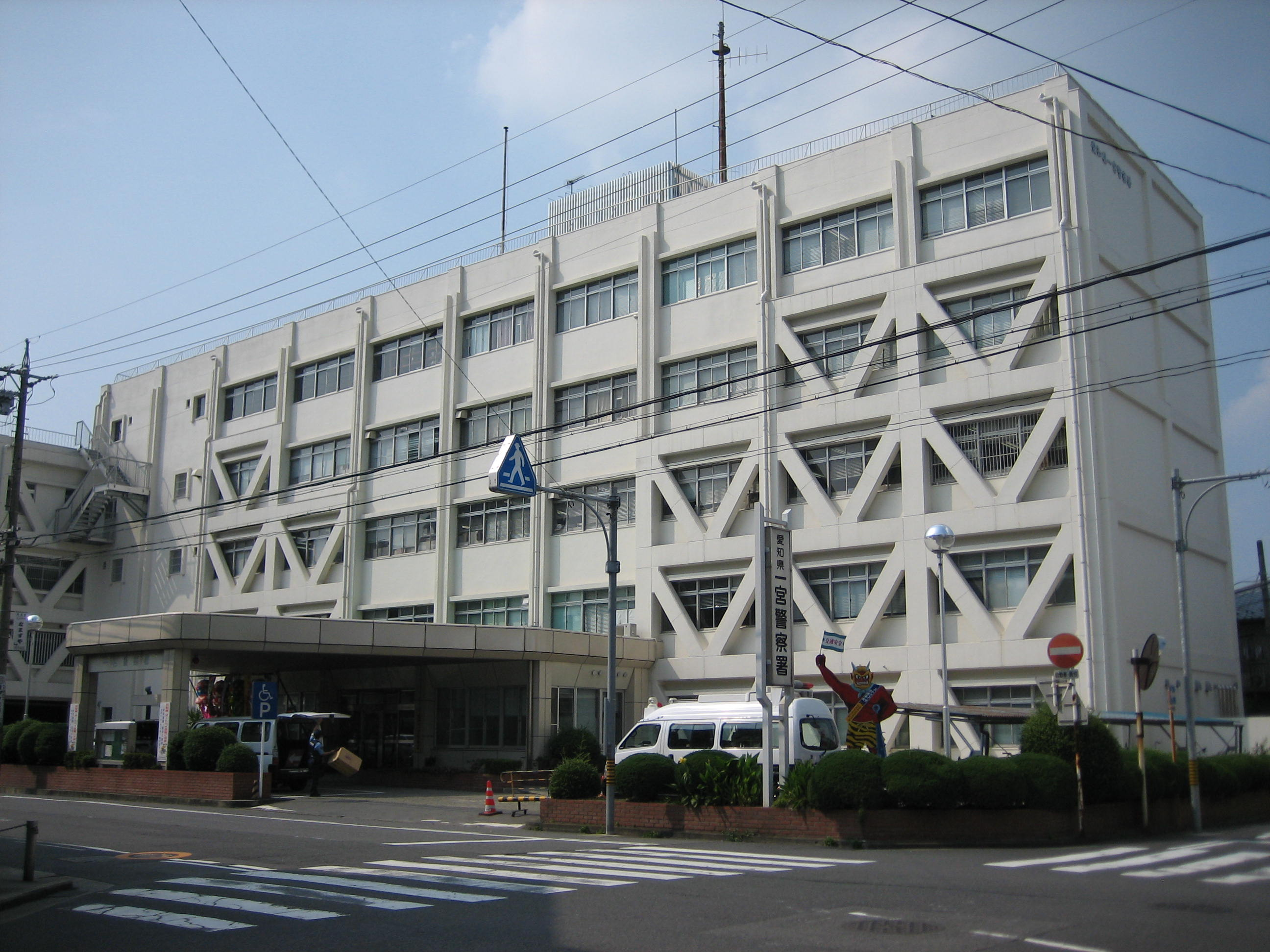
一宮警察署
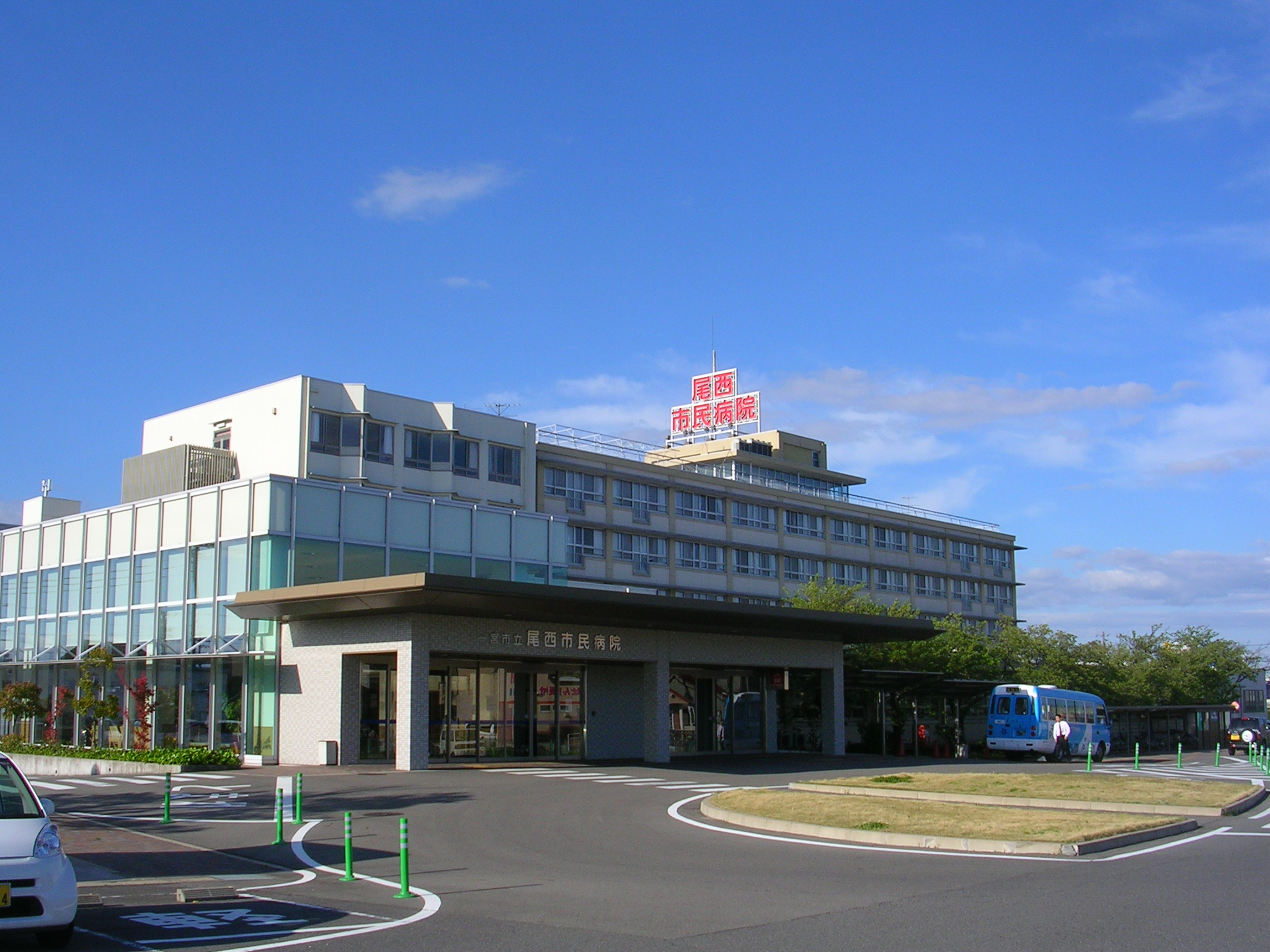
一宮市立尾西市民病院
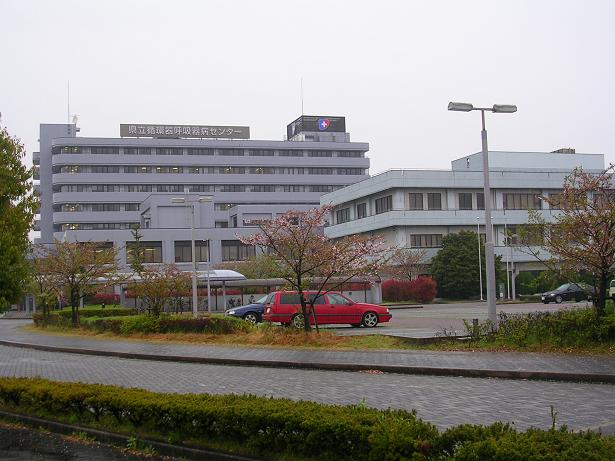
愛知県立循環器呼吸器病センター
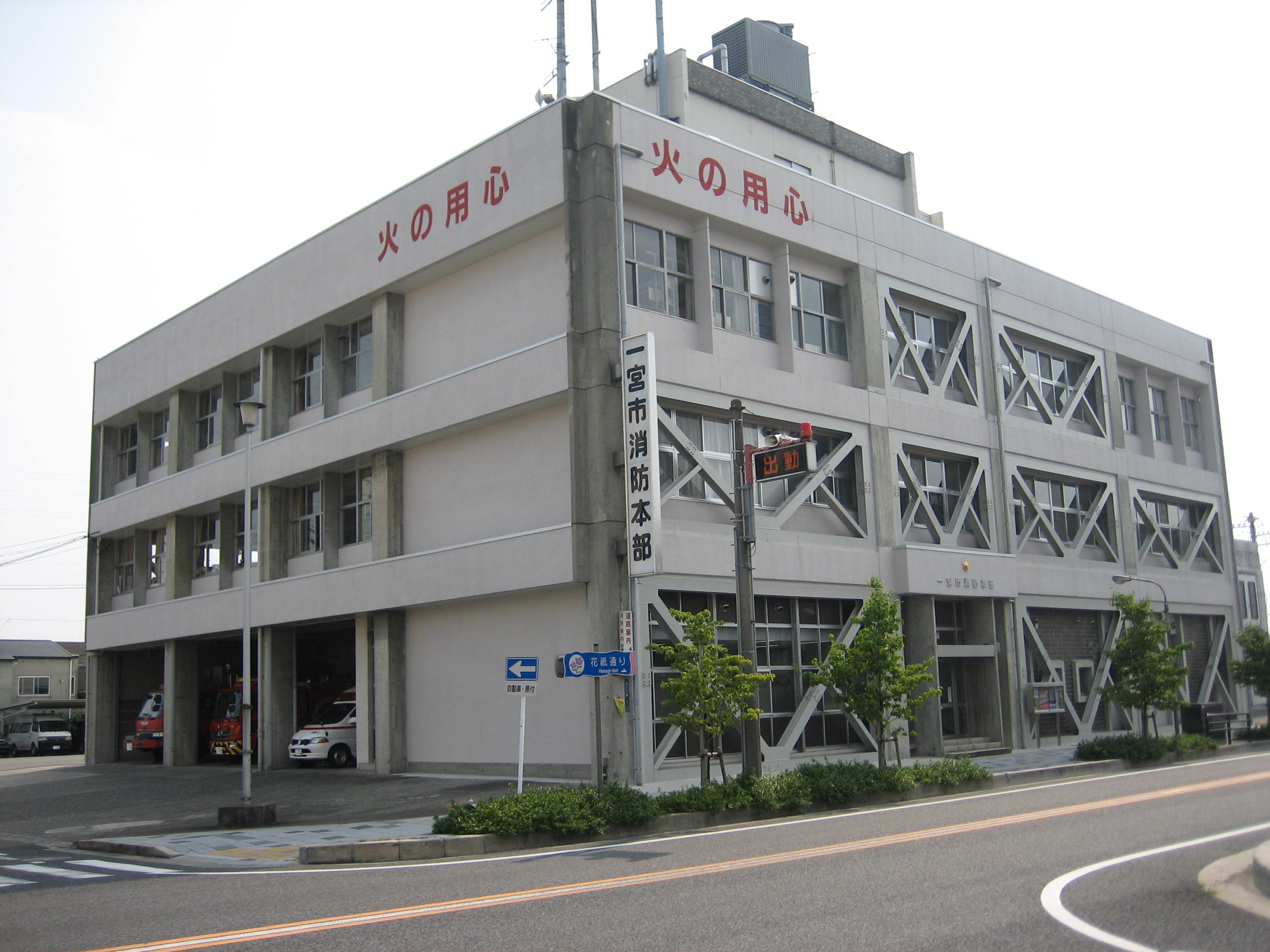
一宮市消防本部
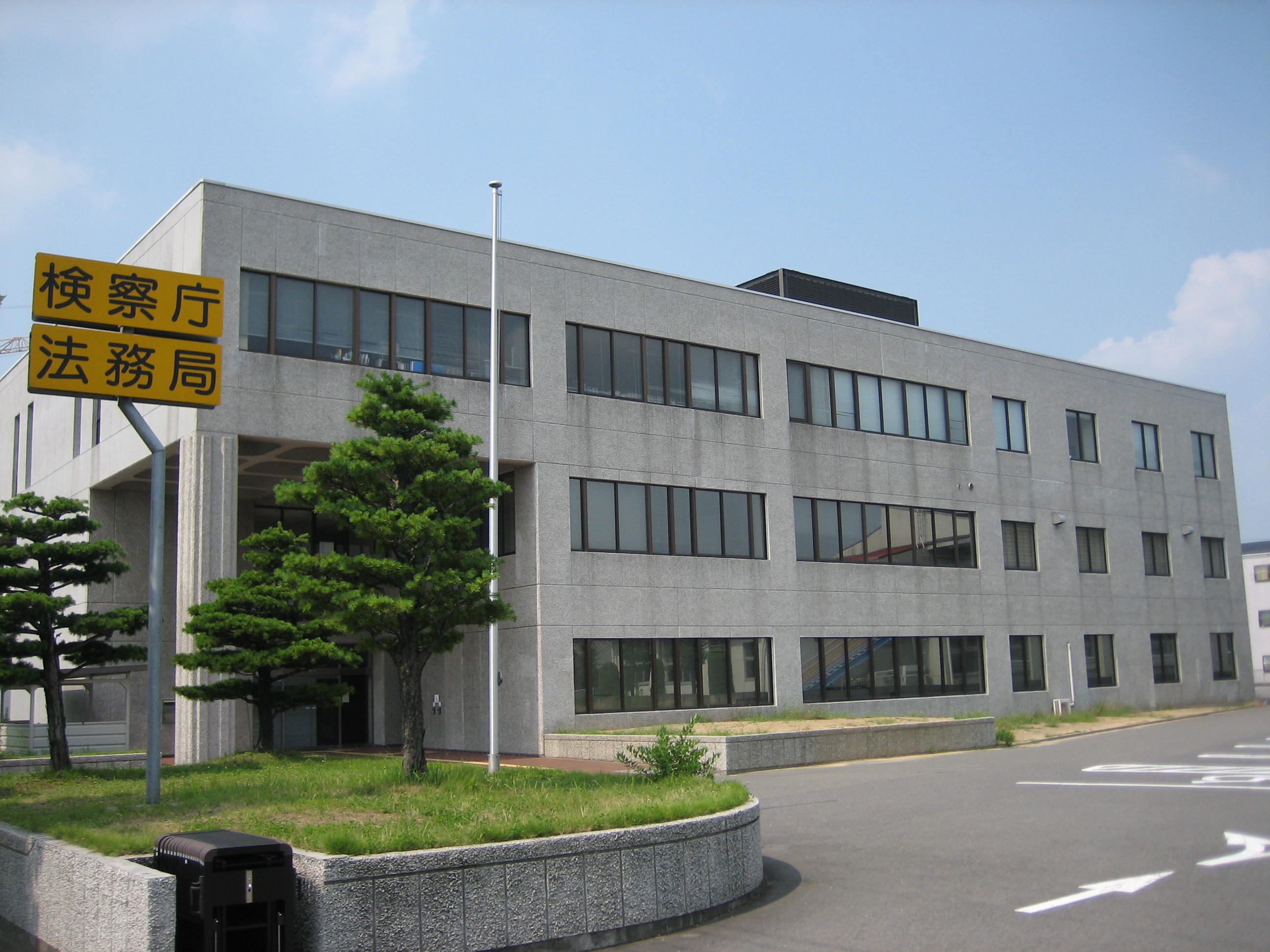
名古屋地方検察庁一宮支部
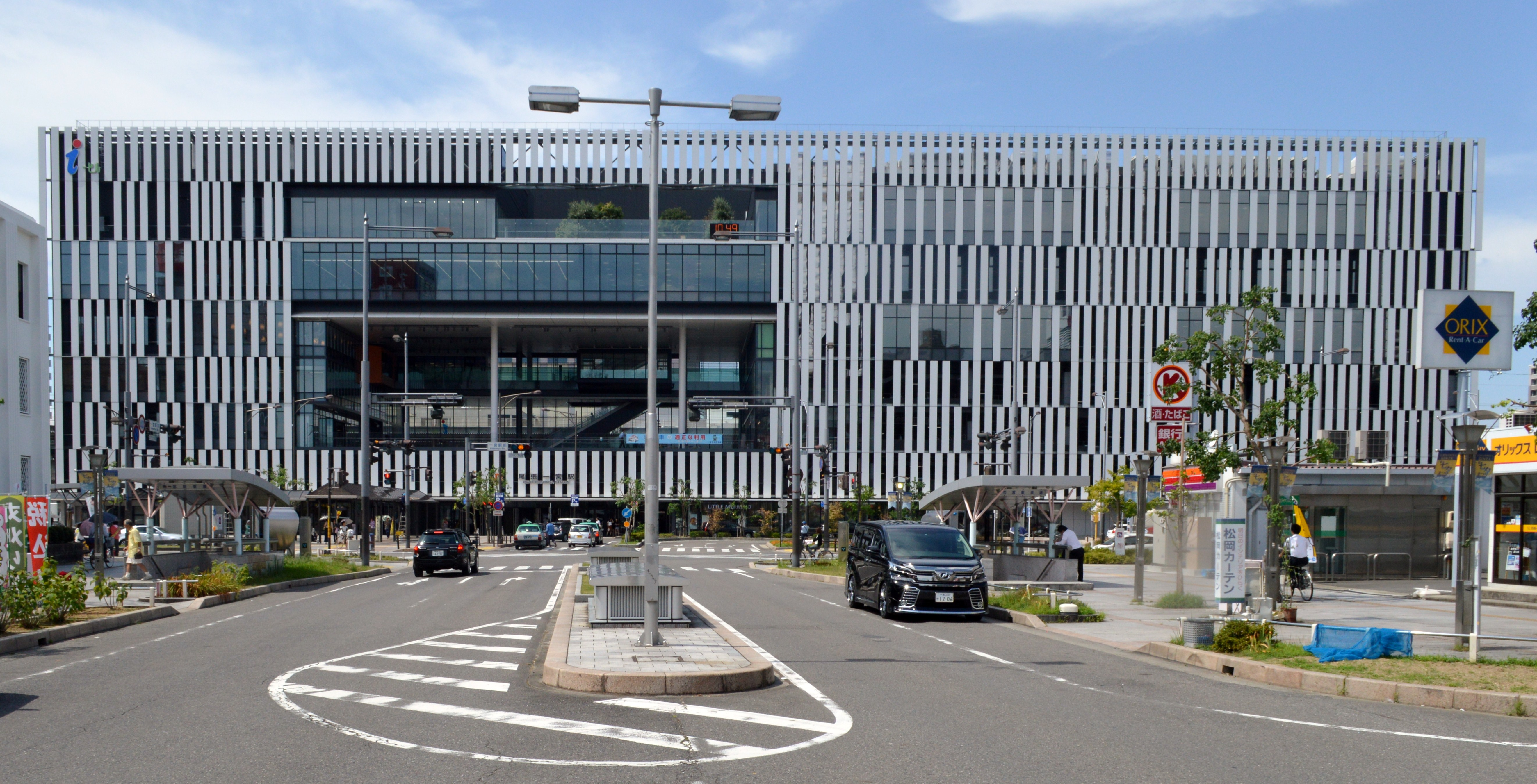
一宮市立中央図書館
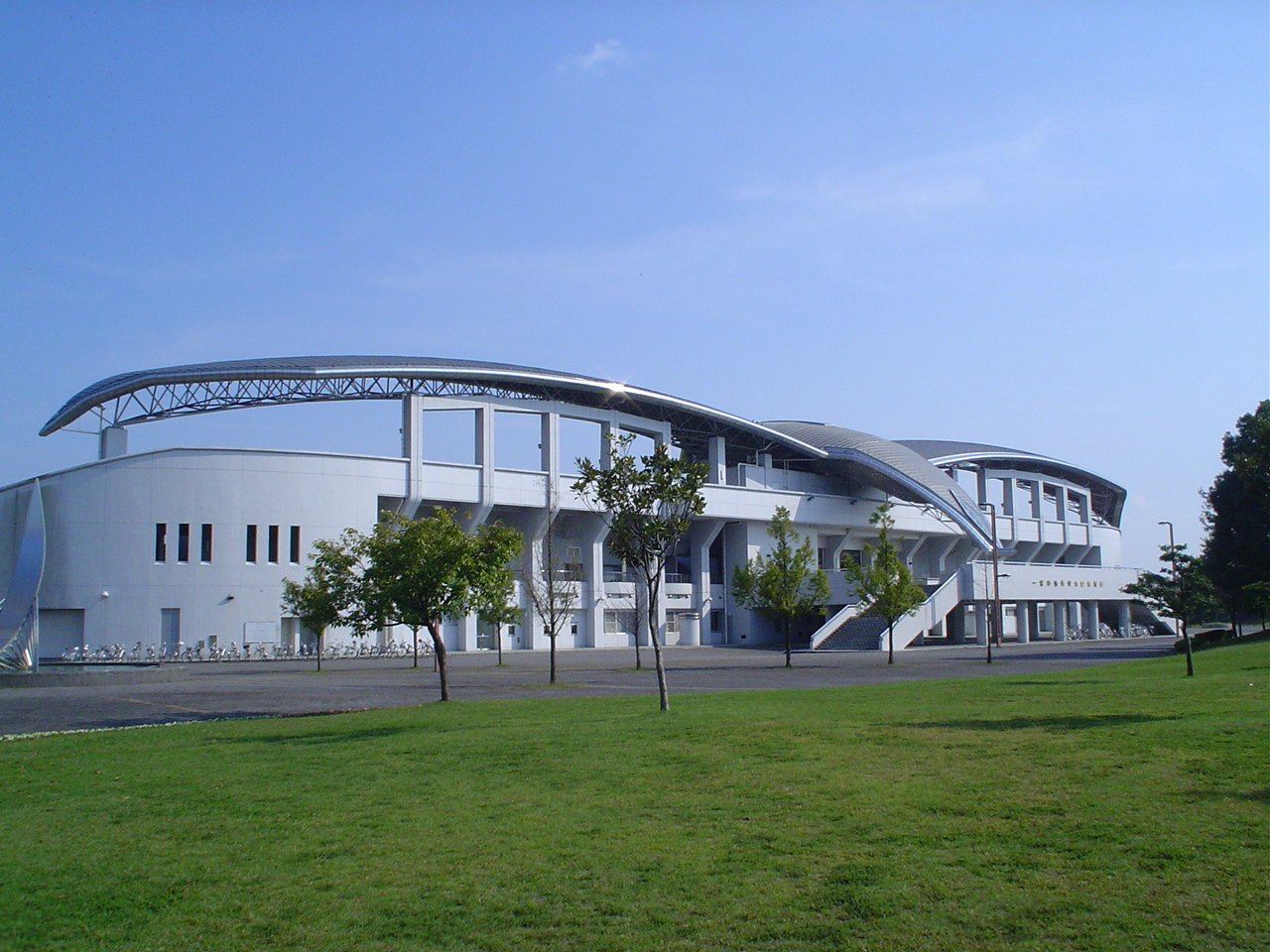
光明寺公園球技場

## 対外関係

### 姉妹都市・提携都市

#### 海外
姉妹都市
| 都市名         | 国名           | 地域名     | 提携年月日                                           |
| -------------- | -------------- | ---------- | ---------------------------------------------------- |
| トレヴィーゾ市 | イタリア共和国 | ヴェネト州 | 2005年（平成17年）1月30日 姉妹友好交流提携協定書調印 |

2005年の愛・地球博を契機に一宮市とイタリアとの交流開始。2007年からトレヴィーゾとの間で繊維とファッションを共通点とした交流などが深まる。
フレンドシップ相手国
2005年に開催された愛知万博では「一市町村一国フレンドシップ事業」が行われた。名古屋市を除く愛知県内の市町村が120の万博公式参加国をそれぞれフレンドシップ相手国として迎え入れた。
- イタリア共和国
- ウズベキスタン共和国
- キリバス共和国
- ニュージーランド王国
- ベナン共和国
- ボスニアヘルツェゴビナ連邦共和国

#### 国内
提携都市
| 都市名 | 都道府県 | 地方名   | 提携年月日                                                       |
| ------ | -------- | -------- | ---------------------------------------------------------------- |
| 下呂市 | 岐阜県   | 中部地方 | 2000年（平成12年）4月30日 旧木曽川町と旧萩原町が友好都市提携締結 |
| 高岡市 | 富山県   | 中部地方 | 2007年（平成19年）10月31日 災害時相互応援協定締結                |
| 関市   | 岐阜県   | 中部地方 | 2011年（平成23年）災害時応援協定締結                             |

その他
- 一豊公&千代様サミット
山内一豊と千代（見性院）との関係が深い市町および関係を大切にしている市町の集まりに参加している。1994年から2007年まで毎年開催。
2006年に大河ドラマ『功名が辻』が放映され、一定の成果を収めたことから、翌2007年より民間主導に切り替えられた。

## 経済
| 一宮商工会議所 |  | 一宮市役所展望ロビーから見た中心業務地区（CBD） |
| 一宮商工会議所 |  | 一宮市役所展望ロビーから見た中心業務地区（CBD） |

| 梅ケ枝公園展望台から見た尾張一宮駅周辺のビル群 |  | 愛知西農業協同組合 |
| 梅ケ枝公園展望台から見た尾張一宮駅周辺のビル群 |  | 愛知西農業協同組合 |

### 第一次産業

#### 農業
農業では冬の寒風「伊吹おろし」を利用した切り干し大根作りが特筆される。
また、市東部の千秋町ではネギや鶏卵の生産が盛んであり、テレビ番組でもテレビ愛知『とれたて!』や、日本テレビ『どっちの料理ショー』などで紹介された。
農業協同組合
- 愛知西農業協同組合（JA愛知西）

### 第二次産業
| 「Re-TAiL」（リテイル） |  | 尾州織物 |
| 「Re-TAiL」（リテイル） |  | 尾州織物 |

#### 工業
織物工業
織物産地としての歴史は平安時代にまで遡る。
江戸時代には、享保年間から開かれるようになった「三八市」で、一宮産の結城縞、寛大寺縞などの縞木綿や絹織物が売買された。
明治以降は、「毛織工業」が発展し、ガチャマン景気と呼ばれた繊維好況を受けて市内そこかしこで織機や撚糸の音が聞こえてきたが、そうし繊維関連の下請け業は国外からの安価な輸入品の増大により衰退した。
しかし、現在でも総合繊維産業都市として「ジャパン・テキスタイル・コンテスト」なども開かれている。毛織物製造出荷額の全国シェアは約18.2%（2001年度）。尾州ブランドは世界三大毛織物産地の1つである。
繊維関連大規模工場の国内再編による再開発もここ数十年来進んでおり、国道22号線沿いの東海レーヨン本社工場は1975年6月にユニー一宮店（現在は建て替えられてアピタの「テラスウォーク一宮」）に、2004年4月に旧木曽川町地区の旧倉敷紡績木曽川工場がダイヤモンドシティ・キリオ（現・イオンモール木曽川）に生まれ変わっている。

### 第三次産業
| 尾張一宮駅前 |  | 一宮本町商店街 |
| 尾張一宮駅前 |  | 一宮本町商店街 |

喫茶店のモーニングサービス発祥の地とされており、「一宮モーニング」の普及活動を行っている。

#### 商業
JR尾張一宮駅と名鉄一宮駅がある市街地には、真清田神社門前（市役所近隣）の本町商店街や名鉄百貨店一宮店（名鉄駅隣接）がある。商店街はかつては有数の賑わいが有ったが、他市同様現在は低調である。
近年、木曽川町のイオンモール木曽川・アピタパワー木曽川店、市街地近接のテラスウォーク一宮（アピタ一宮店）などの商業施設があり、家電量販店などのロードサイド店舗も多く出店している。
テラスウォークは市街地に在るので店舗・駐車場の規模はそれほど大きくなく、市の東部の浅井町、千秋町、旧西成村ではアピタ江南西店やイオン扶桑店、北部の奥町、木曽川町、北方町、旧葉栗村では木曽川町の両店以外にもイオンモール各務原インターやカラフルタウン岐阜（イトーヨーカドー）、また市街地や南部・西部の丹陽町、大和町、萩原町、旧尾西市などではアピタ稲沢店（ユニー本社隣接）やリーフウォーク稲沢（MEGAドン・キホーテUNY稲沢東店）などの利用も多い。
映画館はかつては市街地に多数存在したが、現在は全て廃業して現在唯一のシネコンはイオンモール木曽川店にある。
主な商業施設
- イオンモール木曽川（核店舗はイオン木曽川店）
- テラスウォーク一宮（核店舗はアピタ一宮店）
- アピタパワー木曽川店
- MEGAドン・キホーテUNY伝法寺店、一宮大和店
- エディオン一宮本店、一宮西店
- スーパービバホーム一宮店
- ヤマダデンキTecc LIFE SELECT New一宮店、ヤマダアウトレット一宮店

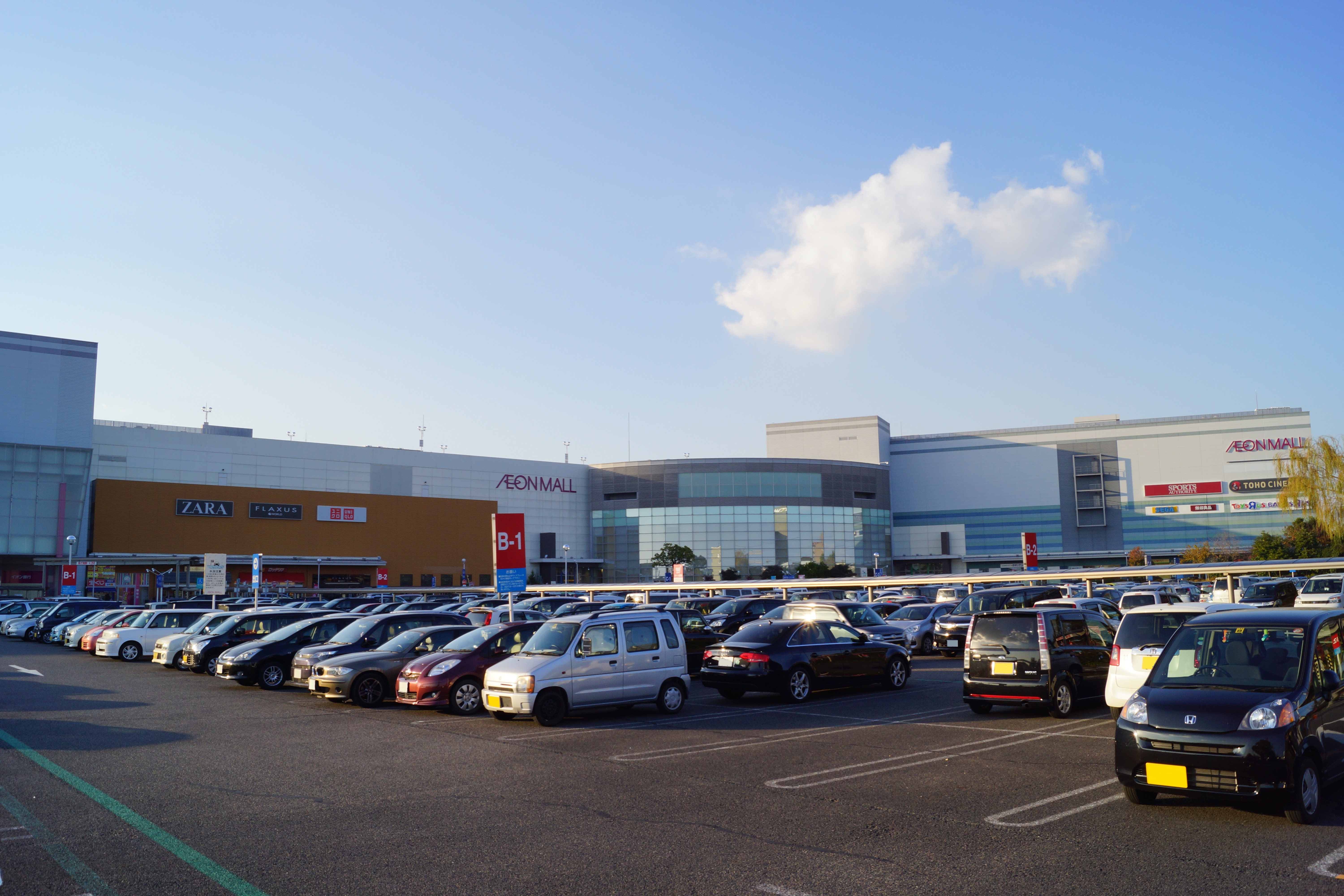
イオンモール木曽川
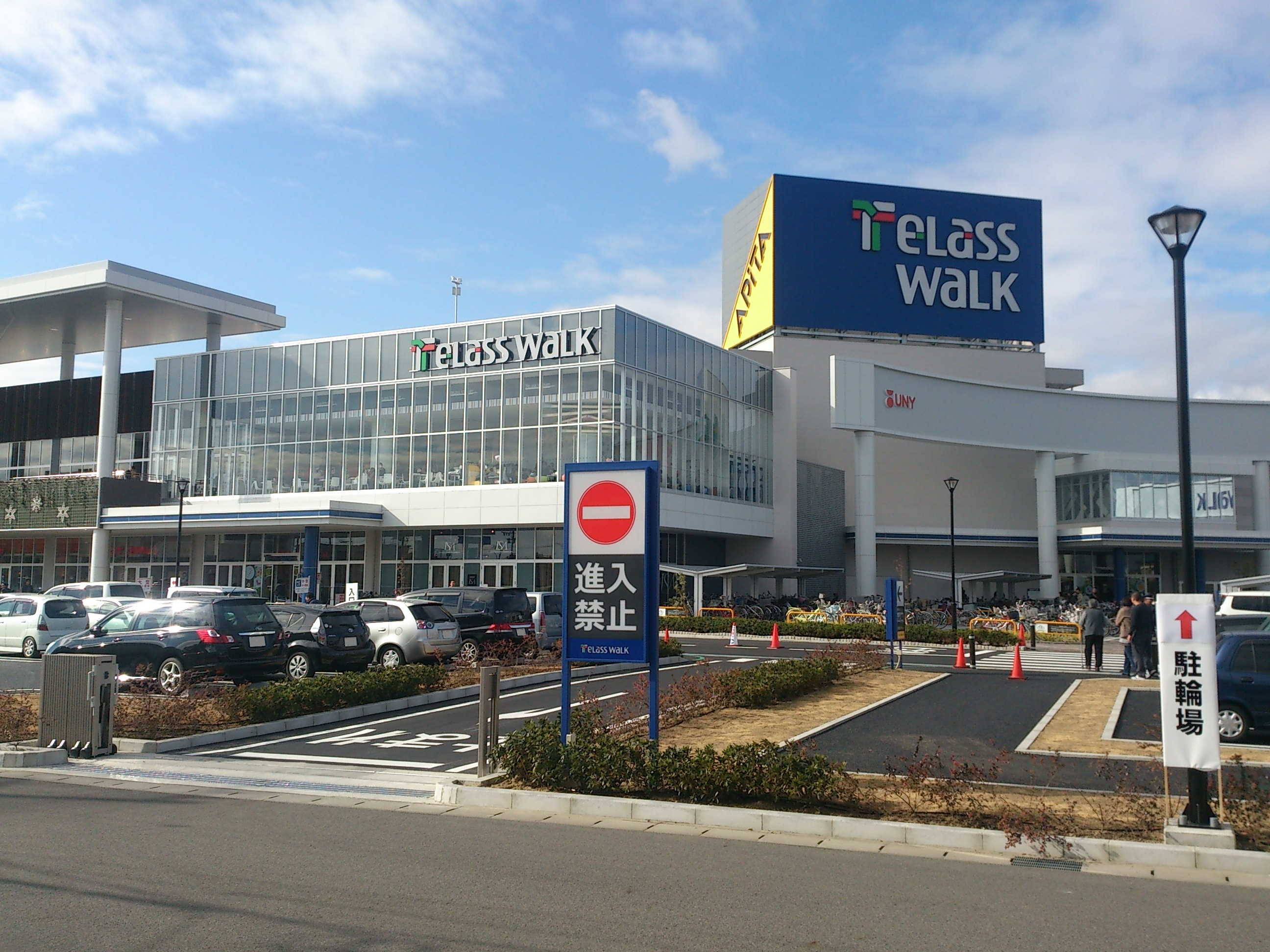
テラスウォーク一宮
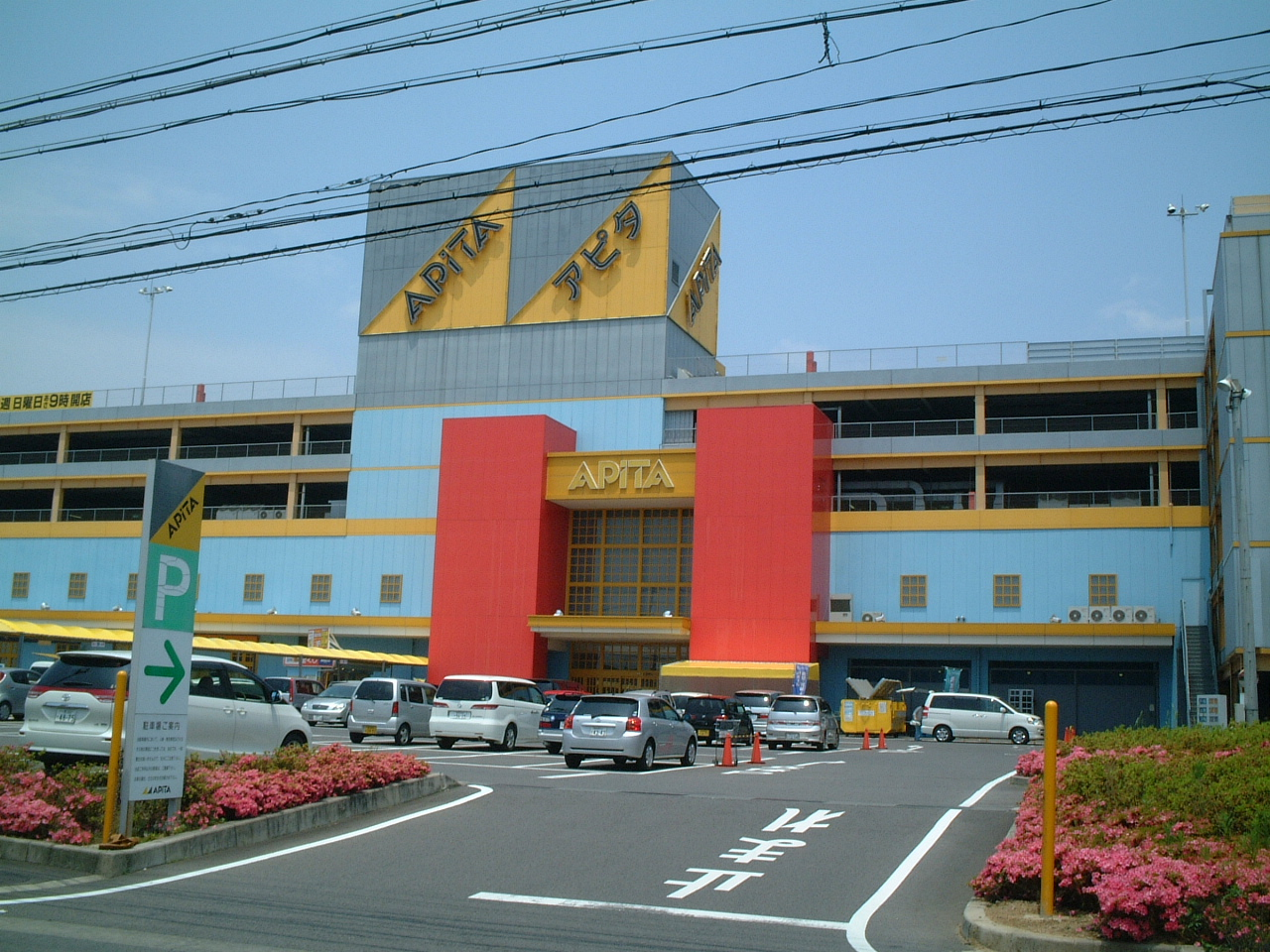
アピタパワー木曽川店

### 金融機関
メガバンク（都市銀行）
- みずほ銀行 一宮支店（最終営業日: 2025年11月14日）
- 三菱UFJ銀行 一宮支店、尾西支店、木曽川支店、一宮東支店

信託銀行
- 三井住友信託銀行

地方銀行
- 大垣共立銀行
- 十六銀行
- 百五銀行

第二地方銀行
- あいち銀行
- 名古屋銀行

労働金庫
- 東海労働金庫 一宮支店

信用金庫
- いちい信用金庫
- 大垣西濃信用金庫
- 岐阜信用金庫
- 尾西信用金庫

労働組合
- 愛知西農業協同組合

信用組合
- 信用組合愛知商銀（商銀信用組合）
- イオ信用組合

### 本社を置く企業
- アイ・シー・シー（ケーブルテレビ）

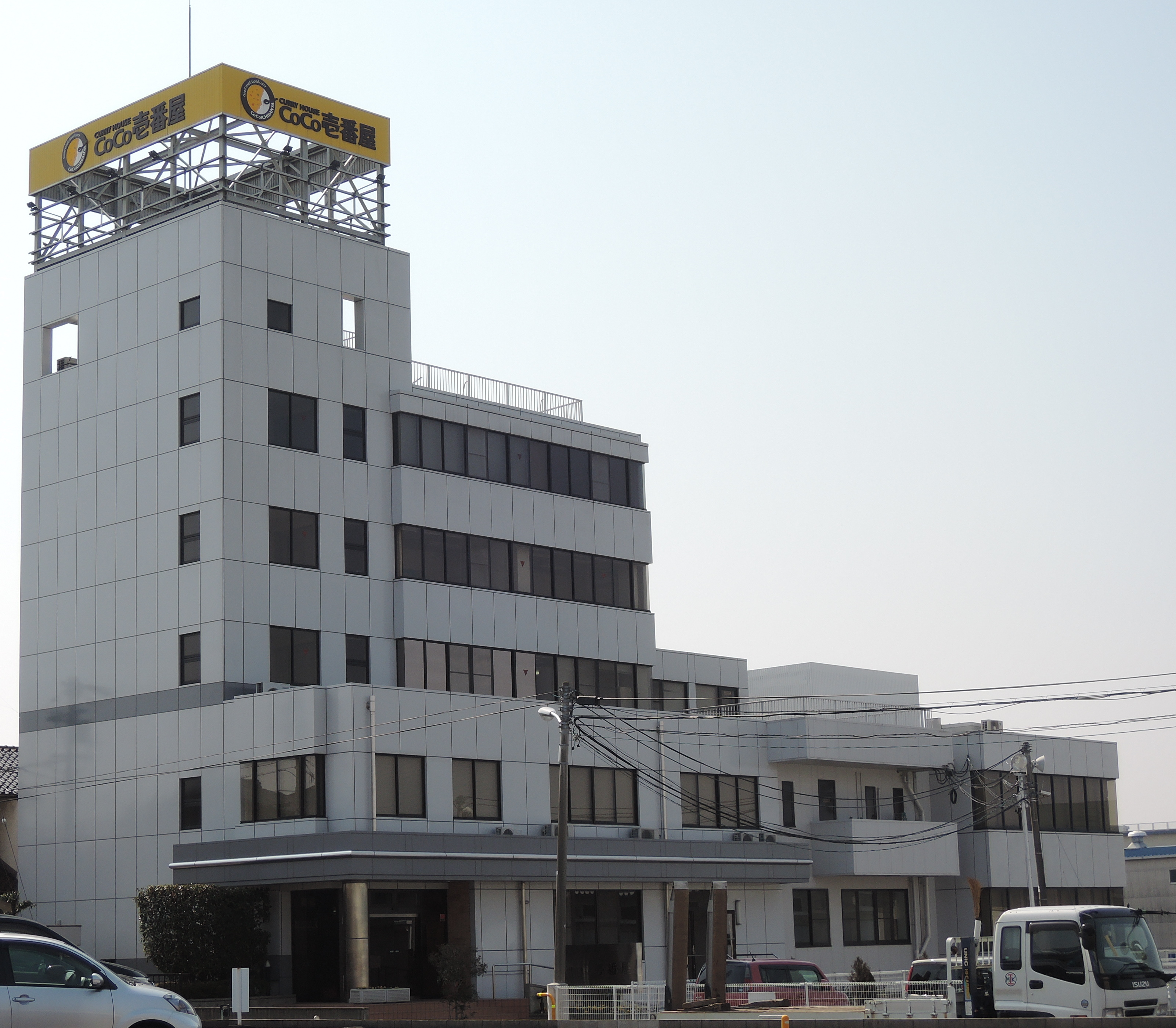
カレーハウスCoCo壱番屋を運営する壱番屋本社

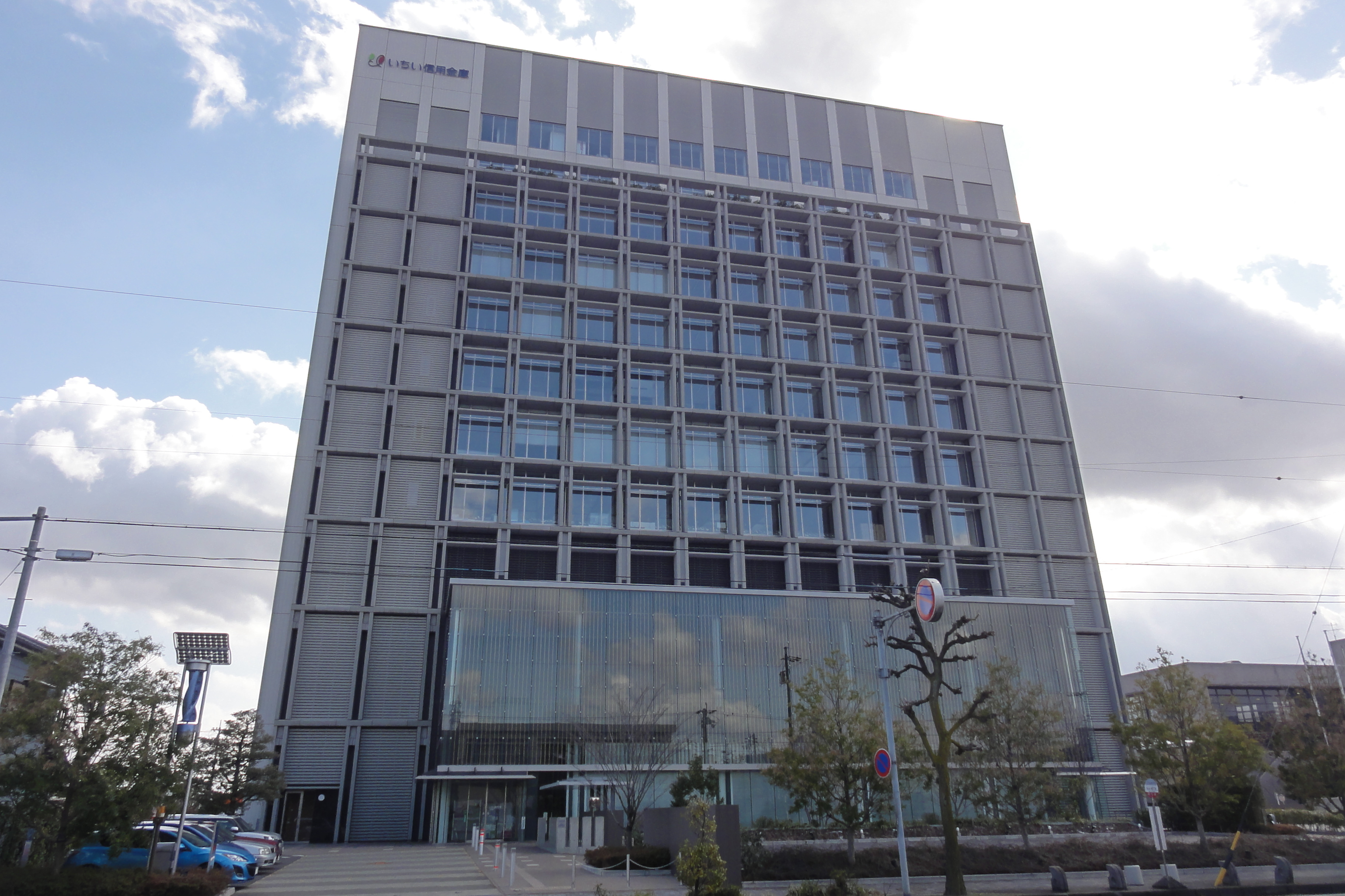
いちい信用金庫本店

- 愛知小型エレベーター製造 - 奇抜なTVCMで有名
- アメハマ製菓
- 和泉化成 - 100円ショップなどで販売されるプラスチック製品を製造
- いちい信用金庫（旧名・一宮信用金庫。他2社と合併により名称変更）
- 尾西信用金庫（旧尾西市篭屋）
- 壱番屋 - 全国にカレーハウスCoCo壱番屋（ココイチ）を展開
- インターネット尾張
- オーシャントレーディング - 中古バス・トラック販売[25]
- オムロンアミューズメント - オムロングループ。パチンコ機製造
- カネスエ - スーパーマーケット
- カジ・コーポレーション
- キシショッピングセンター
- 岐阜タンメンBBC
- コナミアミューズメント（旧・ソニーEMCS一宮テック）
- サンファイングループ - かつて名古屋証券取引所および大阪証券取引所第1部に上場企業していた林紡績が前身
- JOD（通信販売）
- ソトー
- DIMS医科学研究所
- 長大 -「スーパーテックス」のブランドで知られる紳士服地メーカー。同名の建設コンサルタント会社長大とは無関係。
- 株式会社艶金（旧・艶金興業）- ニット生地などの染色・縫製
- TJ天気予報（美容室）
- 東海倉庫
- 日本エコシステム
- のいり（葬祭場）
- 野田屋菓子舗[26][27][28][29][30][31][32][33]
- バルダン
- B'full（ホビー）
- 平和観光（パチンコ店「プレイランド平和」「第一平和」）
- 三井食品工業
- モリリン
- 山田ドビー

## 情報・生活

### マスメディア

#### 新聞社
- 読売新聞中部支社一宮通信部
- 朝日新聞名古屋本社一宮支局
- 毎日新聞中部本社一宮準支局
- 中日新聞一宮総局
- 中部経済新聞尾張支社
- 繊維経済センター中部支社
- 一宮タイムス
- 報道春秋一宮支社

#### 放送局
- アイ・シー・シー（ケーブルテレビ局）
- FMいちのみや（i-wave 76.5 FM）コミュニティFM局

### ライフライン

#### 電力
一宮市では、電気は中部電力パワーグリッド株式会社が供給している。
電気の供給が開始されたのは大正時代で、市制施行の前にあたる。現在の市域にあった14町村のうち、まず一宮町で1913年（大正2年）1月より供給が開始された。事業者は町内に本社を置く一宮電気で、同年2月には奥町・起町・木曽川町でも供給を始めた。同社の供給範囲は、1918年（大正7年）の時点では上記4町のほか、萩原町・今伊勢村・大和村・朝日村・西成村・浅井町・北方村・葉栗村を加えて計12町村となっていた。
一宮電気のほかにも、現在の市域には名古屋電灯が進出した。同社は名古屋市に本社を置いており、1914年（大正3年）の時点で千秋村と西成村の一部を供給範囲に組み入れていた。残る丹陽村については、稲沢町（現・稲沢市）を本拠とする稲沢電気（後の稲沢電灯）が1916年（大正5年）より供給を行っている。
現在の市域において大正初期に3社あった供給事業者は最終的に1社に整理された。まず1920年（大正9年）に名古屋電灯が一宮電気を吸収。名古屋電灯はこの後数度の合併を経て中京圏の大手電力会社東邦電力へと発展した。丹陽村に供給していた稲沢電灯も1939年（昭和14年）に東邦電力へ統合され市域の事業者統合は終わるが、戦時下の配電統制により3年後の1942年（昭和17年）に中部配電の供給範囲となった。戦後の1951年（昭和26年）に中部電力が発足し、中部配電の事業を継承して現在に至っている。

#### ガス
一宮市では、都市ガスは東邦瓦斯株式会社（東邦ガス）が供給している。
市内のガス事業については、旧一宮町で1882年（明治15年）にガス灯が新設されたのがその始まりであるが、本格的なガス事業は1909年（明治42年）に設立された一宮瓦斯、後の尾州電気によって開始された。合併により東邦電力に継承された後、市内のガス事業は1923年（大正12年）4月に東邦ガスへと譲渡されている。一宮市が昭和期に編入した10町村のうち編入前にガス供給が行われていたのは今伊勢町で、1933年（昭和8年）6月に開始。平成になって編入した2市町については、尾西市（旧今伊勢町域を除く）は1958年（昭和33年）6月から、木曽川町は1962年（昭和37年）11月から開始された。
ガス事業に関連しては、東邦ガス一宮製造所が市内に置かれていたが、1953年（昭和28年）10月に休止（翌年廃止）され名古屋市からの高圧導管輸送に切り替えられた。

#### 上下水道
- 愛知県企業庁
  - 木曽川用水
  - 濃尾用水
    - 宮田用水
      - 新般若用水
      - 大江用水
      - 奥村用水

#### 電信
- 西日本電信電話（NTT西日本）- NTT西日本-東海一宮支店（NTTビジネスソリューションズ）

市外局番
- NTTの市外局番は市内全域「0586」（一宮MA。同じMAの「0587」地域（隣接する江南市、岩倉市など）と市内料金で通話可能）。

## 交通

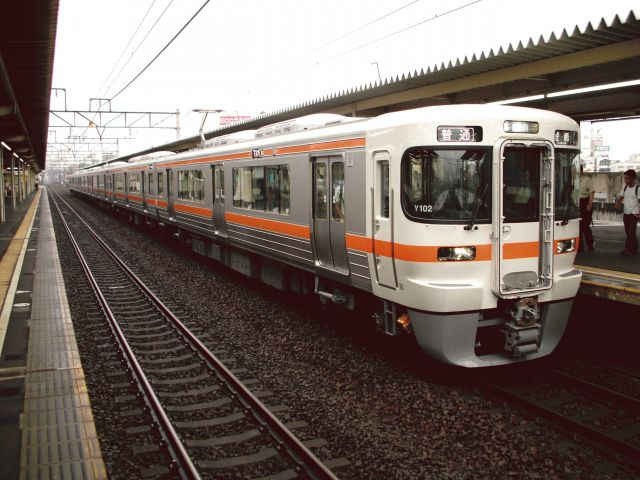
東海旅客鉄道

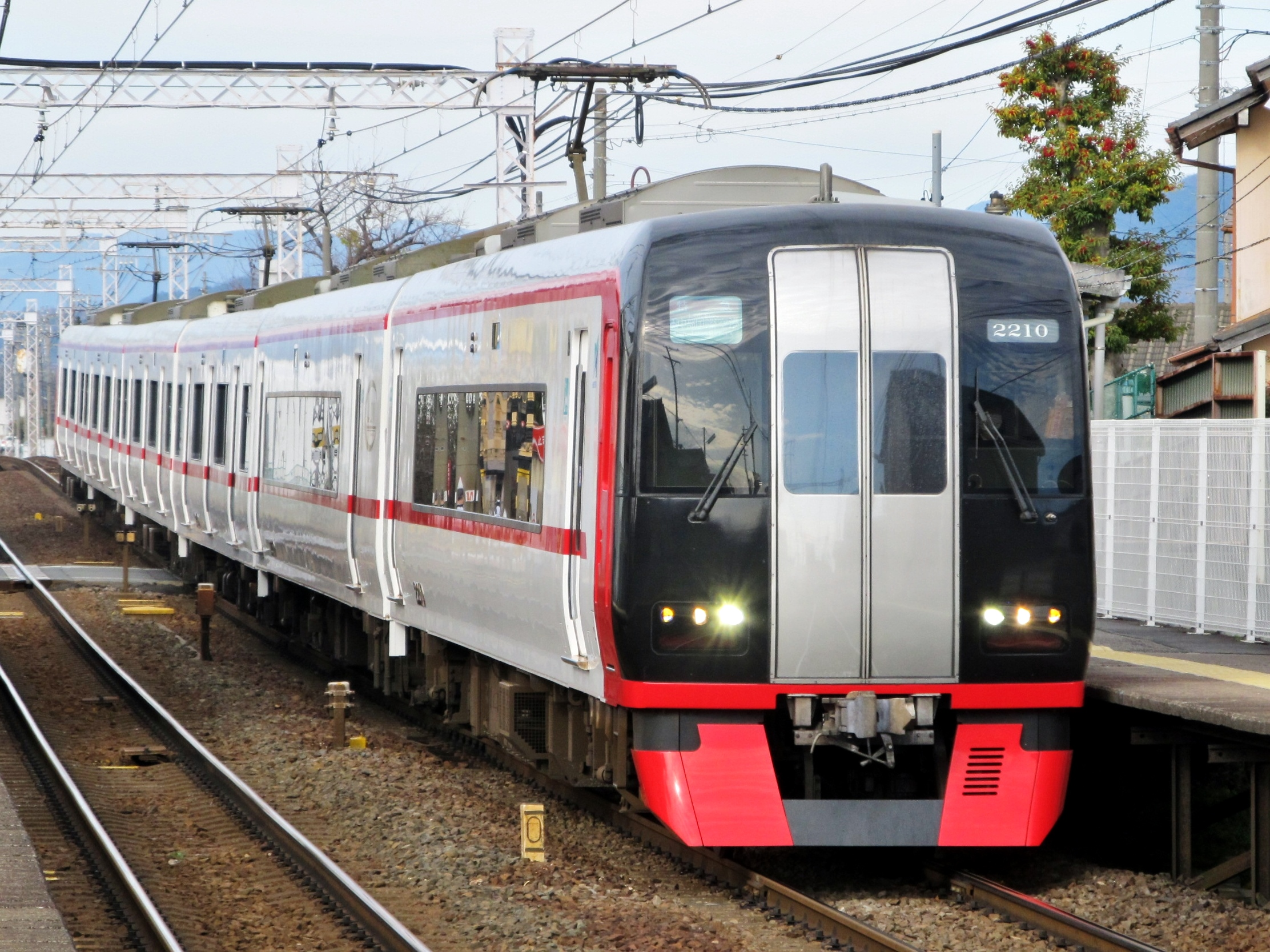
名古屋鉄道

### 鉄道
市の中心となる駅：JR尾張一宮駅・名鉄一宮駅

#### 鉄道路線
東海旅客鉄道（JR東海）
CA 東海道本線
- 尾張一宮駅 - 木曽川駅

- このほか、東海道新幹線が名古屋駅 - 岐阜羽島駅間で市内を通過しているが、駅はない。

名古屋鉄道（名鉄）
NH 名古屋本線
- 島氏永駅（上りホーム） - 妙興寺駅 - 名鉄一宮駅 - 今伊勢駅 - 石刀駅 - 新木曽川駅 - 黒田駅 - 木曽川堤駅

BS 尾西線
- 玉野駅 - 萩原駅 - 二子駅 - 苅安賀駅 - 観音寺駅 - 名鉄一宮駅 - 西一宮駅 - 開明駅 - 奥町駅 - 玉ノ井駅

- このほか、犬山線が布袋駅 - 石仏駅間で市内を通過しているが、駅はない。

#### 廃止路線
名古屋鉄道
（1954年廃止）■ 起線
- 新一宮駅（現・名鉄一宮駅） - 八幡町駅 - 一宮病院前駅 - 馬引駅 - 篭屋駅 - 尾張三条駅 - 西三条駅 - 新三条駅 - 尾張中島駅 - 西中島駅 - 起駅

廃止当時馬引駅は中島郡大和町（1955年一宮市編入）、篭屋駅 - 起駅間は中島郡起町（1955年に尾西市となり2005年に一宮市編入）に所在。
（1959年廃止）■ 尾西線
- 玉ノ井駅 - 里小牧駅 - 木曽川橋駅 - （貨）木曽川港駅

廃止当時は全域が葉栗郡木曽川町（2005年一宮市編入）に所在。
（1965年廃止）■ 一宮線
- （岩倉市）- 元小山駅 - 羽根駅 - 浅野駅 - 印田駅 - 花岡町駅 - 東一宮駅

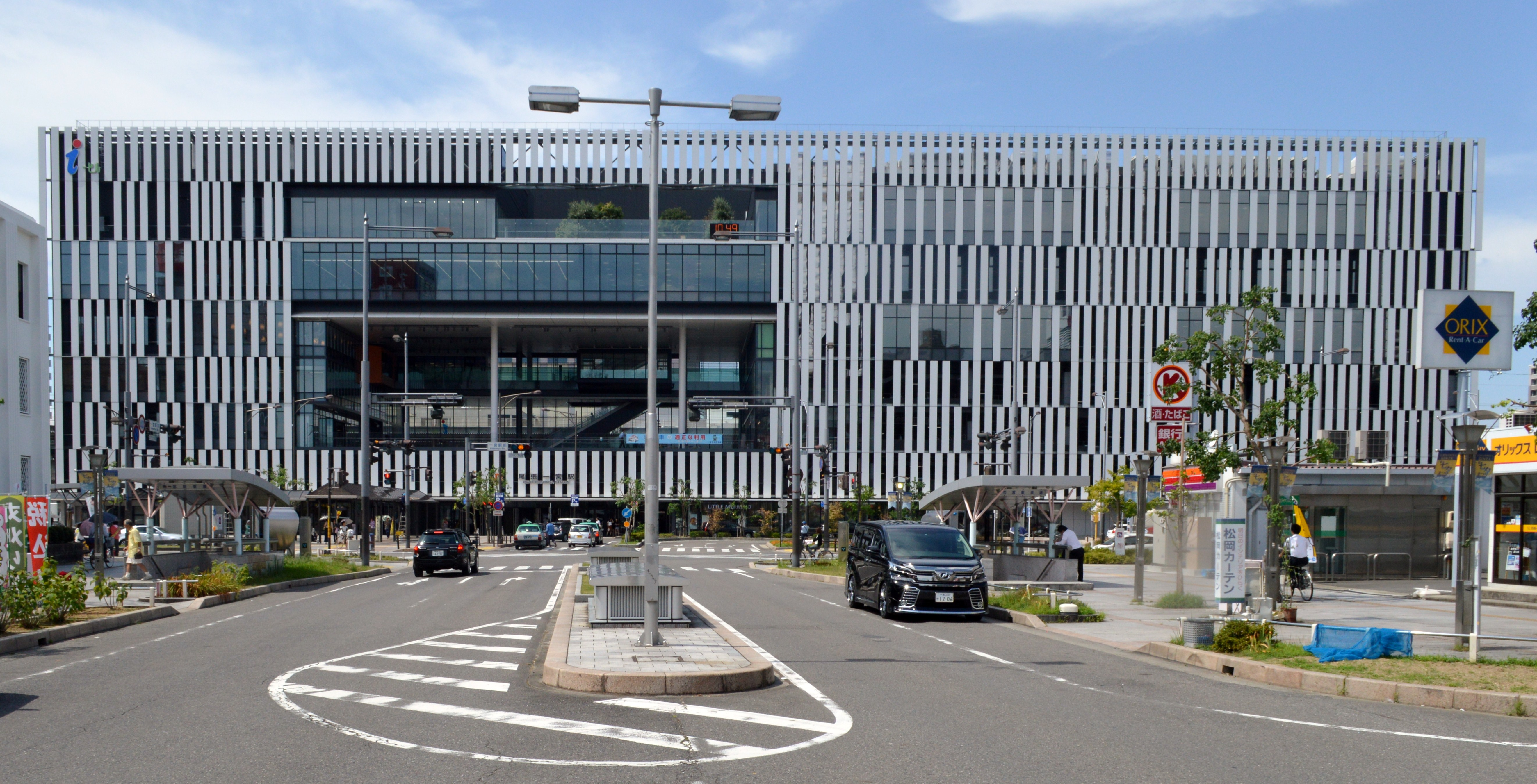
尾張一宮駅
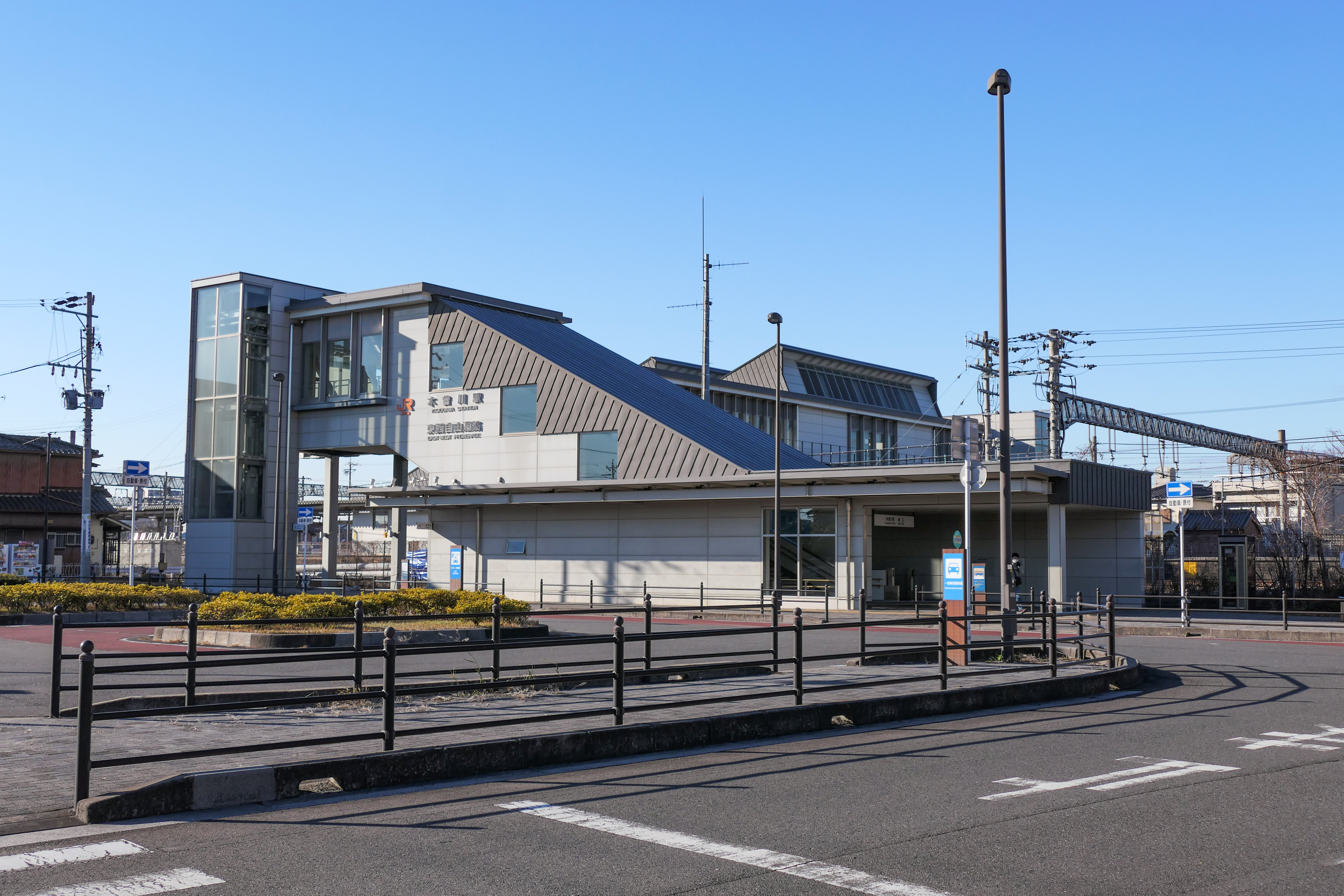
木曽川駅
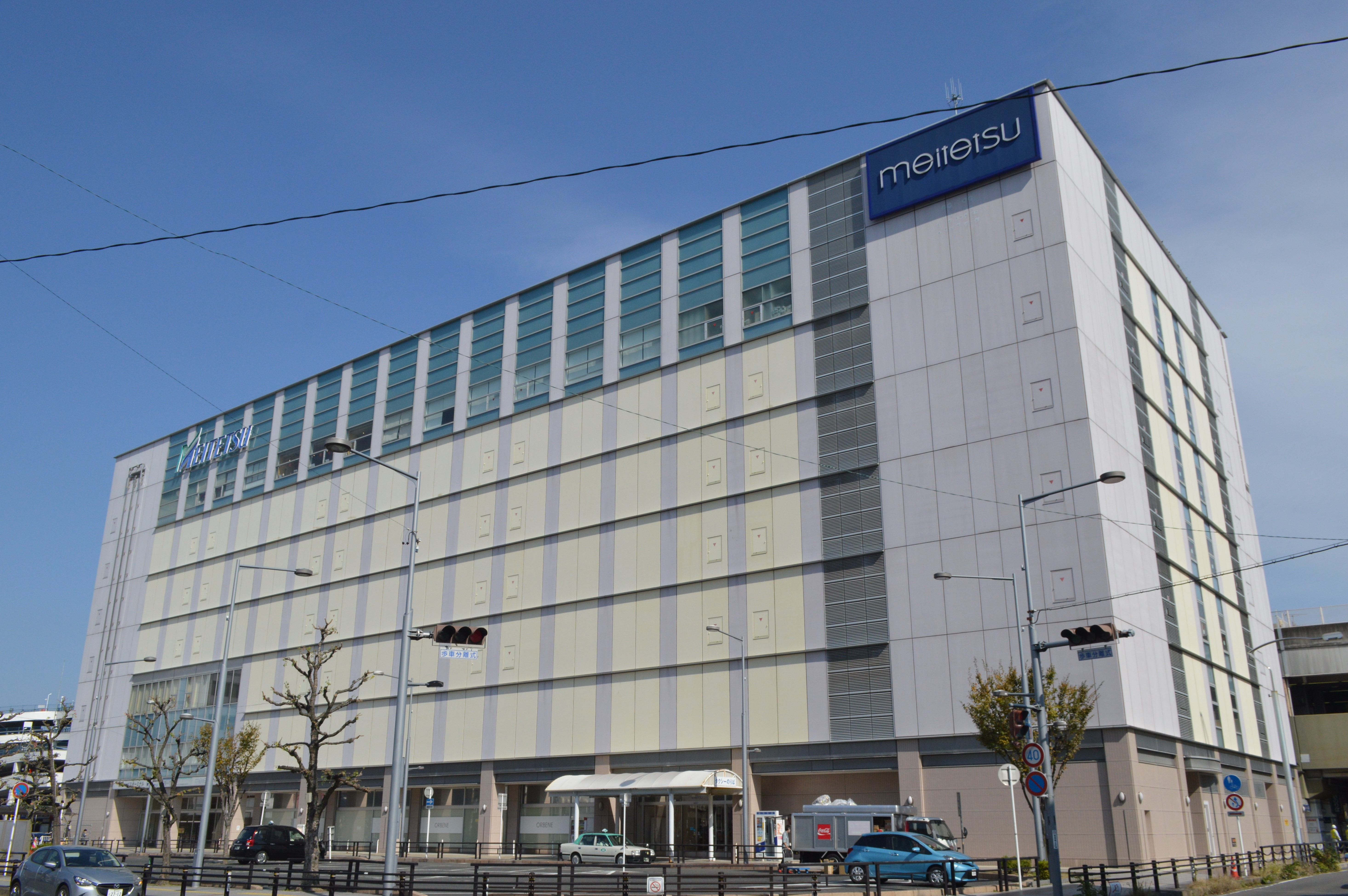
名鉄一宮駅
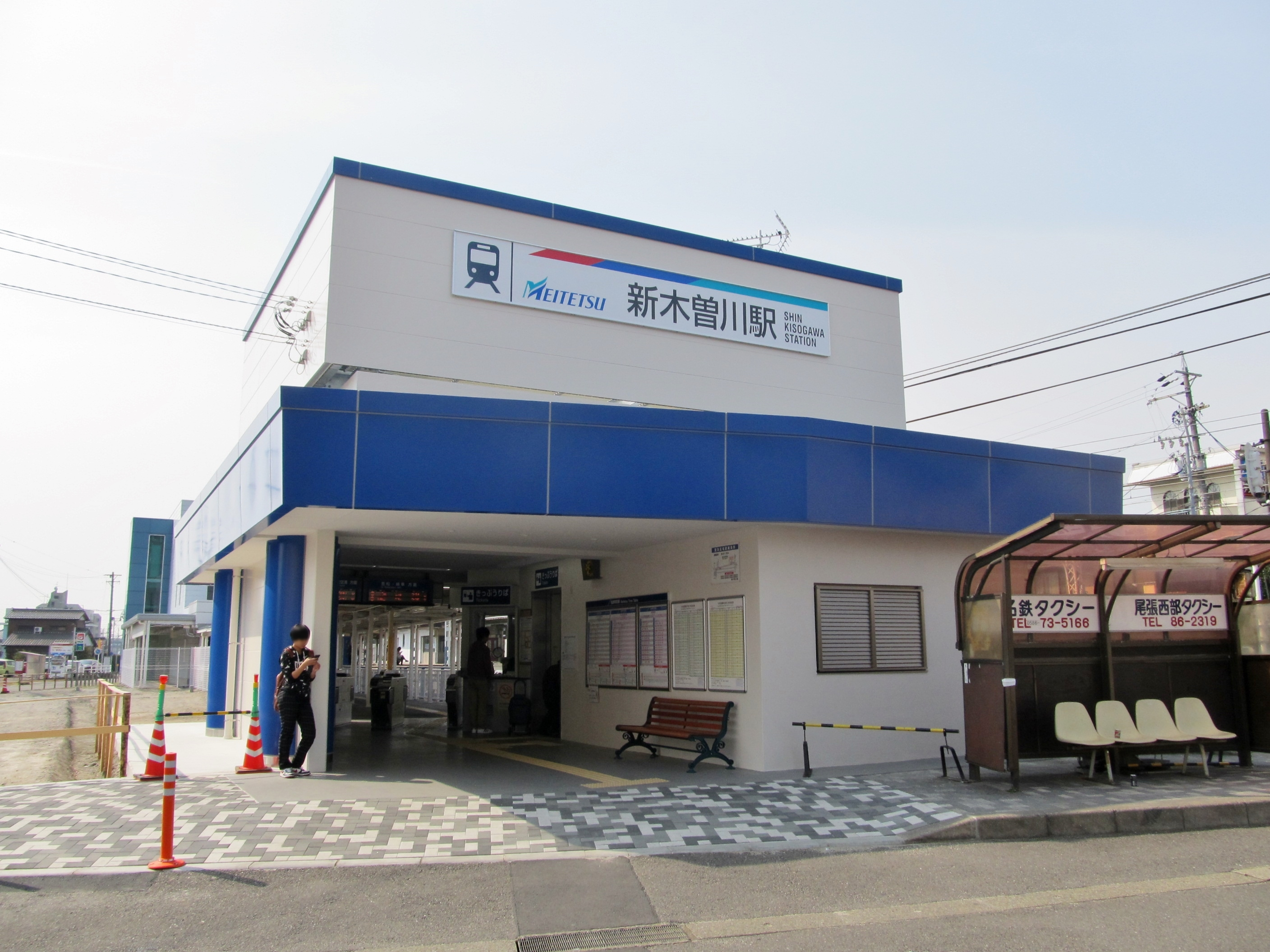
新木曽川駅
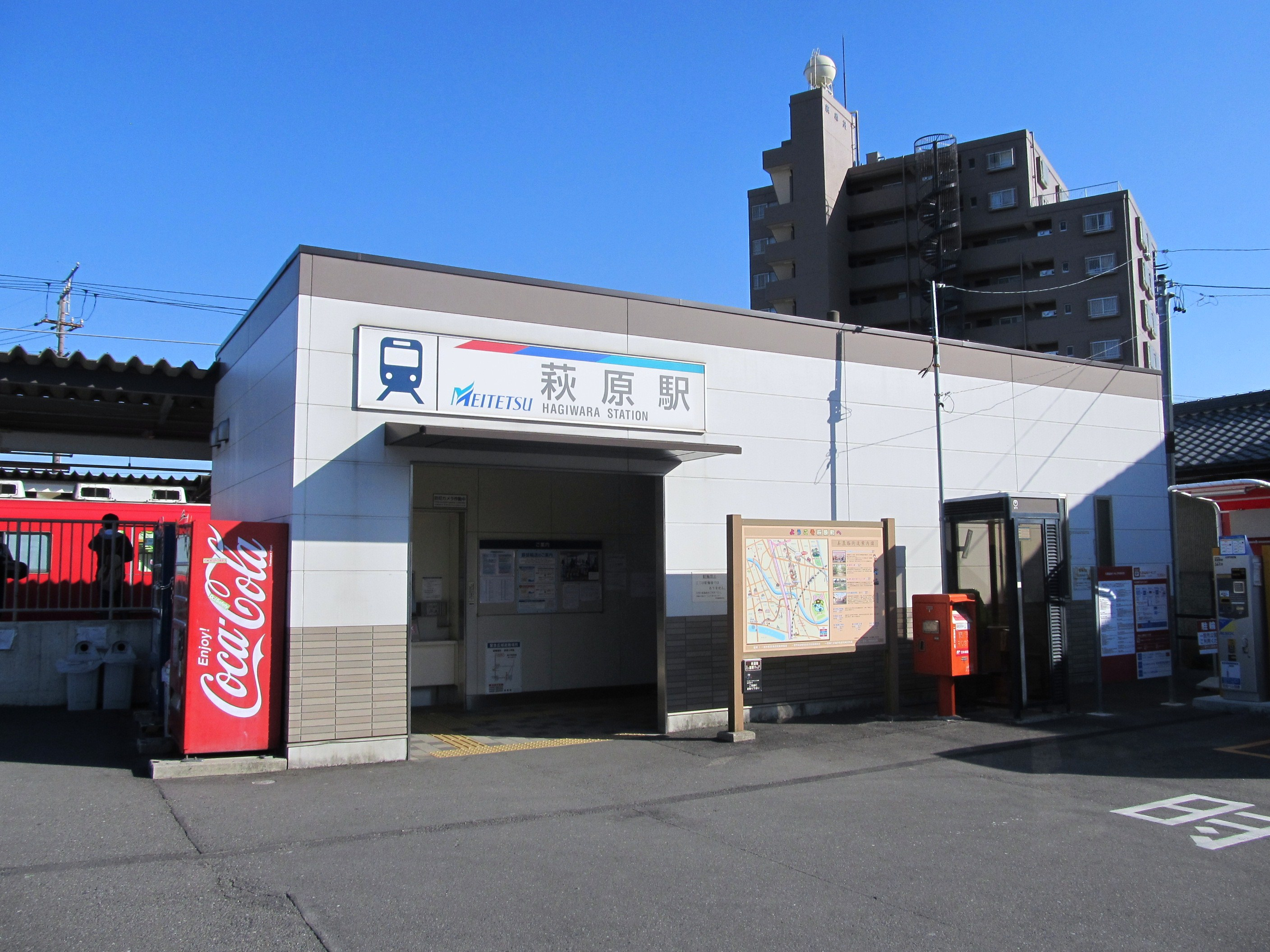
萩原駅
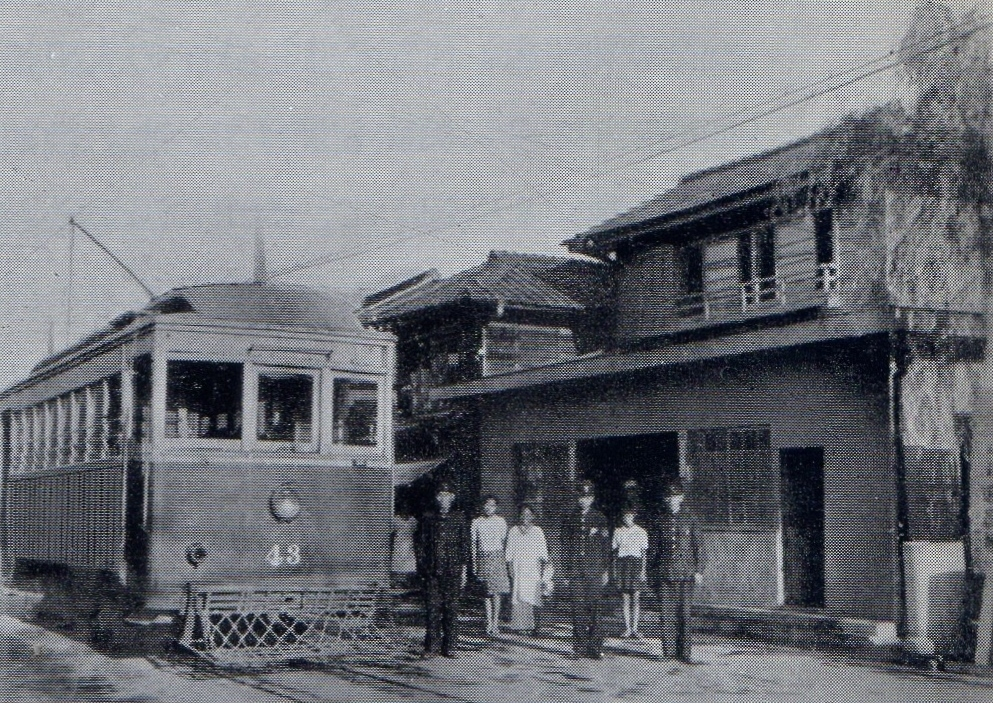
起駅
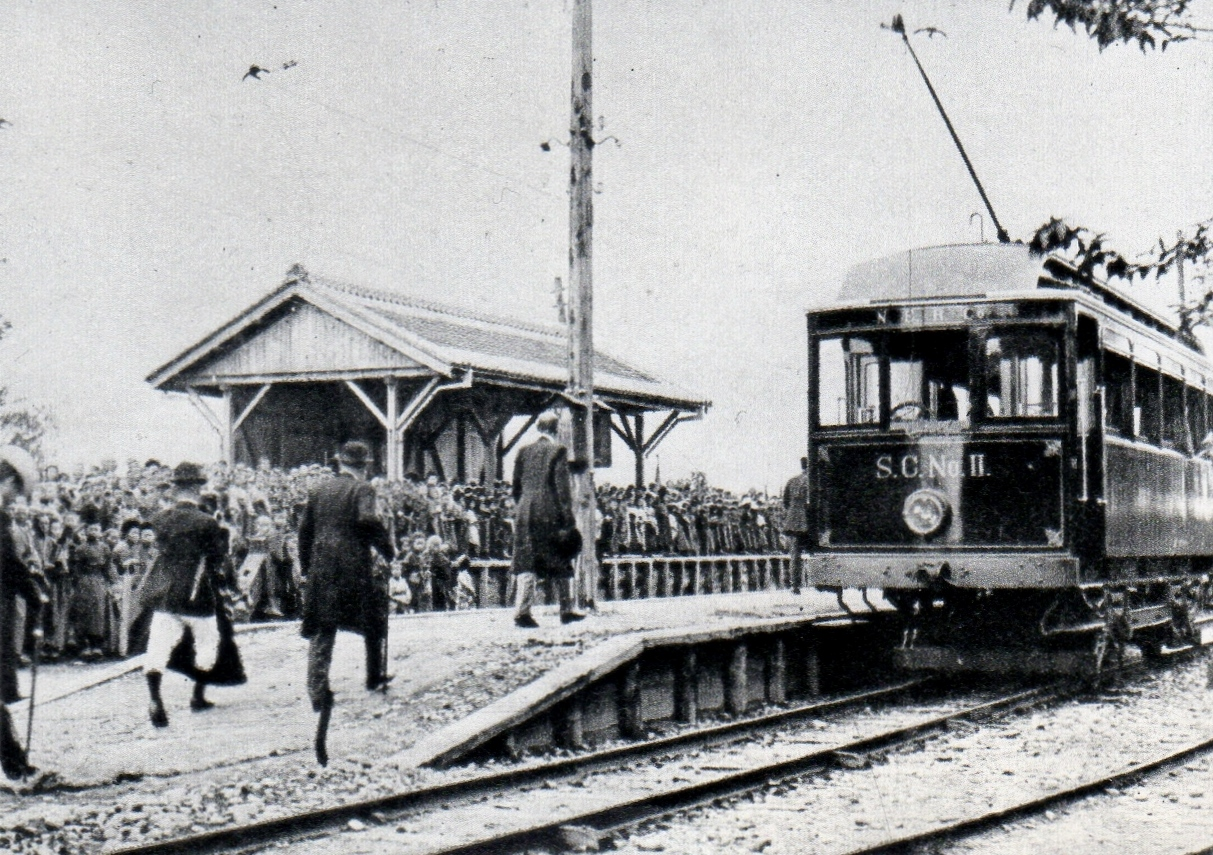
浅野駅

### バス

#### 夜行高速バス
- 岐阜駅発着のドリームなごや号（JR東海バス）が運行されており、現在は尾張一宮駅東口（ファミリーマート一宮東口店周辺）側に7号・10号が乗り入れしている。
  - 岐阜駅方面 / 名古屋駅（新幹線口）・新宿駅・東京駅方面

かつては以下の路線も運行されていた。
- 北陸ドリーム名古屋号（JR東海バス・西日本ジェイアールバス）
  - 名古屋駅（新幹線口）方面 / 富山駅前・金沢駅前方面

#### 路線バス
市内交通などを担う一般路線については、下記の会社による路線バスおよびコミュニティバスがある。
- 名鉄バス
- 一宮市循環バス（i-バス）

かつては、以下の路線バスも存在していた。
- 一宮市尾西地域公共施設巡回バス（2007年6月30日廃止）
- 生活交通バス（2016年3月31日廃止）

両バスが運行していた路線は、現在はi-バスに統合され、尾西北、尾西南コースと千秋町コース、大和町・萩原町コースとして運行されている。生活交通バスの路線に関しては当時の名称をそのまま流用し「ふれあいバス」の愛称とスイトトラベルへの運行委託を継続している。

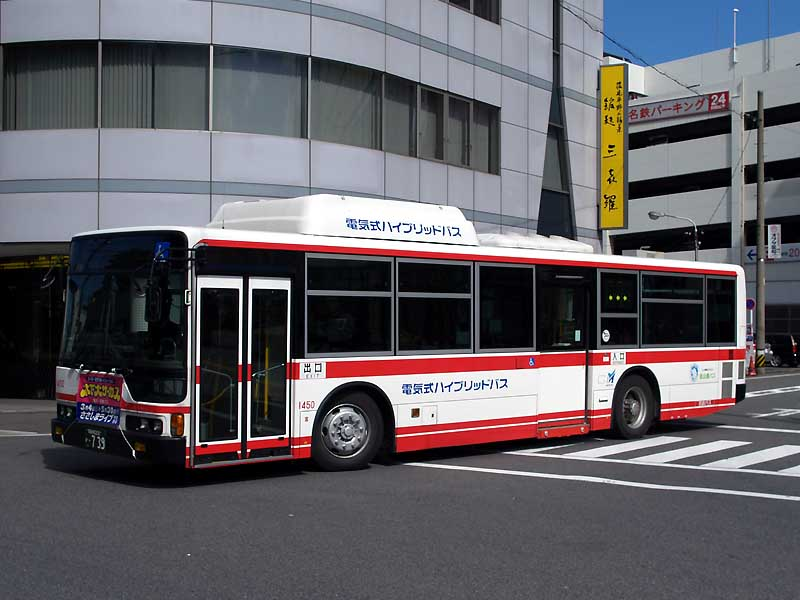
名鉄バス
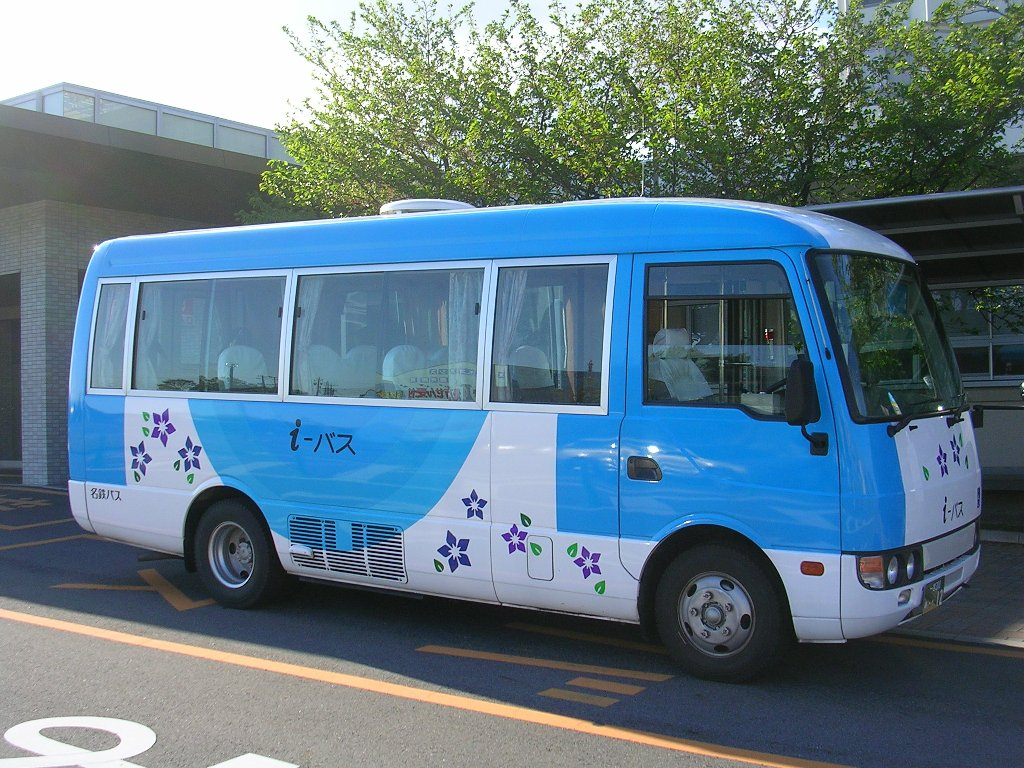
I-バス

### 道路

#### 高速道路
中日本高速道路（NEXCO中日本）
- 名神高速道路：（小牧IC）- 尾張一宮PA - 一宮IC - 一宮JCT - (岐阜羽島IC）
- 東海北陸自動車道：一宮稲沢北IC - 一宮JCT - 一宮西IC - 尾西IC - 一宮木曽川IC - (岐阜各務原IC）

名古屋高速
- 名古屋高速16号一宮線：（清州東IC) - 一宮西春出入口 - 一宮南出口 - 一宮出入口 - 一宮東出入口 - 一宮中入口 -（一宮木曽川IC～岐南ICまで延伸予定）
  - 名神高速の一宮IC～一宮JCTは渋滞が酷く、名古屋高速一宮線（名岐道路）の延伸による渋滞緩和が期待されている。

#### 国道
- 国道22号（名岐バイパス）名古屋高速一宮線の起点・終点以北は、渋滞になることが多く、交差点の横断も渋滞になることが多い。これも真上を通る予定の名古屋高速の延伸による渋滞緩和が期待されている。
- 国道155号：22号線以東は、岩倉市北部を通り小牧山方面に達する現道と、江南市南部を通り、小牧IC方面に達するバイパスとの2ルートある。22号線以西は真清田神社前を通過して、津島市・弥富市に達する現道のみである。

#### 県道
主要地方道
- 愛知県道14号岐阜稲沢線（西尾張中央道）
- 愛知県道18号大垣一宮線
- 愛知県道25号春日井一宮線
- 愛知県道63号名古屋江南線
- 愛知県道64号一宮犬山線
- 愛知県道65号一宮蟹江線

一般県道
- 愛知県道129号一宮津島線
- 愛知県道135号羽島稲沢線
- 愛知県道136号一宮清須線
- 愛知県道137号萩原停車場線
- 愛知県道145号冨田一宮線
- 愛知県道146号奥音羽線
- 愛知県道147号西萩原北方線
- 愛知県道148号萩原三条北方線
- 愛知県道149号浅野羽根岩倉線
- 愛知県道150号一宮川島線
- 愛知県道151号一宮各務原線
- 愛知県道152号島村佐千原線
- 愛知県道153号浅井清須線
- 愛知県道154号鹿ノ子島南小渕線
- 愛知県道155号井之口江南線
- 愛知県道157号小口岩倉線
- 愛知県道161号名古屋豊山稲沢線
- 愛知県道166号小牧岩倉一宮線
- 愛知県道171号小折一宮線
- 愛知県道175号江南木曽川線
- 愛知県道181号光明寺木曽川停車場線
- 愛知県道182号里小牧北方江南線
- 愛知県道183号浅井犬山線
- 愛知県道190号名古屋一宮線
- 愛知県道193号大垣江南線
- 愛知県道449号高速清須一宮線（名古屋高速16号一宮線）
- 愛知県道457号尾張一宮停車場線
- 愛知県道458号一宮弥富線
- 愛知県道459号名鉄一宮停車場線
- 愛知県道513号一宮西中野線

市内の道路通称名
| - 八幡通り - タワー通り（愛知県道150号一宮川島線の一部） - 宮西通り（愛知県道150号一宮川島線の一部） - 大正通り（愛知県道18号大垣一宮線の一部） - 中島通り（愛知県道151号一宮各務原線の一部） - 松降通り（愛知県道151号一宮各務原線の一部） - 上本町通り（国道155号の一部） - 花祇通り（国道155号の一部） - 本町通り - 伝馬通り（愛知県道457号尾張一宮停車場線） - 城崎通り | - 新柳通り（愛知県道190号名古屋一宮線の一部） - 公園通り（愛知県道190号名古屋一宮線の一部） - 牛野通り（愛知県道190号名古屋一宮線の一部） - 北園通り - 梅ヶ枝通り - 銀座通り - 御朱印地通り - 花園通り - 花岡通り - 音羽通り（愛知県道190号名古屋一宮線の一部） - 千歳通り |

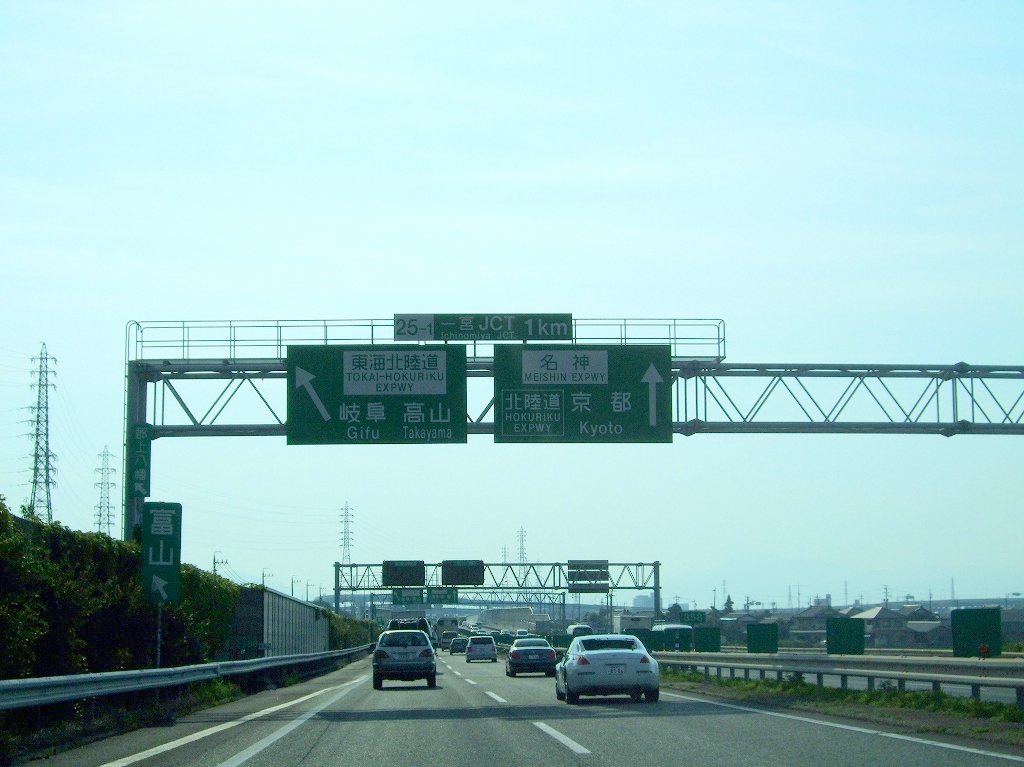
一宮JCT
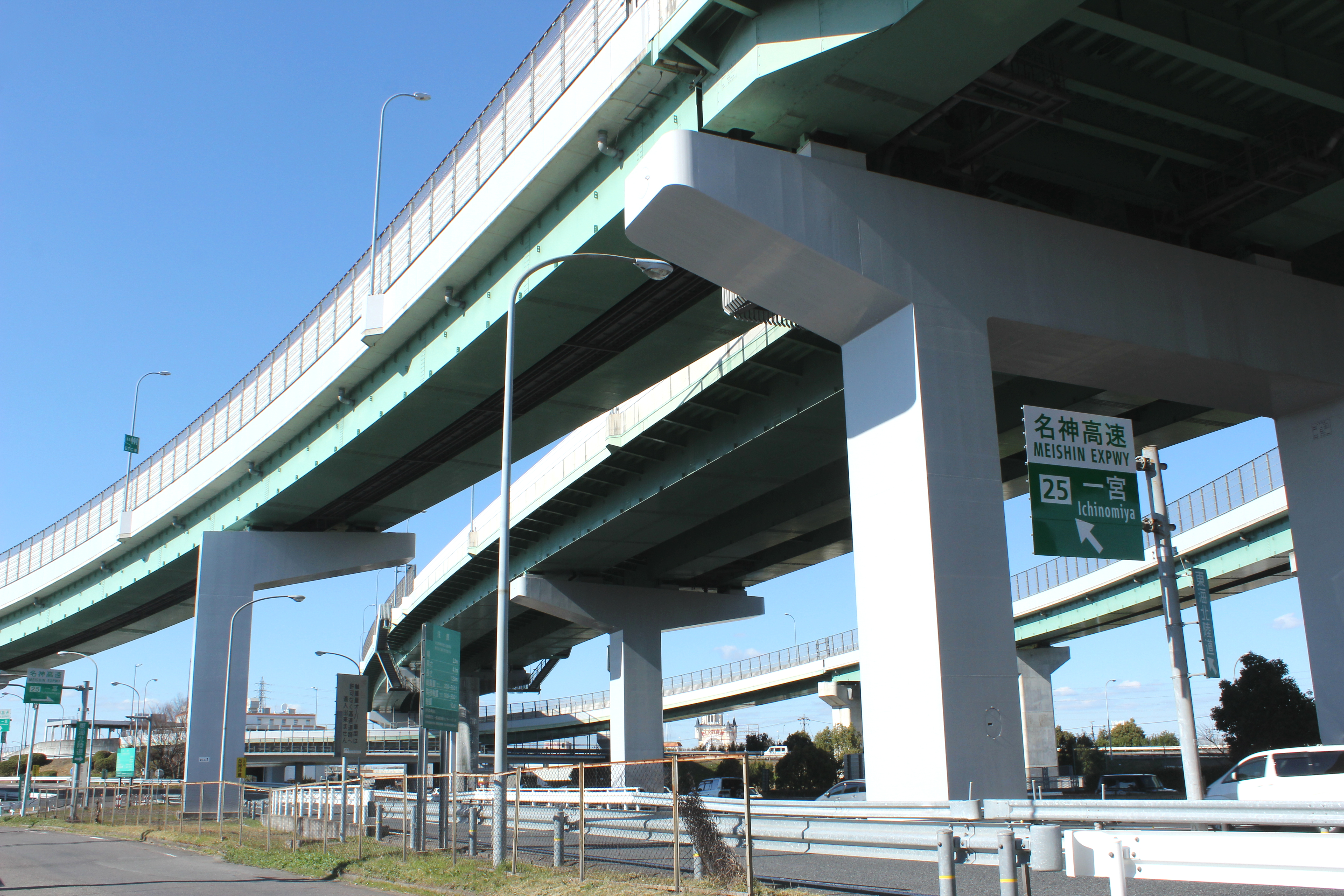
一宮IC
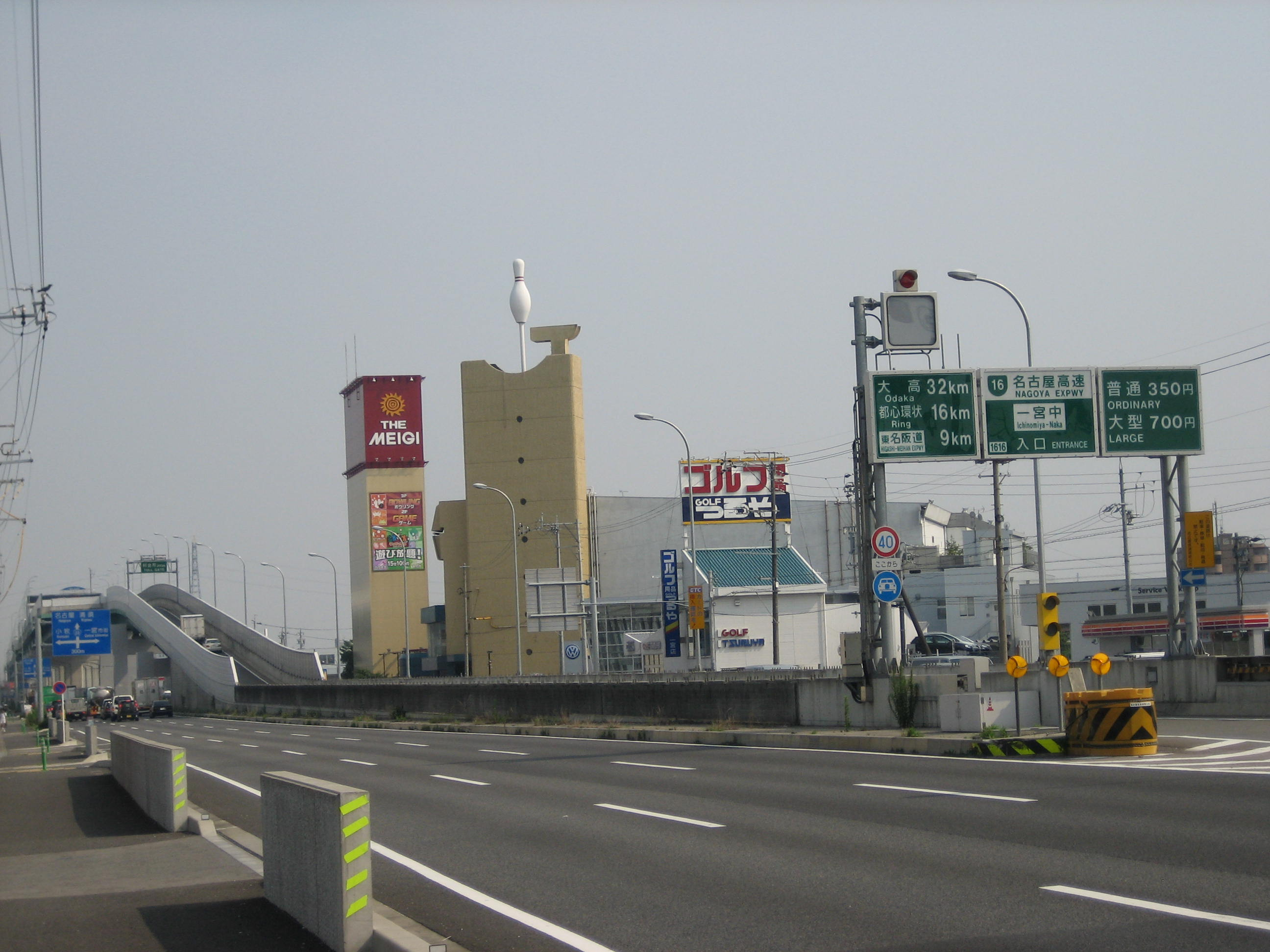
一宮中IC
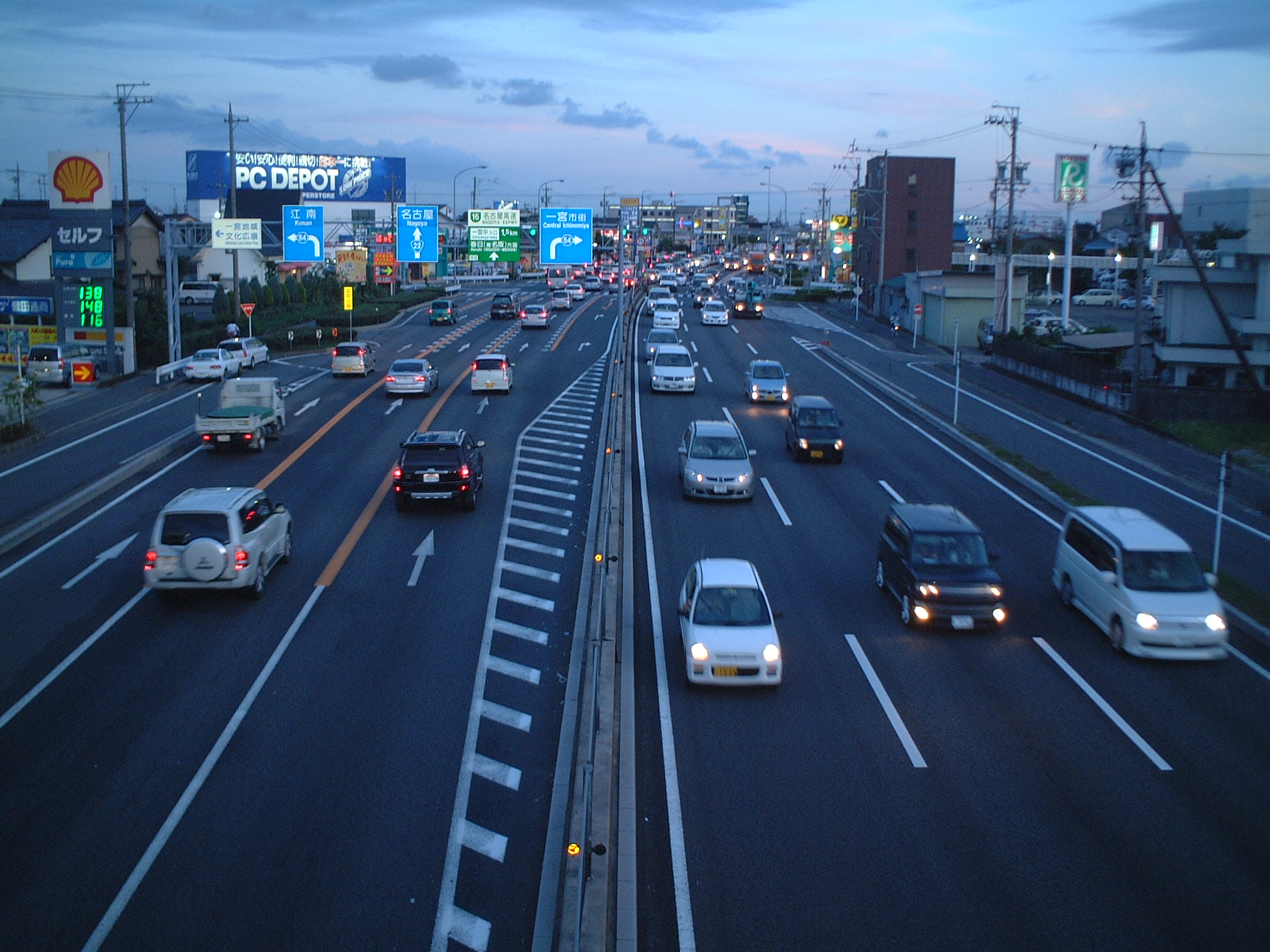
国道22号
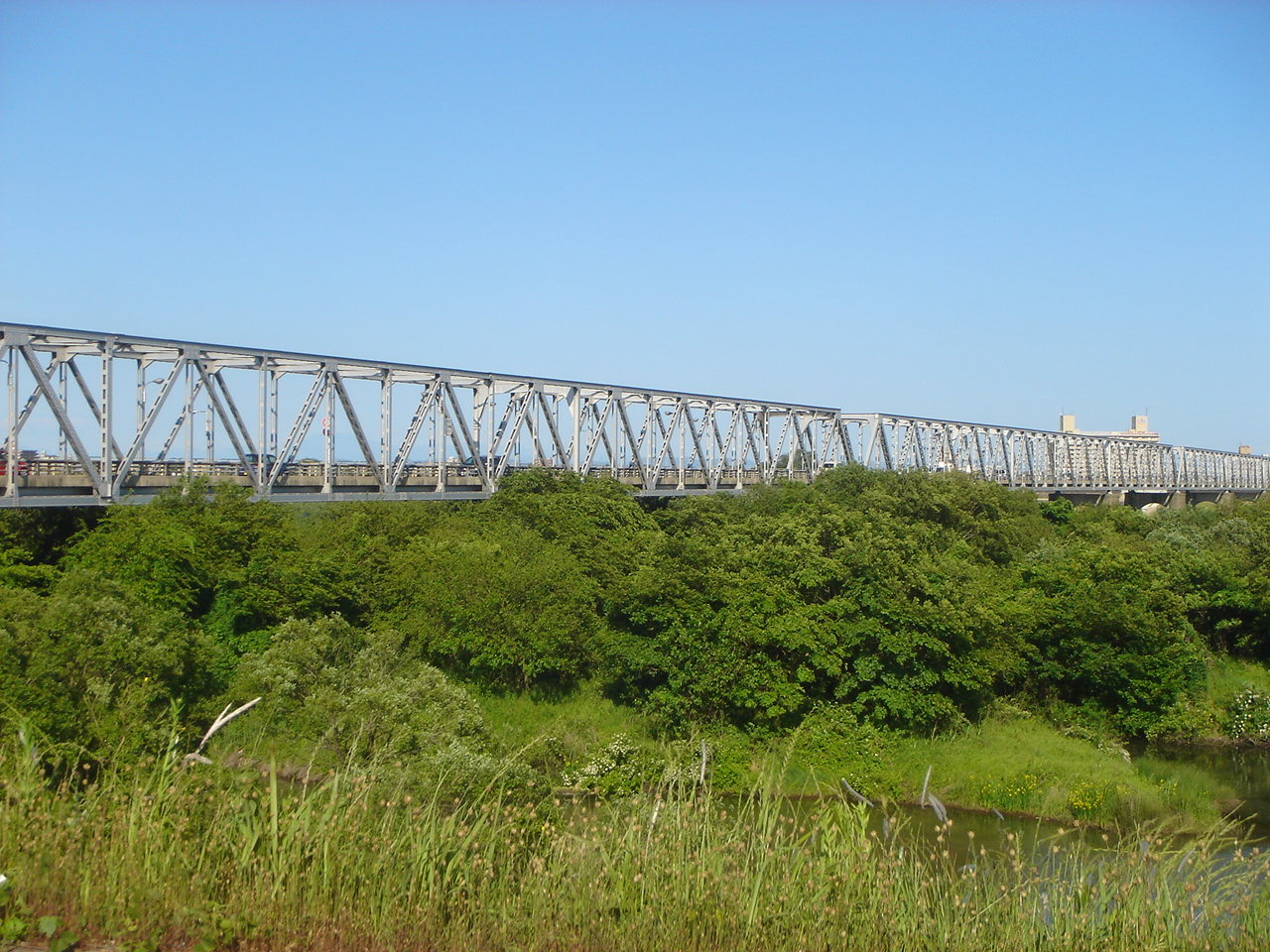
濃尾大橋
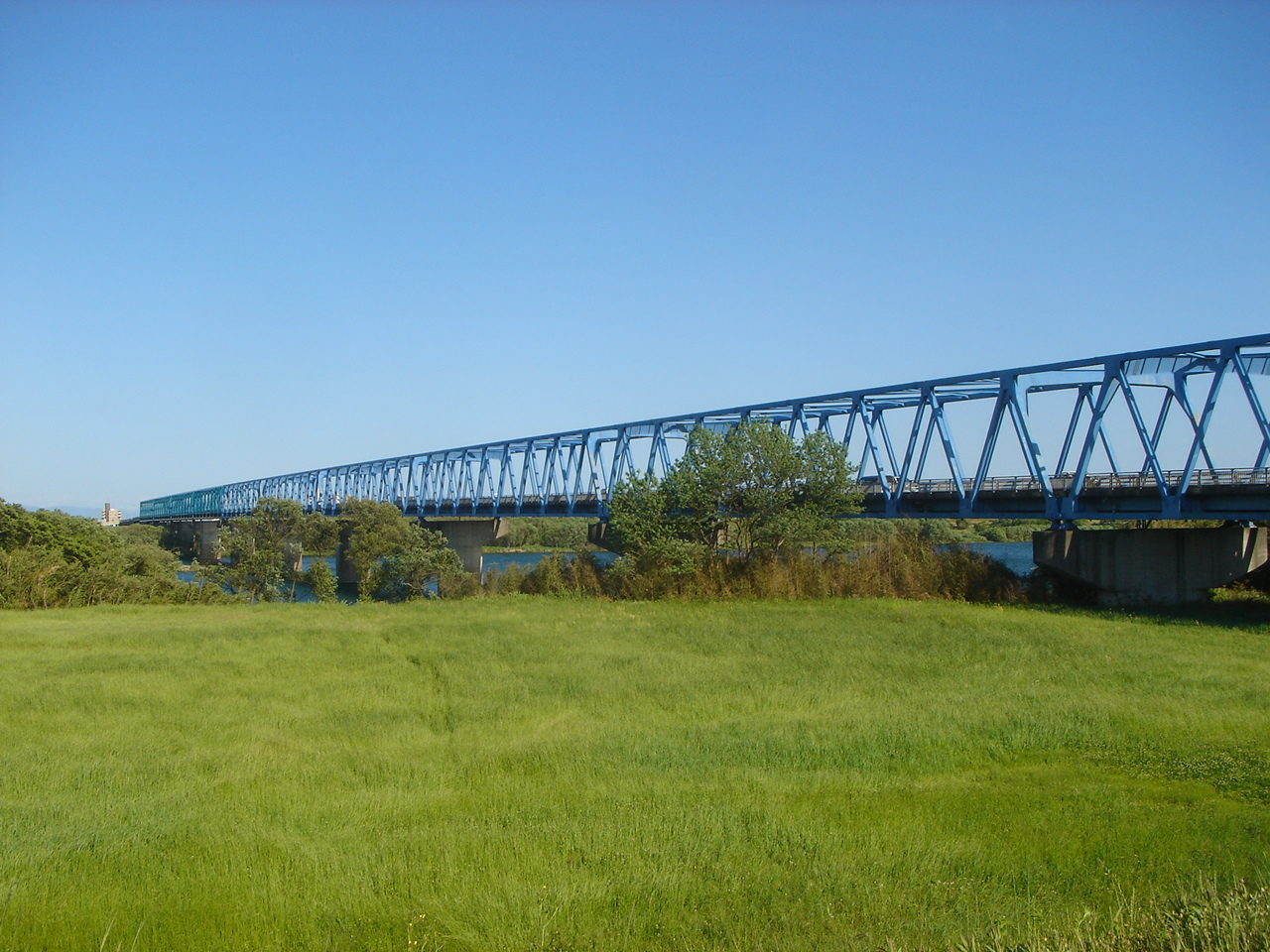
尾濃大橋
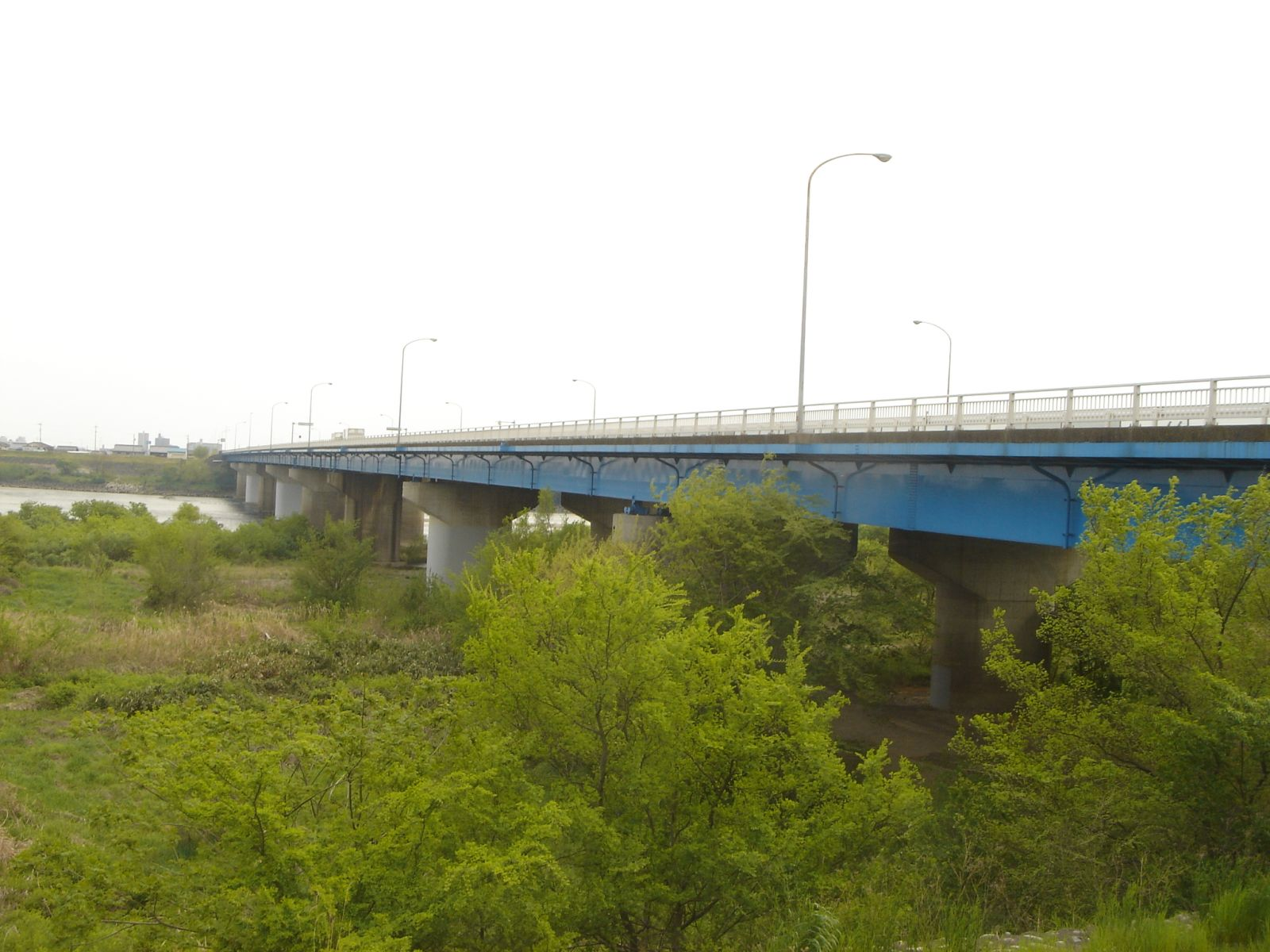
新木曽川大橋

### ナンバープレート
一宮市の自動車ナンバープレートは、2006年（平成18年）10月10日からご当地ナンバーである「一宮」が付けられている（それ以前は「尾張小牧」だった）。
交付は愛知運輸支局小牧自動車検査登録事務所で行われる。

## 教育

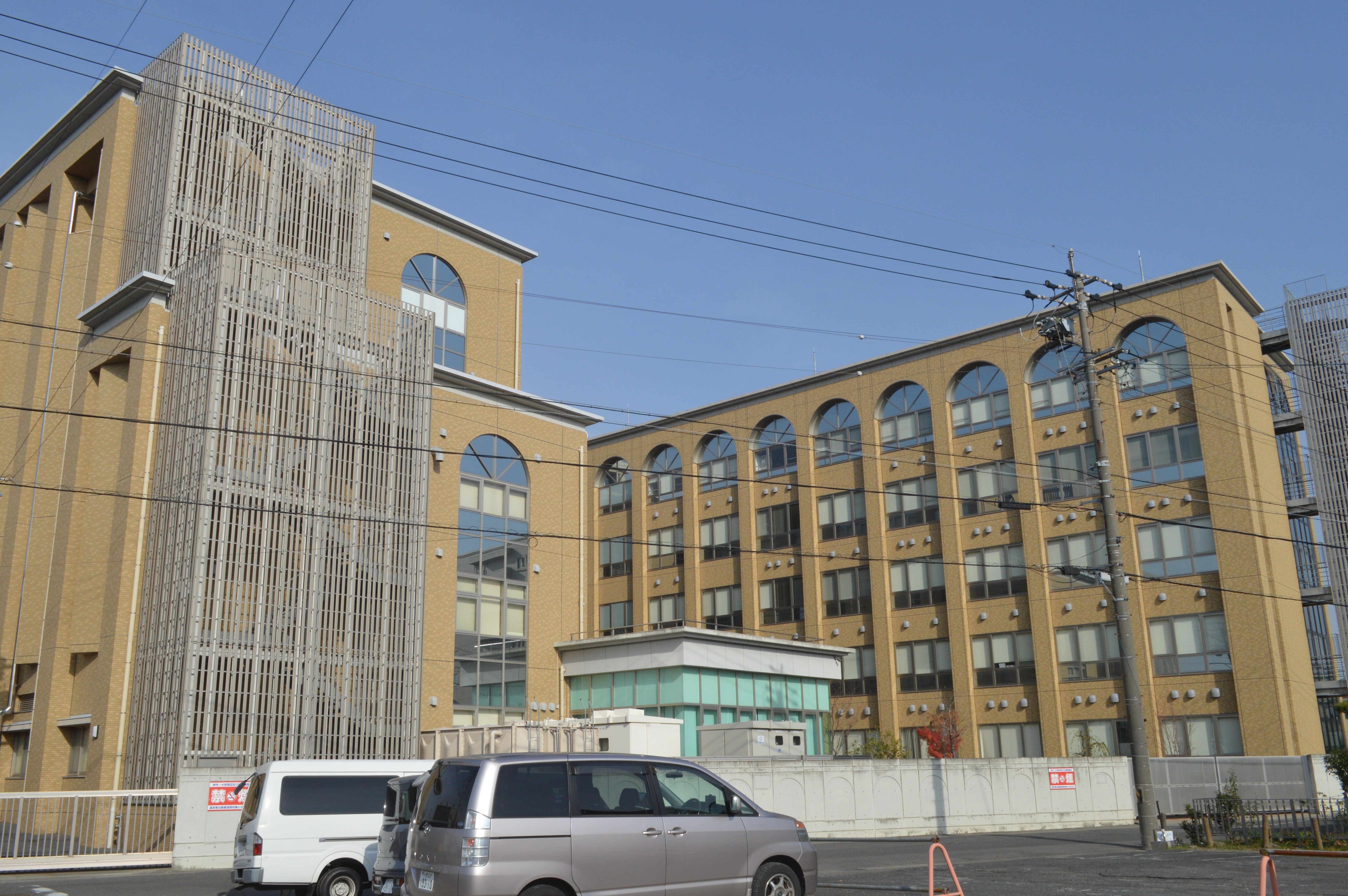
修文大学

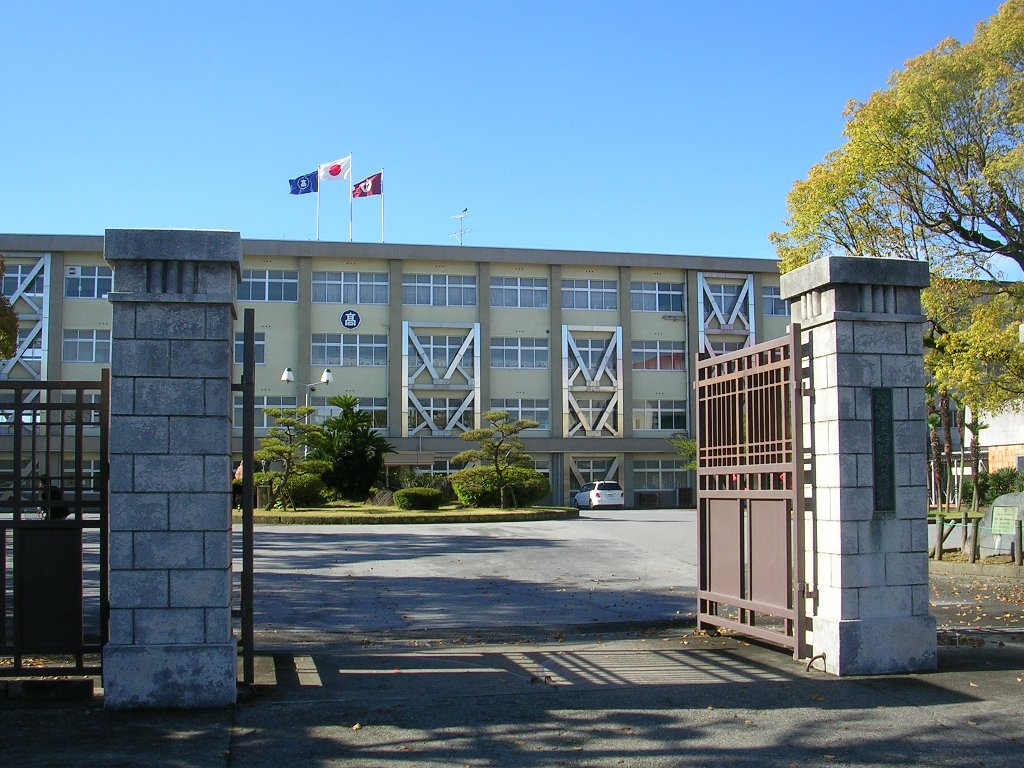
愛知県立一宮高等学校

### 大学
私立
- 一宮研伸大学（2017年4月愛知きわみ看護短期大学から4年制大学となり改称）
- 修文大学

### 短期大学
私立
- 修文大学短期大学部（一宮女子短期大学から改称）

### 専修学校
私立
- 中部美容専門学校一宮校

### 高等学校
公立
- 愛知県立一宮高等学校（普通科・ファション創造科・定時制普通科）
- 愛知県立一宮西高等学校
- 愛知県立一宮南高等学校
- 愛知県立一宮北高等学校
- 愛知県立一宮興道高等学校
- 愛知県立一宮工科高等学校
- 愛知県立一宮起工科高等学校（昼間定時制併設校）
- 愛知県立一宮商業高等学校
- 愛知県立木曽川高等学校（商業科併設校）
- 愛知県立尾西高等学校

私立
- 修文学院高等学校（2022年に修文女子高等学校から改称）
- 大成高等学校

### 中学校
出典 : 一宮市ウェブサイト公立中学校の一覧・私立中学校の一覧
公立
- 一宮市立中部中学校
- 一宮市立南部中学校
- 一宮市立北部中学校
- 一宮市立葉栗中学校
- 一宮市立西成中学校
- 一宮市立西成東部中学校
- 一宮市立木曽川中学校
- 一宮市立丹陽中学校
- 一宮市立浅井中学校
- 一宮市立北方中学校
- 一宮市立大和中学校
- 一宮市立大和南中学校
- 一宮市立今伊勢中学校
- 一宮市立奥中学校
- 一宮市立萩原中学校
- 一宮市立千秋中学校
- 一宮市立尾西第一中学校
- 一宮市立尾西第二中学校
- 一宮市立尾西第三中学校

私立
- 大成中学校

### 小学校
出典 : 一宮市ウェブサイト小学校などの一覧
公立
- 一宮市立神山小学校
- 一宮市立大志小学校
- 一宮市立向山小学校
- 一宮市立宮西小学校
- 一宮市立貴船小学校
- 一宮市立葉栗小学校
- 一宮市立西成小学校
- 一宮市立瀬部小学校
- 一宮市立起小学校
- 一宮市立朝日西小学校
- 一宮市立木曽川西小学校
- 一宮市立赤見小学校
- 一宮市立浅野小学校
- 一宮市立丹陽小学校
- 一宮市立丹陽西小学校
- 一宮市立丹陽南小学校
- 一宮市立浅井南小学校
- 一宮市立浅井北小学校
- 一宮市立北方小学校
- 一宮市立三条小学校
- 一宮市立開明小学校
- 一宮市立木曽川東小学校
- 一宮市立大和東小学校
- 一宮市立大和西小学校
- 一宮市立今伊勢小学校
- 一宮市立奥小学校
- 一宮市立萩原小学校
- 一宮市立中島小学校
- 一宮市立千秋小学校
- 一宮市立千秋南小学校
- 一宮市立小信中島小学校
- 一宮市立大徳小学校
- 一宮市立富士小学校
- 一宮市立末広小学校
- 一宮市立西成東小学校
- 一宮市立今伊勢西小学校
- 一宮市立葉栗北小学校
- 一宮市立大和南小学校
- 一宮市立浅井中小学校
- 一宮市立千秋東小学校
- 一宮市立朝日東小学校
- 一宮市立黒田小学校

### 特別支援学校
公立
- 愛知県立一宮特別支援学校
- 愛知県立一宮東特別支援学校
- 愛知県立一宮聾学校

### 学校教育以外の施設
公立
- 愛知県立一宮高等技術専門校（職業能力開発促進法に基づく職業能力開発校）

その他
- デモクラティックスクール まんじぇ（日本におけるサドベリー・スクールの学校）

## 観光

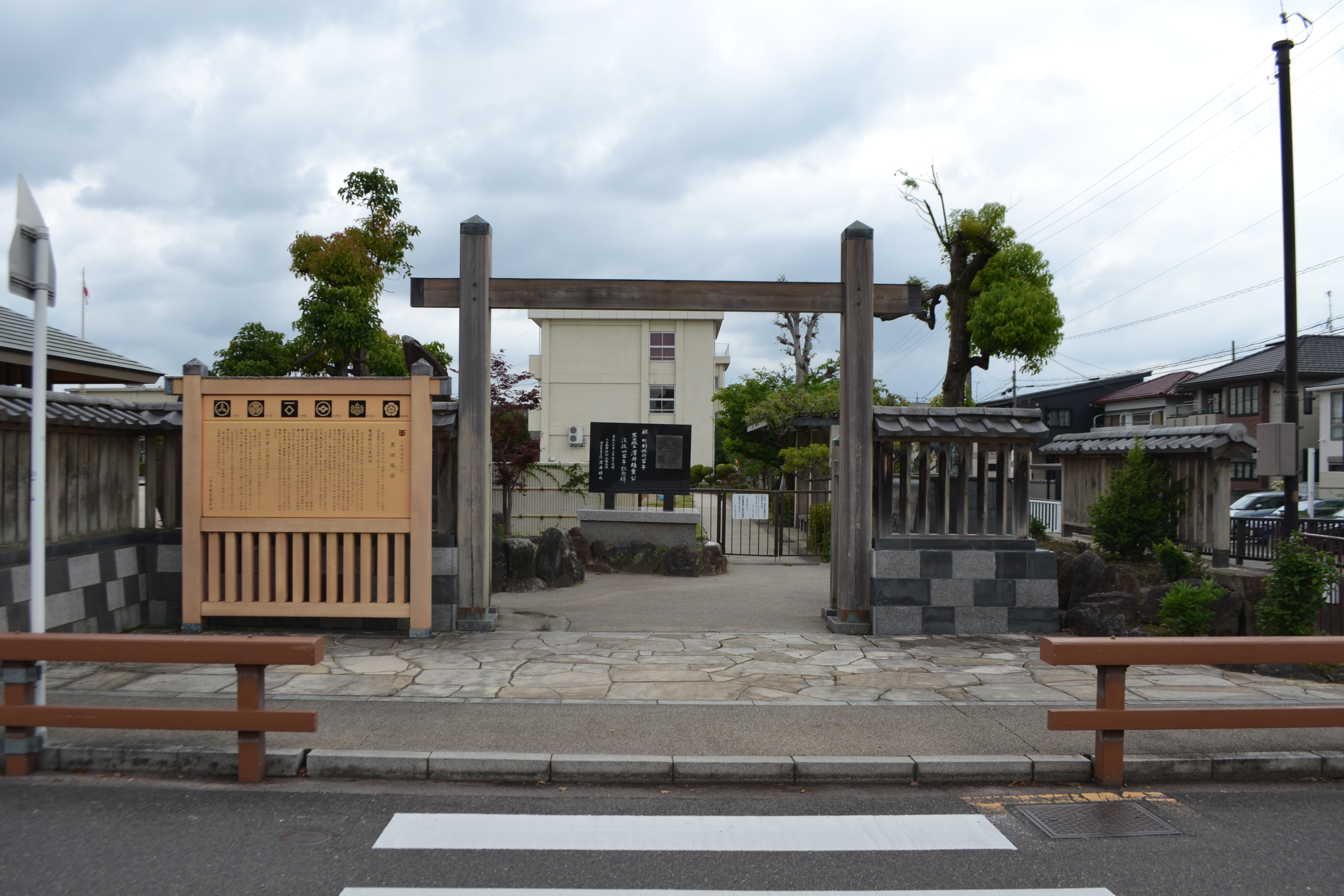
黒田城址

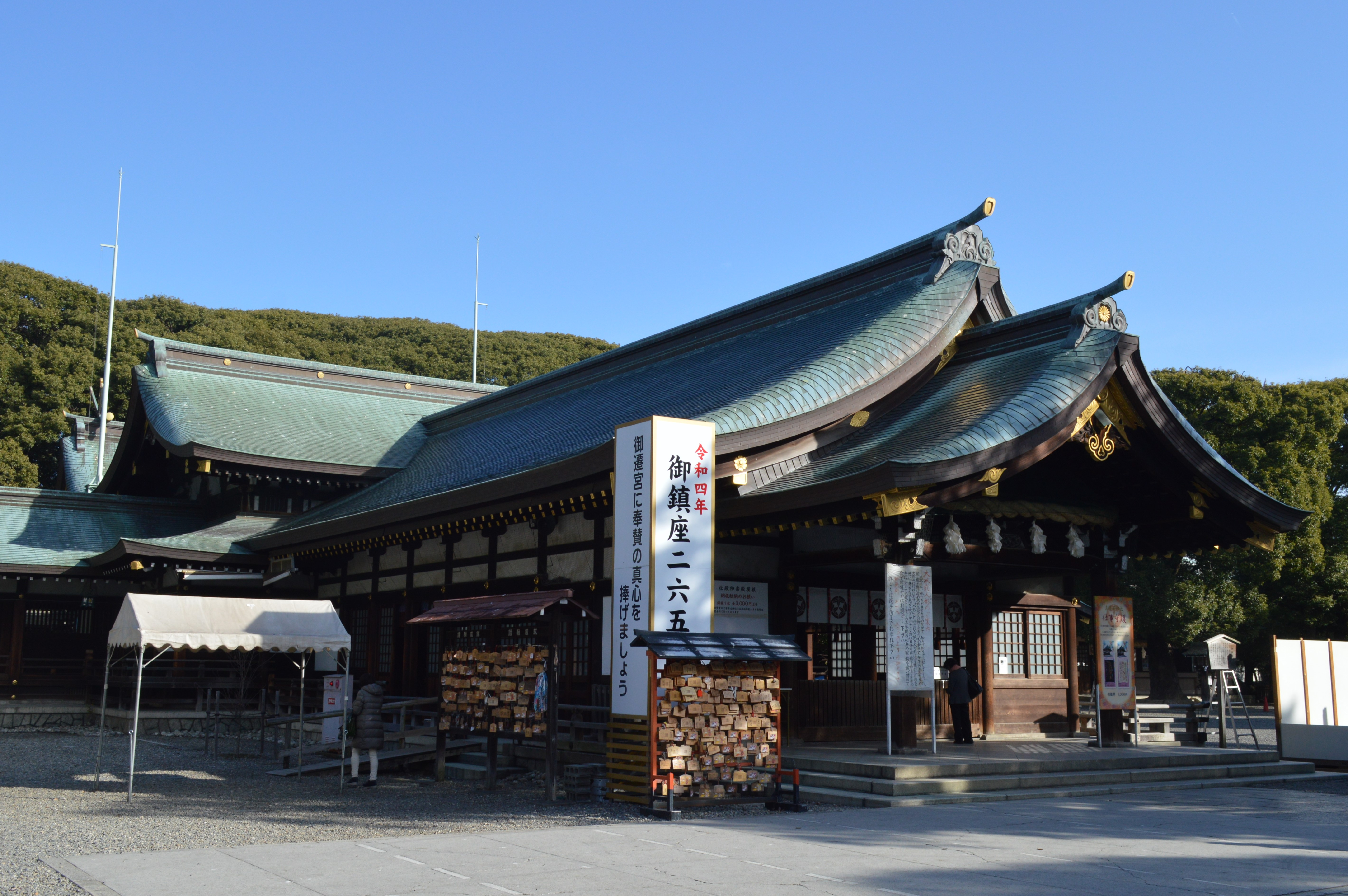
尾張一宮である真清田神社

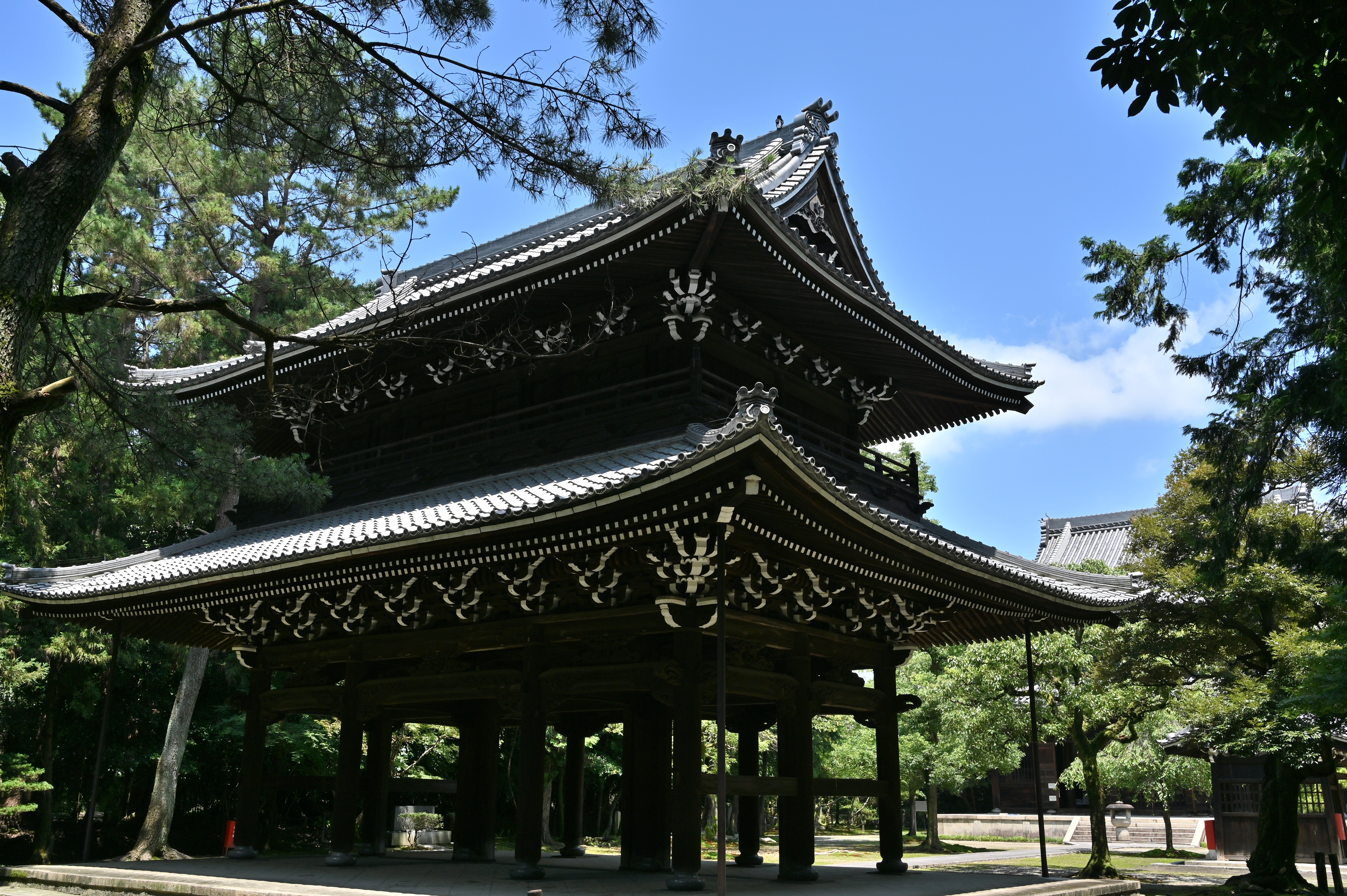
妙興寺

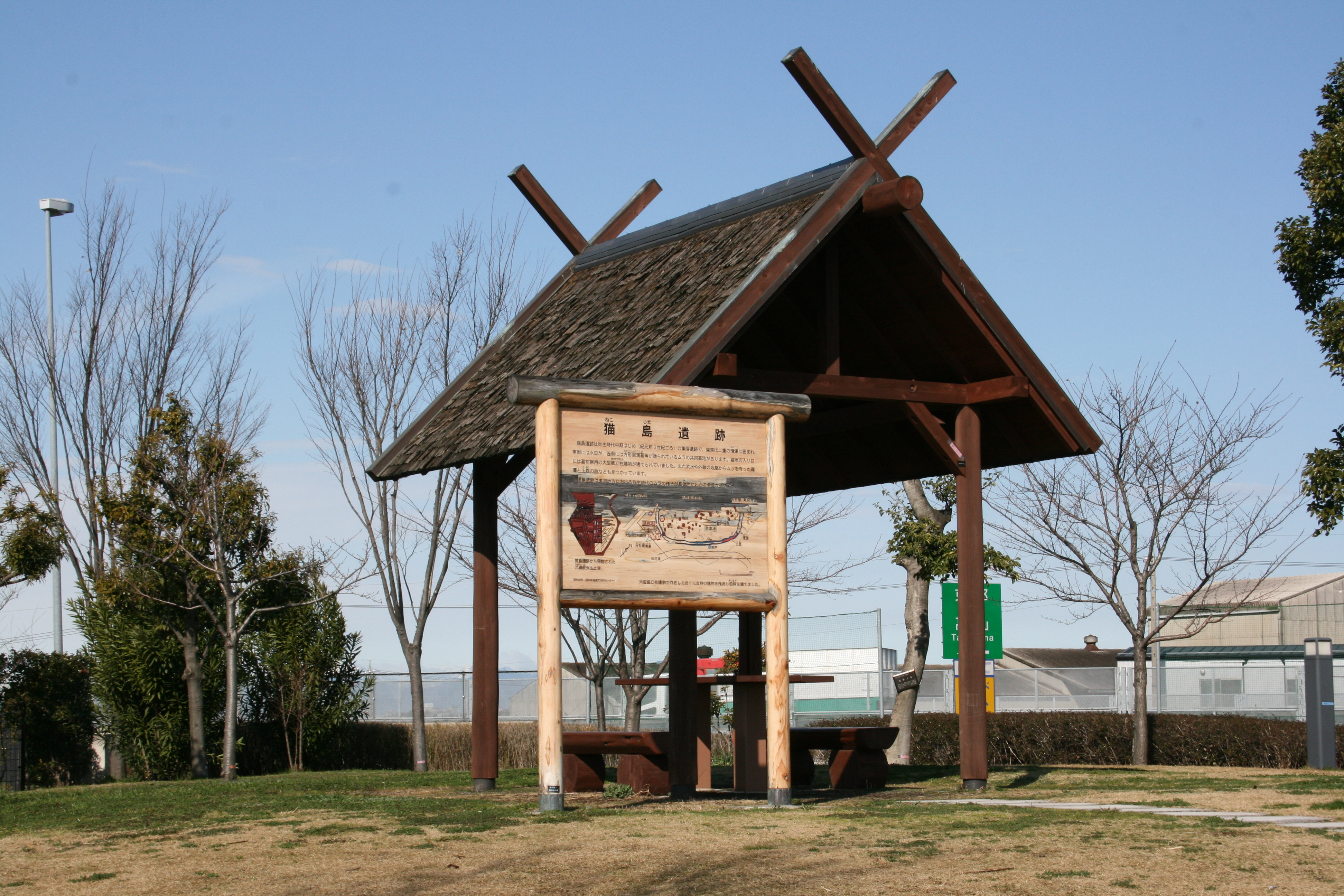
猫島遺跡

### 名所・旧跡
主な城郭
- 一宮城
- 奥城
- 下奈良城
- 大赤見城
- 苅安賀城
- 黒田城址：市指定史跡。
- 野府城址
- 吉藤城址
- 坪内城址
- 光明寺城址
- 河田城址
- 大野城址

主な神社
- 真清田神社
- 大神神社
- 爾波神社 - 恵日山東光寺の境内に鎮座する。
- 酒見神社
- 石刀神社
- 賀茂神社
- 阿豆良神社
- 小塞神社
- 若栗神社
- 大毛神社
- 大野神社
- 浅井神社
- 伊富利部神社
- 坂手神社
- 籠守勝手神社
- 高田波蘇伎神社
- 野見神社
- 尾張猿田彦神社
- 貴船神明社

主な寺院
- 東光寺 - 恵日山。境内に爾波神社が鎮座している。
- 聖徳寺跡（織田信長と斎藤道三が会見した寺）
- 眞言寺
- 法蓮寺
- 妙君寺
- 妙興寺
  - 桂昌院
  - 耕雲院
  - 瑞芳院
  - 太陽院
- 蓮照寺
- 頓聴寺

主な遺跡
- 西上免古墳
- 猫島遺跡

その他の史跡
- 川合玉堂生誕碑
- 沢井公屋敷跡
- 山内盛豊、十郎父子の墓

街道
- 美濃路
  - 冨田一里塚（国の史跡）
  - 萩原宿
  - 起宿
    - 起渡船場跡
    - 旧林家住宅（起宿脇本陣跡）（一宮市尾西歴史民俗資料館別館）
    - 中野の渡し

### 観光スポット
公園
- 138タワーパーク
- 浅野公園（浅野長政屋敷跡）
- 浅井山公園
- 一宮市博物館
- 一宮競輪場

文化施設
- 郷土資料館
- 三岸節子記念美術館
- 一宮市尾西歴史民俗資料館
- 一宮市木曽川資料館
- オリナス一宮

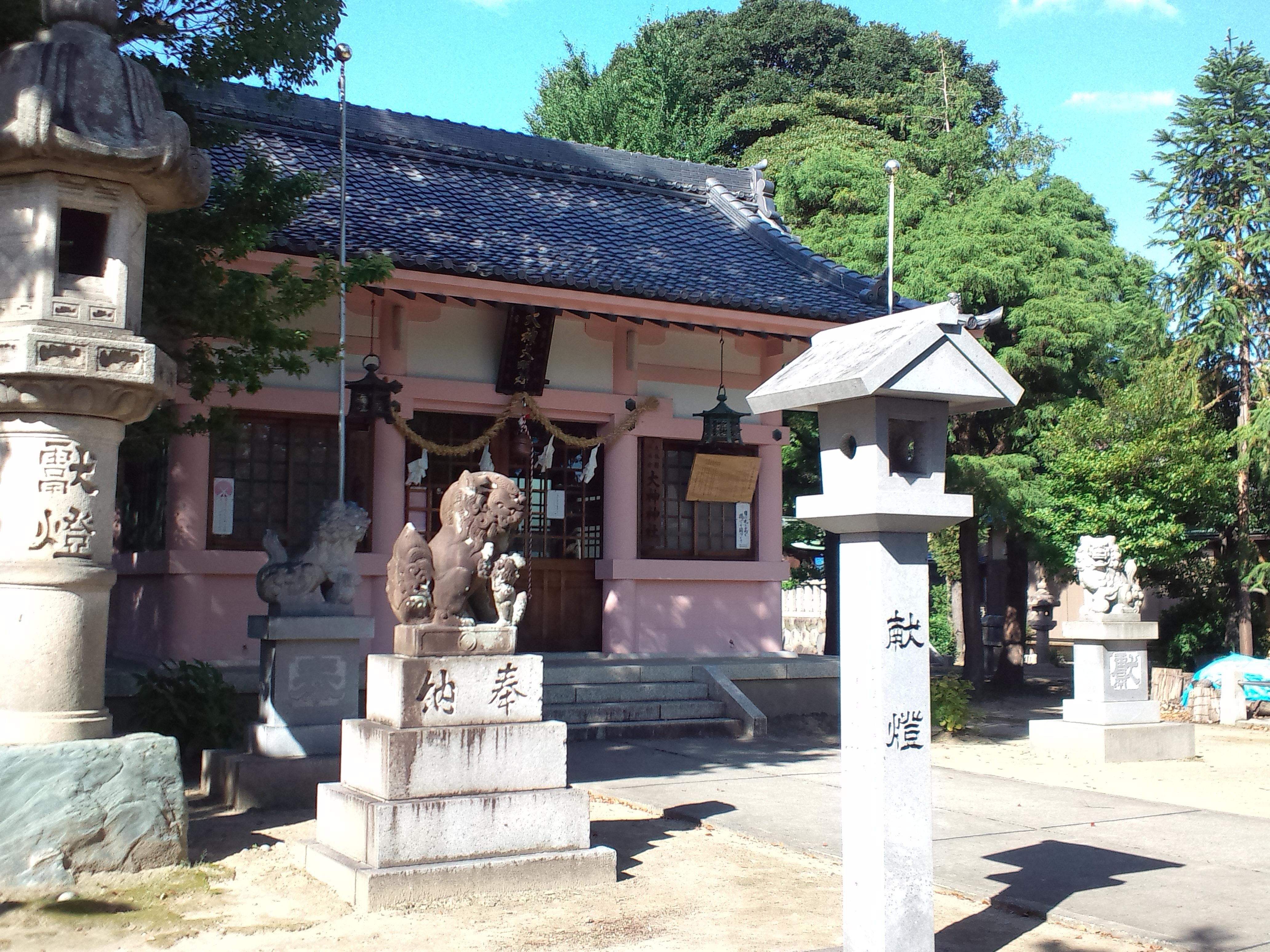
大神神社
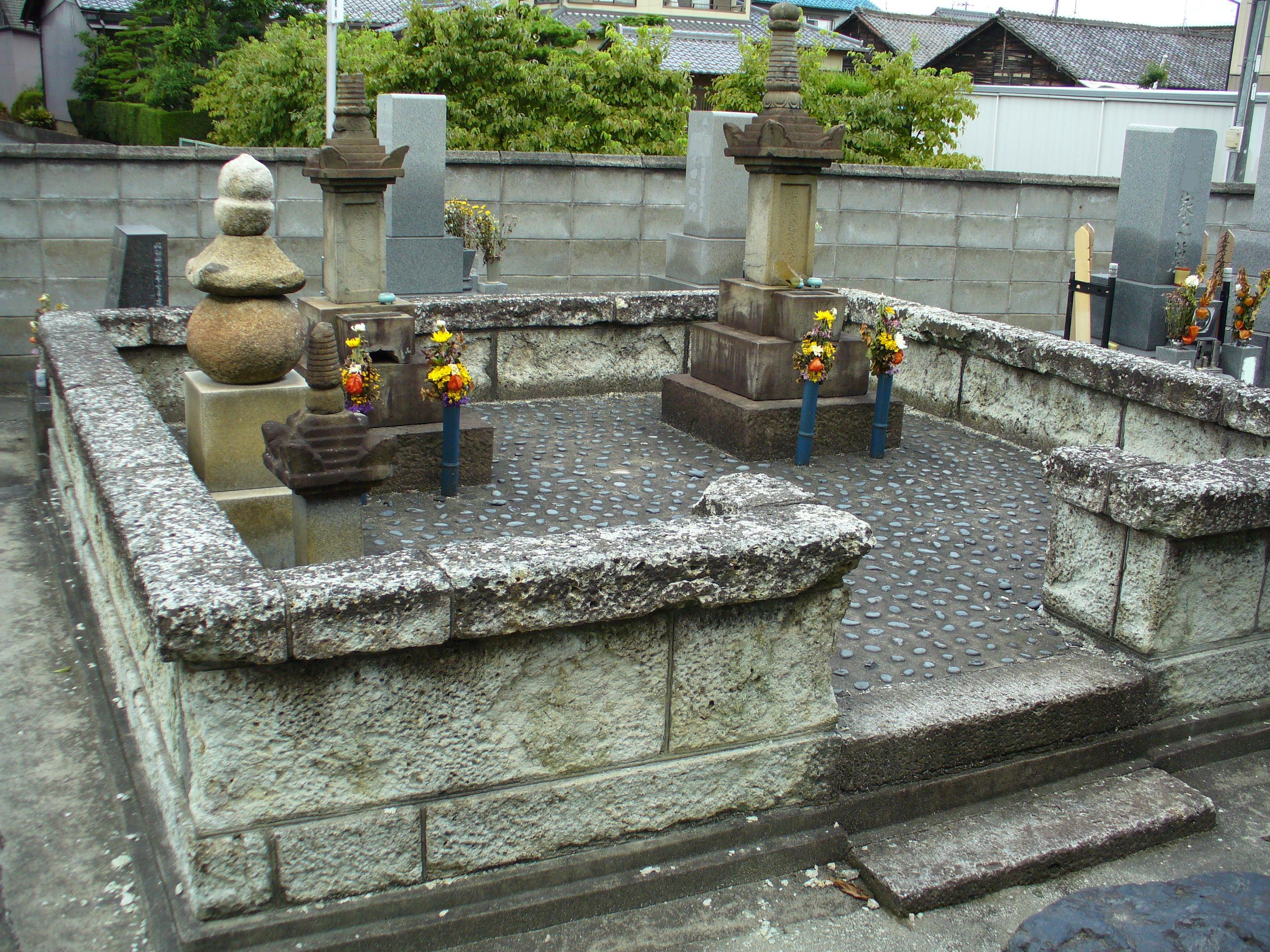
山内盛豊、十郎父子の墓 法蓮寺境内
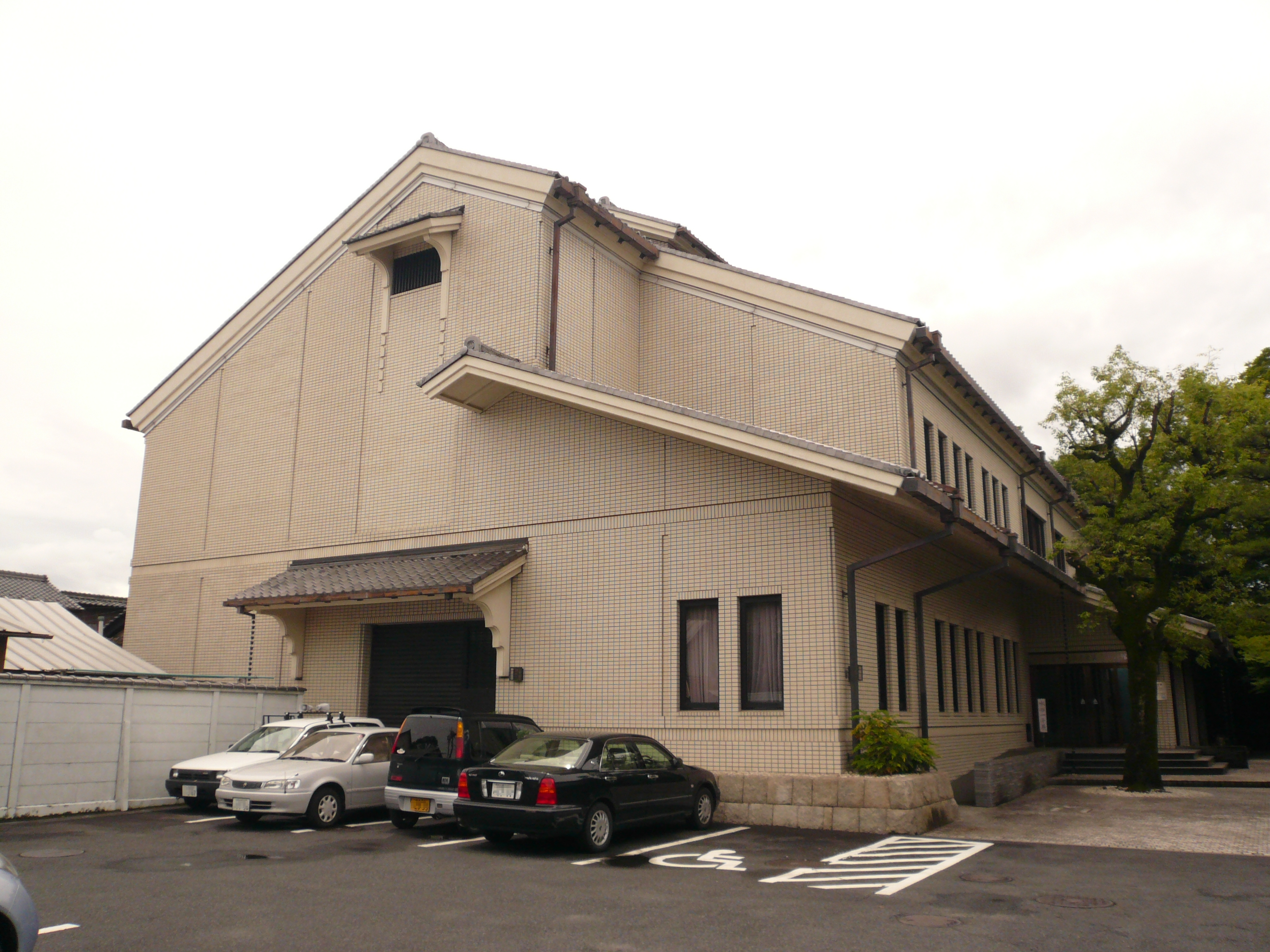
尾西歴史民俗資料館
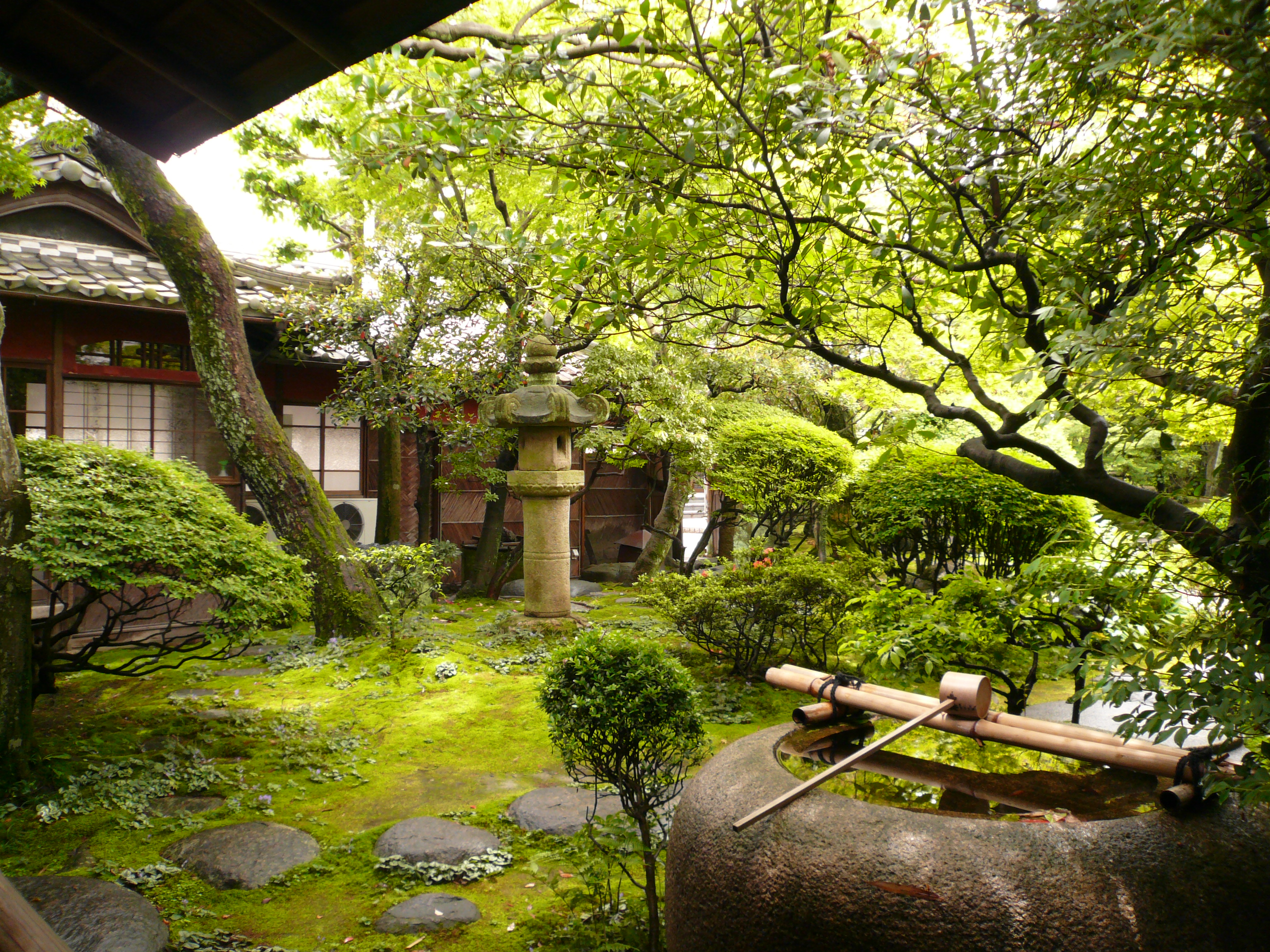
旧林家住宅（尾西歴史民俗資料館別館）
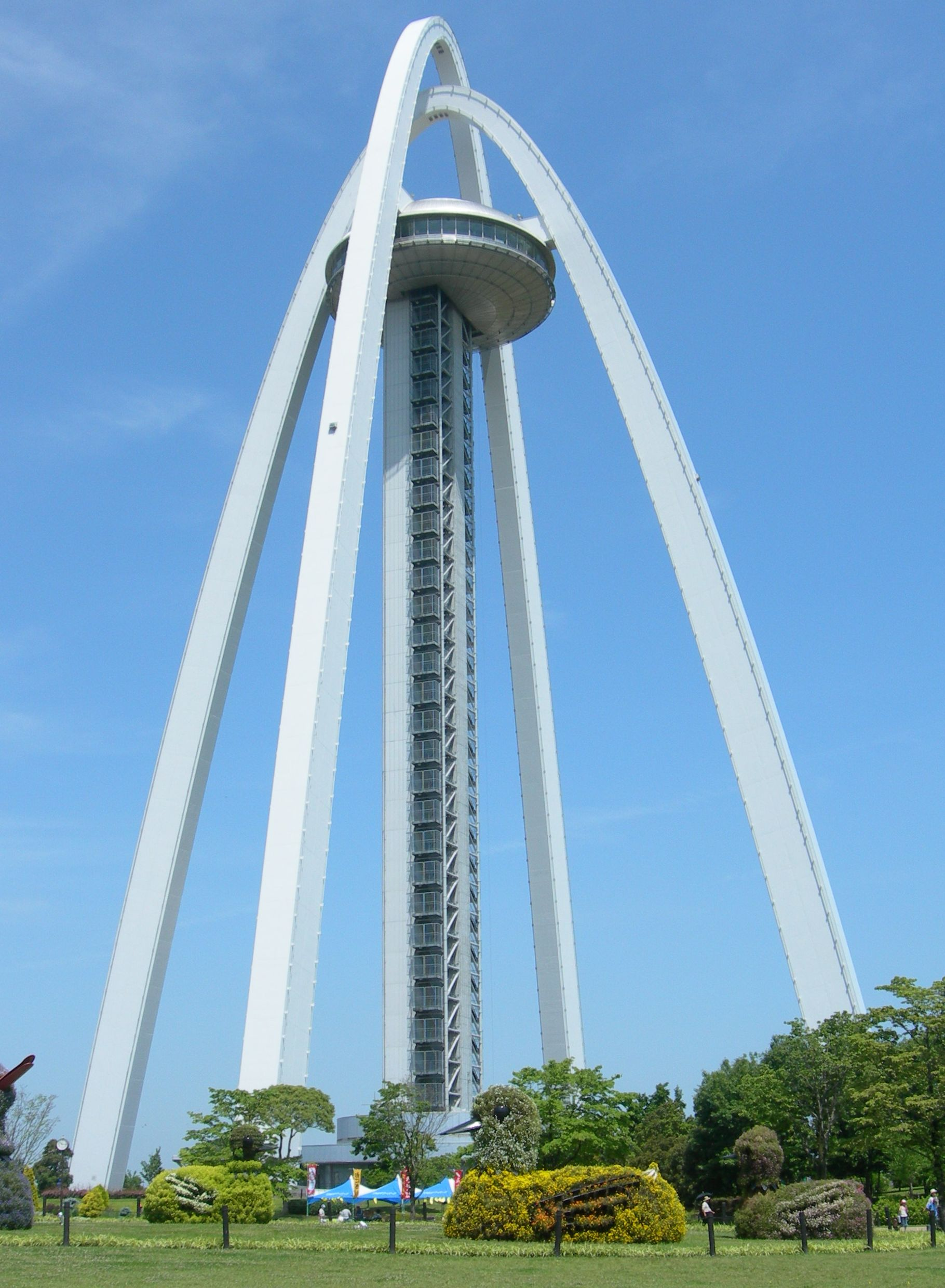
ツインアーチ138
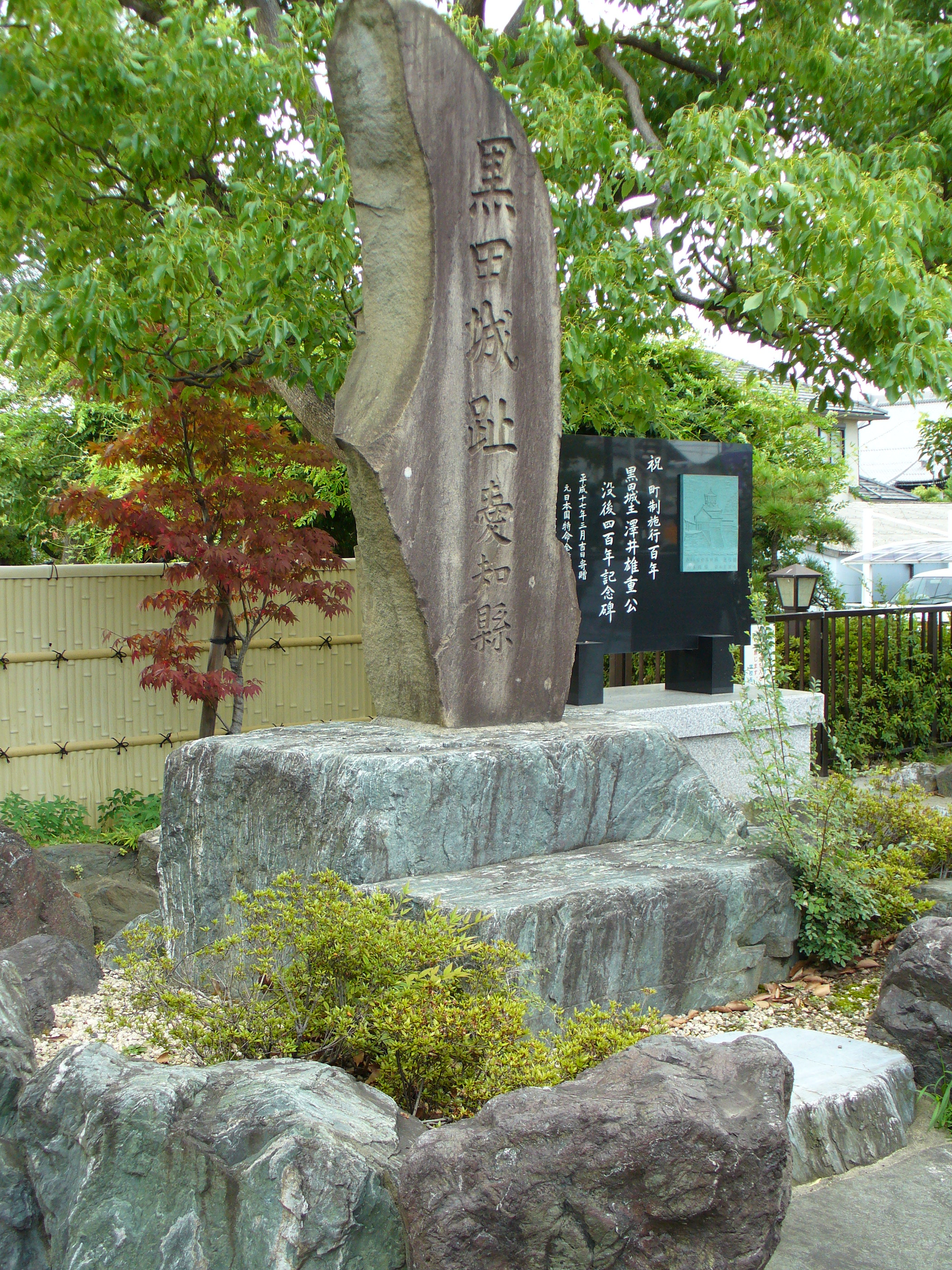
黒田城址
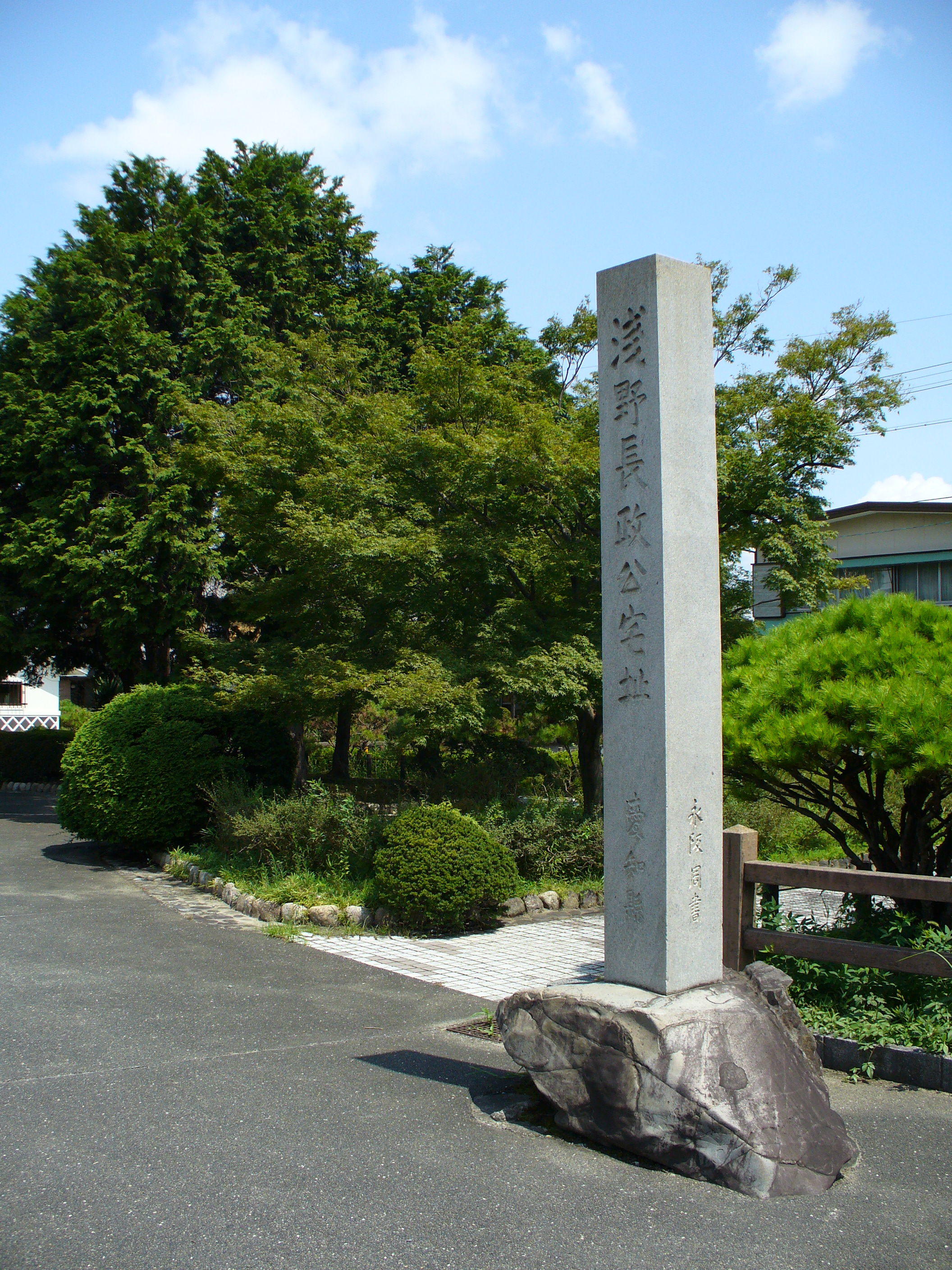
浅野長政屋敷跡

## 文化・名物

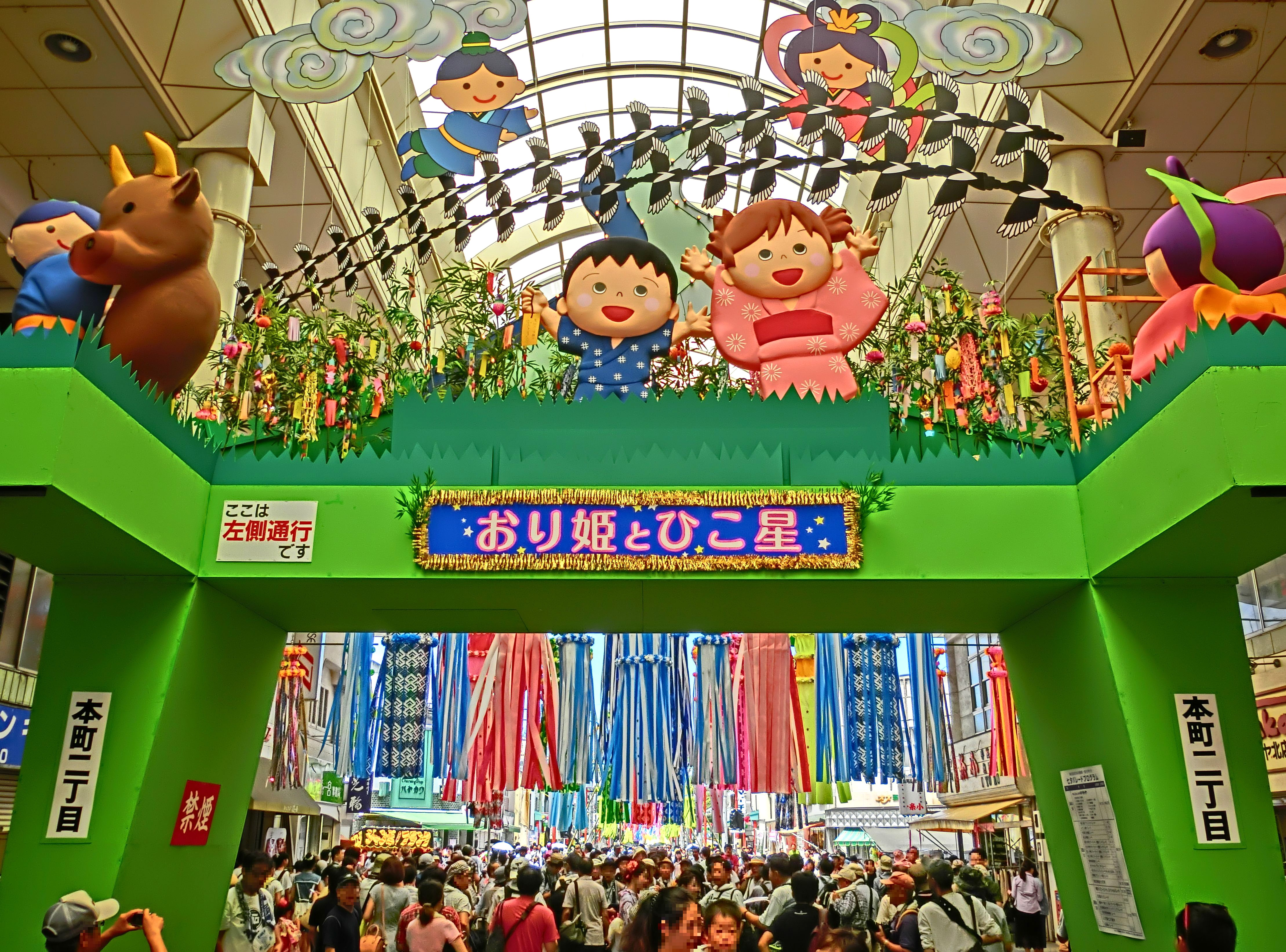
一宮七夕まつり

### 祭事・催事
- おりもの感謝祭一宮七夕まつり
1956年（昭和31年）に始まった一宮七夕まつりは、一宮市の夏の最大イベントとして、7月の最終日曜日を最終日とし、木曜日からの4日間行われ、130万人を超える人出で賑わう。通算回数は、名古屋・円頓寺七夕まつりと同じである。仙台七夕、湘南ひらつか七夕まつり、一宮七夕まつり、または、仙台七夕、湘南ひらつか七夕まつり、安城七夕まつりを「日本三大七夕祭り」と称する。
- ホワイトイルミネーション in Bisai（市役所尾西庁舎（旧尾西市役所）横）
- 濃尾大花火　※2022年廃止
- 一宮市びさい夏まつり
- 桜まつり
- 桃花祭
- 石刀祭
- つつじ祭
- チンドンまつり
- 瀬部山車・臼台祭
- 一豊まつり
- びさいまつり
- 甘酒祭

#### 盆踊り
- 盆踊りのレパートリーには、荻野目洋子のダンシング・ヒーローに合わせて「えっさほい えっさほい えっさほいさっさ おさるのかごやだ ほいさっさ｣と掛け声を合わせる風習がある。「おさるのかごやの語呂がダンシング・ヒーローのリズムに合っている」として当時大学生の市民が考案したとされる[44]。

### 名産・特産
- 尾州織物
- ココイチ
- 野田屋菓子舗『いちご大福』[45][46][47][27][31]名誉総裁賞受賞（第26回全国菓子大博覧会2013年）全国観光土産品推奨品認定。一宮市ふるさと納税返礼品２年連続１位[48]。

### 発祥
- モーニングサービス - 「一宮モーニング」の普及活動が行われている。
- ベトコンラーメン

### スポーツ
| チーム                         | スポーツ     | リーグ                                | 本拠地 | 設立   |
| ------------------------------ | ------------ | ------------------------------------- | ------ | ------ |
| 東海NEXUS                      | 野球         | センターリーグ                        | 未定   | 2020年 |
| FC.SIRIUS尾張                  | サッカー     | 西尾張社会人サッカーリーグ            |        | 2009年 |
| アスレジーナユニアオあいち一宮 | フットサル   | 日本女子フットサルリーグ（WF.League） |        | 2016年 |
| Citrine Ichinomiya             | ソフトボール | 日本女子ソフトボールリーグ（JSL）     |        | 2016年 |

## 出身・関連著名人

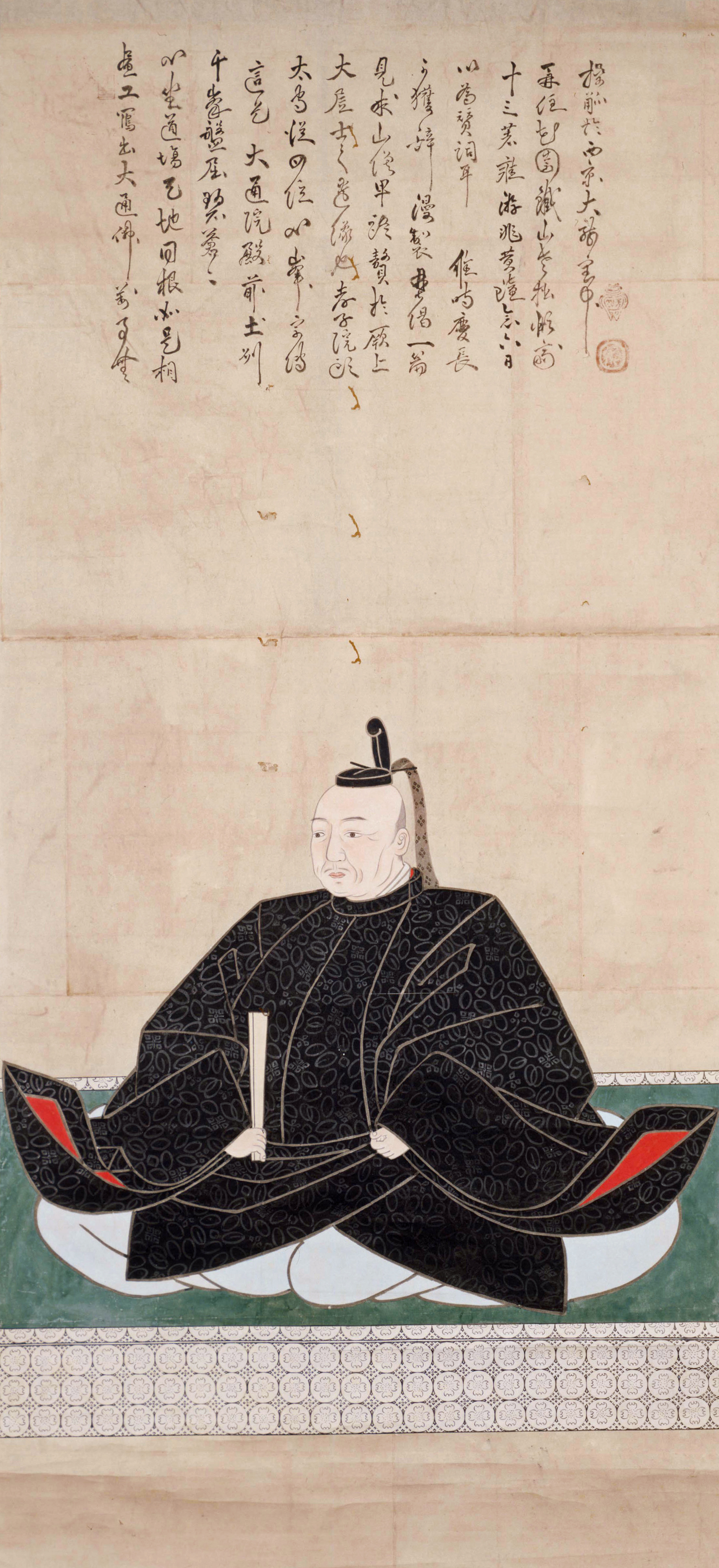
山内一豊

### 出身著名人
戦国武将
- 山内一豊 - 初代土佐藩主。元木曽川町
- 森成利（森蘭丸）- 織田信長の近習。
- 奥村永福 - 前田家家臣。奥村助右衛門の名で知られる。
- 毛利高政 - 初代豊後佐伯藩主。
- 長谷川秀一 - 織田家家臣。

政官界
- 安藤隆春 - 元警察庁長官
- 遠藤雅人 - 元奈良県警察本部長
- 神田真秋 - 元愛知県知事、元一宮市長
- 市川房枝 - 女性運動家、元参議院議員
- 江﨑真澄 - 元衆議院議員
- 江﨑鐵磨 - 元衆議院議員
- 横井甚四郎 - 元衆議院議員、元一宮町長
- 松井圭介 - 愛知県副知事、上飯田連絡線社長

財界
- 土川元夫 - 元名古屋鉄道会長。名鉄中興の祖
- 古川為三郎 - ヘラルドグループ創始者
- 小池利和 - ブラザー工業社長
- 墨宇吉 - 艶金興業創業者
- 近藤昌平 - 洋菓子店ボンボヌール創業者
- 御手洗大祐 - rakumo創業者・社長CEO、元CNET日本法人社長

学界・言論界
- 神戸正雄 - 経済学者

芸術
- 川合玉堂 - 日本画家、旧木曽川町
- 後藤大秀 - からくり人形師
- 佐藤一英 - 詩人（生まれは旧祖父江町）
- 種村有菜 - 漫画家
- 有坂須美 - 漫画家
- 三岸節子 - 画家
- 森春濤 - 漢詩人
- りおし - 漫画家
- 梅津諭 - 画家、イラストレーター
- 安藤正基 - 漫画家

芸能
- あいなぷぅ - お笑い芸人
- あおい洋一郎 - ナレーター
- 浅井幸司 - 音楽プロデューサー、ライブハウス『Zepp』立ち上げ統括者、元ソニー社員
- 安藤あき子 - 女優、1992年ミス・ユニバース・ジャパン
- 石黒友月 - アイドル、SKE48[49]
- 石月努 - 元FANATIC◇CRISISボーカル
- 岡田有希子 - アイドル
- 加藤晃 - 東海テレビ放送アナウンサー
- 加藤寛 - 北海道文化放送アナウンサー
- 加藤沙耶香 - タレント、元アイドリング!!!
- 川島恵 - 元アイドル
- 北原里英 - 女優、元NGT48・元AKB48・元SKE48兼任
- 葛谷由香里 - モデル、2005年ミス・ユニバース・ジャパン
- 小鳩くるみ - 歌手
- 後藤邑子 - 声優
- 佐藤友香 - 元東海ラジオアナウンサー
- 佐野岳 - 俳優
- 佐分千恵 - フリーアナウンサー、元テレビ朝日アナウンサー
- SEAMO - 歌手
- 鈴木ほのか - 女優
- スギちゃん - お笑い芸人、旧尾西市
- 高桑満 - 俳優、声優
- 高杉俊介 - 俳優
- 高橋しょう子 - 元AV女優、元グラビアアイドル高崎聖子
- 丹下桜 - 声優、旧木曽川町
- 土田拓海 - タレント、BOYS AND MEN
- 土田翼 - NHKアナウンサー
- つボイノリオ - ラジオパーソナリティ
- 戸井康成 - タレント
- 戸松遥 - 声優
- 野村実代 - アイドル、SKE48
- 花子 - 女優、明治から大正期に欧米で活躍
- 伴麻衣子 - NHK岐阜放送局キャスター
- 響れおな - 元宝塚歌劇団月組
- 舟木一夫 - 歌手
- 松岡錠司 - 映画監督
- 水野裕子 - タレント、旧尾西市
- 三船和子 - 歌手
- 虫鹿里佳 - 気象予報士
- 森貴俊 - 東海ラジオアナウンサー、旧尾西市
- 米倉ますみ - 歌手

スポーツ
- 大島信雄 - 元プロ野球選手
- 近藤真市 - 元プロ野球選手、コーチ
- 小池秀郎 - 元プロ野球選手、旧尾西市出身[50][51]。1990年のドラフト会議時点では実家は岐阜県羽島市にあった[52][53]。
- 後藤孝志 - 元プロ野球選手、コーチ
- 長谷部裕 - 元プロ野球選手、コーチ
- 速水将大 - プロ野球選手
- 平井克典 - プロ野球選手
- 藤王康晴 - 元プロ野球選手
- 松久保新吾 - 元プロ野球選手
- 山内一弘 - 元プロ野球選手、元中日ドラゴンズ監督
- 瀧正男 - アマチュア野球指導者、2018年野球殿堂入り
- 若松武彦 - 元幕内力士朝乃若、現相撲親方
- 日比野菜緒 - テニス選手
- 秋田史帆 - テニス選手
- 小田凱人 - 車いすテニス選手
- 安藤光彰 - 騎手・笠松競馬場→JRA所属
- 安藤勝己 - 元騎手・笠松競馬場→JRA所属
- 野村彰彦 - 調教師・JRA所属
- 三好祐樹 - 競艇選手
- 青山直晃 - サッカー選手
- 一丸安貴 - 競輪選手
- 猪子真実 - 女子競輪選手
- 藤田炎村 - プロボクサー
- 古川夢乃歌 - プロボクサー
- 阿部裕幸 - 総合格闘家、総合格闘技クラブ「AACC」主宰
- 兼松由香 - 女子ラグビー選手
- 清本美波 - 女子プロゴルファー

医師
- 浅野春道 - 尾張藩の藩医、星野仙一の母方の先祖
- 森林平 - 浅井万金膏を販売していた、実在したタニマチ

文化
- 豊島将之 - 将棋棋士
- 中澤沙耶 - 将棋女流棋士
- 脇田菜々子 - 将棋女流棋士
- 森卓也 - アニメーション評論家
- 長﨑照義 - 点字投票の父

### 名誉市民
旧一宮市・新一宮市
- 吉田萬次 - 1892-1958） - 政治家。一宮市長。
- 豊島半七（四代目）（1900-1962） - 実業家。豊島株式会社社長。
- 豊島半七（五代目）（1929-2010） - 実業家。豊島株式会社社長。
- 伊藤一（1910-1974） - 政治家。一宮市長。
- 森鉐太郎（1909-1989） - 政治家。一宮市長。
- 江崎真澄（1915-1996） - 政治家。衆議院議員。
- 海部俊樹（1931-2022） - 政治家。内閣総理大臣。

旧尾西市
- 渡辺治彦（1911-1965） - 実業家。
- 小川四郎兵衛（1902-1977） - 実業家・政治家。尾西市長。
- 市川房枝（1893-1981） - 婦人運動家・政治家。
- 三岸節子（1905-1999） - 洋画家。

旧木曽川町
- 川井由廣（1892-1960） - 政治家。木曽川町長。
- 丹菊義明（1910-1973） - 政治家。木曽川町長。
- 江嵜冨次郎（1896-1974） - 政治家。木曽川町長。

### マスコットキャラクター
- 2010年（平成22年）3月に、市のマスコットキャラクターとして「いちみん」を制定した[54]。

## 一宮市を舞台とした作品

### 映画
- ゆるキャン△[55]（原作：あfろ、監督：京極義昭）
- 高校三年生（監督：井上芳夫）
- 宇宙の法則（監督：井筒和幸）
- BISHU 〜世界でいちばん優しい服〜（監督：西川達郎）

### 音楽
- 一宮の夜（唄：つぼイノリオ）

### 漫画
- モジポニカ！[56]（原作：安藤正基）